# ノモンハン事件
ノモンハン事件（ノモンハンじけん）は、1939年5月から同年9月にかけて、満洲国とモンゴル人民共和国の間の国境線を巡って発生した紛争。第一次（1939年5月 - 6月）と第二次（同年7月 - 9月）の二期に分かれる。
1930年代に、満洲国、後に日本（大日本帝国）と、満洲国と国境を接するモンゴルを衛星国にしていたソビエト連邦の間で断続的に発生した日ソ国境紛争（満蒙国境紛争）の一つが、両国の後ろ盾の大日本帝国陸軍とソビエト赤軍との間で最大規模の軍事衝突となった。
諸外国では、「ハルハ河戦役」などと呼ぶことが多い。

## 概要
清朝が1734年（雍正12年）に定めたハルハ東端部（外蒙古）とフルンボイル平原南部の新バルガ（内蒙古）との境界は、モンゴルの独立宣言（1913年）以後も、モンゴルと中華民国の間で踏襲されてきた。
ただし帝政ロシアの1/84,000地図（1906年）は、10 - 20 kmほど南方に位置するハルハ川を境界としたが、その後認識を改め、清朝が定めた境界とした（例えば、1935年のモンゴル・ソ連の地図）。
日本は、この帝政ロシアの地図を1918年に入手したことから、ハルハ川を境界と認識した。1932年に成立した満洲国とそれを実質的に支配する日本は、この認識を主張し、以後この地は国境係争地となった。
1939年5月、フルンボイル平原のノモンハン周辺でモンゴル軍と満洲国軍の国境警備隊の交戦をきっかけに、両国と防衛協定を結んでいるソ連軍と日本軍がそれぞれ兵力を派遣し、大規模な戦闘に発展した。結果は、日本軍側が航空戦では数に劣りながらも常に優勢であったが、地上戦は戦車火砲の力の差が甚だしく、敗退に終わり、ソ連とモンゴル共和国の主張する国境線はほぼ維持された。ソビエト連邦によるポーランド侵攻直前、ソ連政府が所在する首都モスクワのクレムリンで「日ソ両軍の現在地を停戦ラインとし、国境線の画定は後日設立の国境確定委員で交渉する」との事件の停戦の合意が、9月15日深夜に成立した。

## 呼称

### 事件の呼称
日本とソビエト連邦の公式的見方では、この衝突は一国境紛争に過ぎないというものであったが、モンゴル国は、人民共和国時代からこの衝突を「戦争」と称している。以上の認識の相違を反映し、この戦争について、日本および満洲国は「ノモンハン事件」、ソ連は「ハルハ河の戦闘（ロシア語: Бои на Халхин-Голе）」と呼び、モンゴル人民共和国は「ハルハ河戦争（戦役）（モンゴル語: Халхын голын байлдаан）」と称している。ソ連・モンゴル側が冠している「ハルハ河」とは、戦場の中央部を流れる河川の名称である（ハルヒン・ゴル）。
中華人民共和国は、現在では「ノモンハン戦役（中: 诺门罕战役）」と称することが多く、「ハルハ河戦役（中: 哈拉哈河战役）」または「ハルヒン・ゴル戦役（中: 哈勒欣河战役）」とも呼んでいる。

### ノモンハンという地名
ノモンハン（日本・満洲側の呼称）とは「法（仏法）の王」を意味する（モンゴル語では「ノムンハン」）。より正確には、ノモンハン・ブルド・オボーと呼ばれる塚があり、それがある一帯を日本ではこう呼ぶ形となっている。オボー自体は、チベット仏教の聖者の塚・祭礼場を意味し、現地では信仰と結びつくとともに人に居る位置を示す標識のような役割も果たしている。「ブルド」とは水源を意味し、ハイラースティーン（ホルステン）川の水源地点を指す。
清朝は1734年（雍正12年）に外蒙古（イルデン・ジャサク旗・エルヘムセグ・ジャサク旗）と、内蒙古（新バルガ旗）との境界地点の一つとしてこのオボーを指定した。現在もモンゴル国のドルノド・アイマクと中国内モンゴル自治区北部のフルンボイル市との境界上に現存し、大興安嶺の西側モンゴル高原、フルンボイル市の中心都部ハイラル区の南方、ハルハ河東方にある。
「法の王（ノモンハン）」の称号は、チベット仏教の僧侶であるチョブドンの位階名である。チョブドンは、この土地を牧場としたハルハ系集団のうちダヤン・ハーンの第七子ゲレンセジェの系統を引くチェチェン・ハン部の左翼前旗の始祖ペンバの孫である。チョブドンの墓にも同じく「ノモンハン」の称号が冠せられている。

## 背景

### 北東アジアの国際情勢
1917年のロシア革命で共産主義の波及を恐れた日本はイギリス、フランス、イタリアと共にロシア内戦への干渉を決定。1918年にチェコ軍団救出を名目にシベリア出兵を実施した。1922年の撤収後、1925年に日ソ基本条約が締結される。1920年代には日本とソ連は大陸方面では直接に勢力圏が接触する状態にはなかった。日本は租借地の関東州、ソ連は1924年に成立したモンゴル人民共和国を勢力圏に置いた。
両国の勢力圏の中間にある満洲地域は、中華民国の軍閥時代である1920年代後半には奉天派が支配する領域だった。満洲には日ソ双方の鉄道利権が存在しており、中国国民党の北伐に降伏（易幟）した奉天派の張学良はソ連からの利権回収を試みたが、1929年の中ソ紛争（中東路事件）で中華民国は敗れた。ソ連はハバロフスク議定書を中国と結び、鉄道権益を復活、再確認させ、占領地から撤退した。また、ソ連は同年に特別極東軍を極東方面に設置した。

#### 満洲国建国
日本の関東軍は1931年に満洲事変を起こし、翌年建国された満洲国を勢力下に置いた。同1932年の日満議定書で、満洲国防衛のため関東軍は満洲全土に駐留するようになった。満洲国軍は1935年時点で歩兵旅団26個と騎兵旅団7個の計7万人と称したが、練度や装備は良好ではなかった。ソ連は満洲国を承認しなかったが、満洲国内の権益を整理して撤退する方針を採った。北清鉄路の南満洲鉄道への売却交渉が始まったが難航した。

#### ソ連・モンゴル軍事同盟
ソ連はモンゴルと1934年11月に紳士協定で事実上の軍事同盟を結ぶ。1936年にはソ蒙相互援助議定書を交わし、ソ連軍がモンゴル領に常駐した。モンゴル人民革命軍がソ連の援助で整備され、1933年には騎兵師団4個と独立機甲連隊1個、1939年初頭には騎兵師団9個と装甲車旅団1個を有していた。
こうして満洲事変以後、日ソ両国の勢力圏が大陸で直接に接することになり、日本とソ連は満洲で対峙するようになった。初期には衝突の回数も少なく規模も小さかったが、次第に大規模化し、張鼓峰事件を経てノモンハン事件で頂点に達した。

### 係争地と国境画定問題
モンゴル側は1734年以来外蒙古と内蒙古の境界をなしてきた、ハルハ河東方約20キロの低い稜線上の線を国境として主張。満洲国はハルハ河を境界線として主張した。
満洲国、日本側の主張する国境であるハルハ河からモンゴル・ソ連側主張の国境線までは、草原と砂漠である。土地利用は遊牧のみであり、国境管理はほぼ不可能で、付近の遊牧民は自由に国境を越えていた。係争地となった領域は、従来、ダヤン・ハーンの第七子ゲレセンジェの系統を引くチェチェン・ハーン部の左翼前旗や中右翼旗などハルハ系集団の牧地であった。この地が行政区画されたのは1730年代で、清朝はモンゴル系、ツングース系集団を旧バルガ、新バルガの二つのホショー（旗）に組織し、隣接するフルンボイル草原に配置し、1734年（雍正12年）、理藩院尚書ジャグドンによりハルハと、隣接する新バルガの牧地の境界が定められ、その境界線上にオボーが設置された。本事件においてモンゴル側が主張した国境は、この境界を踏襲したものであった。

#### 満ソ国境

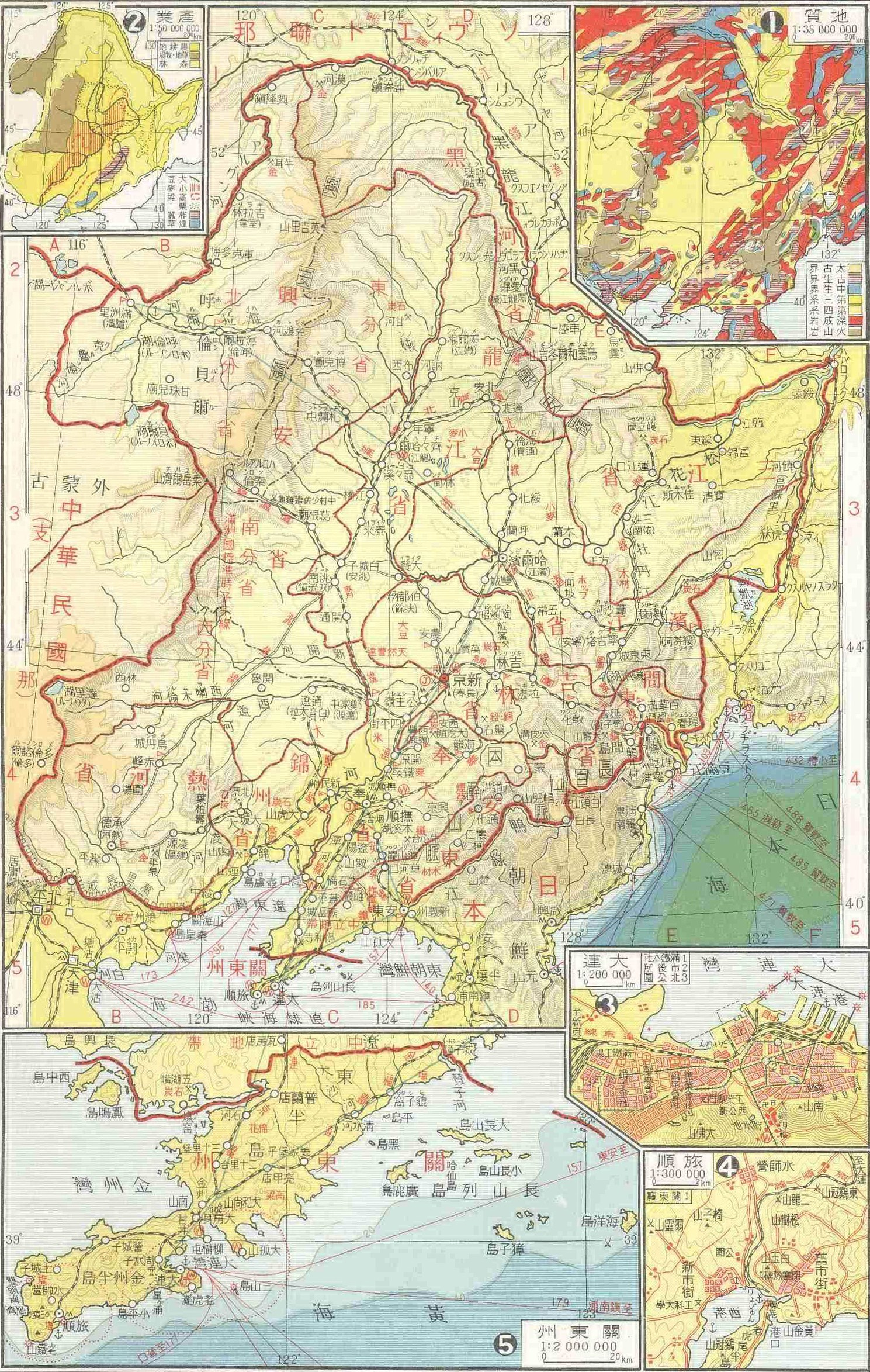
満洲国図。東部・北部でソ連と、西部でモンゴルと、南西部では中国と隣接している。

北東アジアの満洲地域の対ソ国境については、満洲国建国以前から領土問題が存在していた。清とロシア帝国の間のアイグン条約・北京条約などで国境は画定されていたが、中華民国はこれらは不平等条約であるとして改正を求めてきていた。うちアムール川（黒竜江）は水路協定も1923年に中ソ間で締結されたが、これも中国に不利な内容であったため問題となっていた。
1933年1月、日本はソ連に対し国境紛争処理に関する委員会設置を提案。しかし、ソ連はアイグン条約などで国境は確定済みとの立場であった。また、日本が不可侵条約提案を拒絶していたことや、北満鉄路売却問題が優先事項であったことなども影響し、委員会設置は実現しなかった。
満洲国南西部の中華民国との国境でも1934年末から紛争が起きており、日本は緩衝地帯設置などを意図した華北分離工作を展開した。

#### 満蒙国境
モンゴルは、1911年の辛亥革命を好機として、ジェプツンダンパ八世を君主に擁する政権を樹立した。ただしモンゴルの全域を制圧する力はなく、モンゴル北部（ハルハ四部およびダリガンガ・ドルベト即ち外蒙古）を確保するに留まり、モンゴル南部（内蒙古）は中国の支配下にとどまった。バルガの2旗が位置するホロンバイル草原は、地理的には外蒙古の東北方に位置するが、この分割の際には中国の勢力圏に組み込まれ、東部内蒙古の一部を構成することとなった。その後、モンゴルではジェプツンダンパ政権の崩壊と復活、1921年の人民革命党政権、1924年の人民共和国への政体変更があった。これらモンゴルの歴代政権と、内蒙古を手中に治めた中華民国歴代政権との間では、ハルハ東端と新バルガの境界に問題が生ずることはなかった。
旧東三省と東部内蒙古を領土として1932年に成立した満洲国は、新バルガの南方境界として、ハルハ河を主張し、本事件の戦場域は、国境紛争の係争地となった。これは、日本陸軍（特に関東軍）が、シベリア出兵（1918年）の戦利品である帝政ロシアの1/84,000地図（1906年）に基づき、ハルハ河を境界と認識したことによる。
しかし、1934年に満洲国外交部が委託した日本人東洋史学者矢野仁一、和田清、稲葉岩吉が収集した古文書や、1937年の6月から10月にかけて満洲国外交部、治安部、興安北省の3機関が現地に入って、参謀本部が作成した1/100,000の地図を測図し直して、地元の古老などから証言をとりながら、収集した文献資料にある境界オボー跡の発見と、それを結び国境線を確認するといった現地調査を行い、モンゴルが主張する国境線は「歴史的証拠」に基づいているということが確認できたが、関東軍はその調査結果を一顧だにすることなく、ひたすらに自分らが主張する国境線の実効支配を目指していた。
モンゴルと満洲国の国境画定交渉は1935年から断続的に行われたが（満洲里会議）、1937年9月以降途絶した。
満洲、モンゴルの両当事者とも、この係争を小競り合い以下の衝突にとどめるべく、話し合いによる解決を模索しようとしたが、両国の後ろ盾となっている日本、ソ連は、この時期、それぞれ極東方面において相手を叩く口実を探しており、「話し合いによる解決」を模索していた満洲国・モンゴルの停戦交渉担当者たち（→満洲里会議）をそれぞれソ連、日本に通じたスパイとして断罪、粛清したのち、大規模な軍事衝突への準備を推し進めてゆく。

## 軍事情勢
満洲方面における日ソ両軍の戦力バランスは、ソ連側が優っていた。1934年6月の時点で日本軍は関東軍と朝鮮軍合わせて5個歩兵師団であったのに対し、ソ連軍は11個歩兵師団を配備（日本側の推定）、1936年末までには16個歩兵師団に増強され、ソ連軍は日本軍の三倍以上の軍事力を有していた。日本軍も軍備増強を進めたが、日中戦争の勃発で中国戦線での兵力需要が増えた影響もあって容易には進まず、1939年時点では日本11個歩兵師団に対しソ連30個歩兵師団であった。なお、満蒙国境では、日ソ両軍とも最前線には兵力を配置せず、それぞれ満洲国軍とモンゴル軍に警備を委ねていた。

### 日ソ国境紛争
満洲事変以後、1934年頃までは紛争といっても、偵察員の潜入や住民の拉致、航空機による偵察目的での領空侵犯程度の小規模なものだった。1935年に入ると国境紛争の規模が大型化したが、これはソ連側の外交姿勢の高圧化によるとされる。ソ蒙相互援助議定書の締結もこの時期であり、ソ連軍の極東兵力増加が進んだ。この時期の日本は、陸軍参謀本部と関東軍司令部のいずれも不拡大方針で一致していた。前線部隊でも、騎兵集団高級参謀の片岡董中佐らが慎重な行動を図り、紛争の拡大に歯止めをかけることに寄与していた。
1935年1月、満洲西部フルンボイル平原の満蒙国境地帯で哈爾哈（ハルハ）廟事件が発生。哈爾哈廟周辺を占領したモンゴル軍に対して満洲軍が攻撃をかけ、月末には日本の関東軍所属の騎兵集団も出動したが、モンゴル軍は退却した。以降、満洲軍はフルンボイル平原に監視部隊を常駐させ、軍事衝突が増えた。6月にはソ連と接した満洲東部国境でも、日本の巡回部隊10名とソ連国境警備兵6名が銃撃戦となり、ソ連兵1名が死亡する楊木林子事件が発生した。
10月、モンゴルのペルジディーン・ゲンデン首相が「ソ連は唯一の友好国」であるとして、ソ連への軍事援助を求めた。
12月のオラホドガ事件では、航空部隊まで投入したモンゴル側に対して、翌年2月に日本軍も騎兵1個中隊や九二式重装甲車小隊から成る杉本支隊（長：杉本泰雄大尉）を出動させた。杉本支隊は装甲車を含むモンゴル軍と遭遇戦となり、戦死8名と負傷4名の損害を受け、モンゴル軍は退去した。関東軍は不拡大方針を強調する一方、戦術上の必要があれば止むを得ず越境することも許すとした方針を決め、独立混成第1旅団の一部などをハイラルへ派遣して防衛体制を強化した。
1936年1月には金廠溝駐屯の満洲国軍で集団脱走事件が発生し、匪賊化した脱走兵と、討伐に出動した日本軍・満洲国軍の合同部隊の間で戦闘が発生。その際に脱走兵はソ連領内に逃げ込み、加えてソ連兵の死体やソ連製兵器が回収されたことから、日本側ではソ連の扇動工作があったと非難した（金廠溝事件）。

#### ソ蒙相互援助議定書
1936年2月14日、ソ連のストモニャコフ外務人民委員代理は太田為吉駐ソ大使に対して、モンゴル人民共和国に脅威が発生する場合、ソ連は必要な援助を行うと述べた。3月12日、ソ蒙相互援助議定書を締結。これを機に、日ソ国境紛争が次第に大規模化していった。

#### タウラン事件
3月29日、タウラン事件が発生。オラホドガ偵察任務の渋谷支隊（歩兵・機関銃・戦車各1個中隊基幹）がフルンボイル国境地帯に向かったところ、モンゴル軍機の空襲を受けて指揮下の満洲軍トラックが破壊された。モンゴル軍は騎兵300騎と歩兵・砲兵各1個中隊のほか、装甲車十数輌の地上部隊を付近に展開させていた。渋谷支隊はタウラン付近で再び激しい空襲を受け、偵察に前進した軽装甲車2輌がモンゴル軍装甲車と交戦して撃破された。モンゴル軍地上部隊は撤退したが、日本軍航空機の攻撃で損害を受けた。この事件で日本軍は戦死13名、捕虜1名、トラックの大半が損傷、モンゴル軍も装甲車を鹵獲された。本格的機甲戦や空中戦はなかったが、装甲車輌や航空機を投入した近代戦となった。同月、長嶺子付近でも日ソ両軍が交戦し、双方に死傷者が出た（長嶺子事件）。
1936年にはへレムテ事件、アダクドラン事件、ボイル湖事件、ボルンデルス事件など衝突が激化、その結果。ソ連はモンゴルでの軍事力増強に取り組むようになった。

#### 帝国国防方針から日独防共協定へ
日本はソ連モンゴルの共同防衛体制が確立したことを警戒し、8月7日の四相会議で決定した帝国国防方針で、ソ連は「赤化進出を企図し、益々帝国をして不利の地位に至らしめつつあり」と書かれた。さらに日本は、ソ連の極東攻勢の強化を受けて、11月25日にナチス・ドイツと日独防共協定を締結した。

#### カンチャーズ島事件
日中戦争が勃発した1937年以降、紛争件数は年間100件を超えた。ソ連は大規模なソ連軍をモンゴルに進駐させた。1937年6月から7月に、ソ満国境のアムール川に浮かぶ乾岔子（カンチャーズ）島周辺で、日ソ両軍の紛争である乾岔子島事件が起きた。アムール川の国境はアイグン条約によって全ての島がロシア帝国領と定められていたが、水路協定では航路が乾岔子島よりソ連領側に設定され、国際法の原則や居住実態からも日満側は同島を満洲国領とみなしていた。ソ満間の水路協定の改定交渉は前年に決裂、ソ連は5月に水路協定の破棄を通告した。6月19日、ソ連兵60名が乾岔子島などに上陸し、居住していた満洲国人を退去させた。日本陸軍参謀本部は関東軍に出動を命じたが、石原莞爾少将の進言により、6月29日に作戦中止を命じた。同日に外交交渉によってソ連軍の撤収も約束された。ところが、6月30日にソ連軍砲艇3隻が乾岔子島の満洲側に進出したため、日本の第1師団が攻撃を開始し、1隻を撃沈したが、それ以上の戦闘とはならず、7月2日にソ連軍は撤収した。

#### モンゴルにおける大粛清
ソ連は強大な在蒙ソ連軍を背景にモンゴルへの内政干渉を大々的に開始。1937年から1939年にかけて「反革命的日本のスパイ」として国防相ゲレグドルジーン・デミド元帥はじめモンゴル政府指導者やモンゴル軍人に対して大粛清が実施された。ソ連によるモンゴル大粛清以降、親ソ派のホルローギーン・チョイバルサン元帥が政府権力を掌握し、対日満政策を硬化させていった。

#### 張鼓峰事件
1938年7月、満洲国東部、豆満江近くの張鼓峰で、日ソ両軍の大規模な衝突が発生した（張鼓峰事件）。7月中旬にソ連軍が張鼓峰に進軍、日本の朝鮮軍隷下第19師団も警備を強化した。日本の国境守備隊監視兵が射殺されたのをきっかけに7月29日から戦闘が始まった（張鼓峰事件は満ソ国境で起こったが、関東軍・満洲国軍ではなく日本の朝鮮軍が戦った）。しかし、日本は不拡大方針で第19師団の一部のみで対処した。これに対してソ連軍は戦車や航空機多数を出撃させた。8月に入って日本軍も増援の砲兵部隊を出動させたが、モスクワでの日ソ交渉により8月11日に停戦。日ソ双方が停戦時点で張鼓峰を占領していたと主張している。動員兵力はソ連軍3万人に対して日本軍9千人。死傷者は日本軍1,500名、ソ連軍3,500名であった。

#### 満ソ国境紛争処理要綱
張鼓峰事件で陸軍省軍務局など陸軍中央が不拡大方針を採ったのに対し関東軍は不信を抱き、断固とした対応を強調した『満ソ国境紛争処理要綱』を独自に策定した。辻政信参謀が起草し、1939年4月に植田謙吉関東軍司令官が示達した。要綱では「国境線明確ならざる地域に於ては、防衛司令官に於て自主的に国境線を認定」し、「万一衝突せば、兵力の多寡、国境の如何にかかわらず必勝を期す」として、日本側主張の国境線を直接軍事力で維持する方針が示され、安易な戦闘拡大は避けるべきだが、劣兵力での国境維持には断固とした態度を示すことがかえって安定につながると判断された。この処理方針に基づいた関東軍の独走、強硬な対応が、ノモンハン事件での紛争拡大の原因となったとも言われる。この要綱を東京の大本営は「正式な報告があったにもかかわらず正式の意思表示も確たる判断も示さなかった」また、関東軍司令部ではハルハ河がソ連との確定された国境線とみなされるに至った。
1939年には紛争件数は約200件に達した。

#### 外交交渉
一連の紛争のうち、外交的に解決されたものは少数であった。例えば1936年に起きた152件の紛争に関して、日本側からは122件の抗議が行われたが、ソ連側から回答があったのは59件にとどまり、遺体返還などの何らかの解決に達したものは36件だった。
哈爾哈廟事件をきっかけに、満洲国とモンゴルは独自の外交交渉を開始していた（実質的には日ソ交渉）。1935年2月に満洲国軍の興安北警備軍司令官ウルジン・ガルマーエフ（烏爾金）将軍がモンゴル側に会合を提案、1935年6月3日から1937年9月9日まで満洲里で5回の満洲里会議が開かれた。満洲は全権代表の首都常駐相互受け入れ・タムスク以東からの撤兵を要求したが、モンゴル側は難色を示し、タウラン事件後に起きた凌陞の内通容疑での処刑などで難航した。紛争処理委員の現地相互駐在は妥結しかけたものの、ソ連の指示により1937年8月末から始まった粛清でモンゴル側関係者の大半が内通容疑で処刑され、打ち切りとなった。
ソ連側には単純な国境紛争で無い政略的意図があったとも言われる。張鼓峰事件では、直前のゲンリフ・リュシコフ亡命事件があったため、ソ連側としては威信を示す必要があった。ノモンハン事件に関しては、日本に局地戦で一撃を加えて対ソ連積極策を抑える狙いを有していたとの見方がある。ソ連のスパイリヒャルト・ゾルゲは、日本陸軍の板垣征四郎陸軍大臣ら急進派が、中国の戦線を縮小して対ソ戦の基地を確保するため、中国東部とモンゴルを保持することを望んでいるなどの日本側の対ソ連の方針に関する情報をモスクワに送っており、ゾルゲの報告などの情報を検討したソ連首脳部は、モンゴル東部国境での日本軍との軍事衝突は不可避であるという結論に達し、1939年3月にはヨシフ・スターリンが党大会で「我々はソ連と国境を接するすべての隣国と平和的かつ親密の友好関係を維持することを支持する。」「我々は、侵略行為の犠牲となって自国の独立擁護のために戦っている諸国を支持することを約する。我々は侵略者の脅威を恐れず、かつ、ソビエト国境の不可侵性を穀指しようと試みる戦争煽動者の攻撃に対して二倍の打撃をもって、これにむくいる用意がある」という日本を強く牽制する演説を行い、断固とした対応をすることを示唆したが、日本はこのソ連の強硬な姿勢を正確に認識することはなかった。

#### 第23師団の紛争地進出

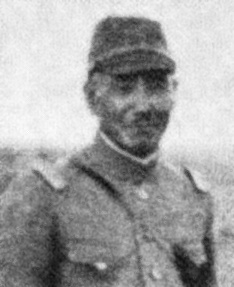
日本陸軍第23師団小松原道太郎師団長

激増する国境紛争に対応するため関東軍は戦力を増強することとし、関東軍への派遣が決定された1938年に新設されたばかりの第23師団を紛争地の防衛にあたらせることした。第23師団は日中戦争の拡大で師団増設の必要に迫られた日本軍が、通常編成である歩兵4個連隊（定数29,400人）から歩兵3個連隊（定数24,600人）に減少して編成した特設師団であり、慢性的な戦力不足から、通常編成の常備師団と比較すると、予備役招集兵や年長兵により編成され兵器も旧式なものが配備されていた。師団長にはソ連駐在武官やハルビン特務機関などを歴任し、ソ連通であった小松原道太郎中将が親補された。参謀長には騎兵が専門で小松原同様ソ連通であった大内孜大佐が任命されたが、大内は「この師団長のときに、戦いが起こらなければいいが」と懸念していたという。第23師団は新設師団であり兵士の練度に問題があったため、1938年7月21日に師団に満洲派遣の出動命令が下された後は、ハルビン周辺にいったん集結し、付近の警備を担当するという名目で訓練を行った後に、11月から年末にかけて順次ハイラル付近に進出した。しかし極寒地のハイラルでは冬季にまともな訓練はできず、1939年1月から4月までは戦闘訓練よりは耐寒訓練に明け暮れて、ようやく本格的な戦闘訓練を開始した頃にノモンハン事件を迎えることとなった。
1939年初頭の第23師団は歩兵第64連隊、歩兵第71連隊、歩兵第72連隊、第23師団捜索隊（騎兵1個中隊と軽装甲車1個中隊）、野砲兵第13連隊、工兵第23連隊、輜重兵で編成されていた。将兵は14,000人、軽装甲車7輌、砲60門と戦力は師団定数を割り込むものであったが、アルグン川を境界とするソビエト、満洲国境を起点とした、モンゴル、満洲国境線全域の広大な地域の防衛を担当することとなった。

## 戦争の経過

### 第一次ノモンハン事件（5月11日 - 31日）

#### 軍事衝突と前哨戦

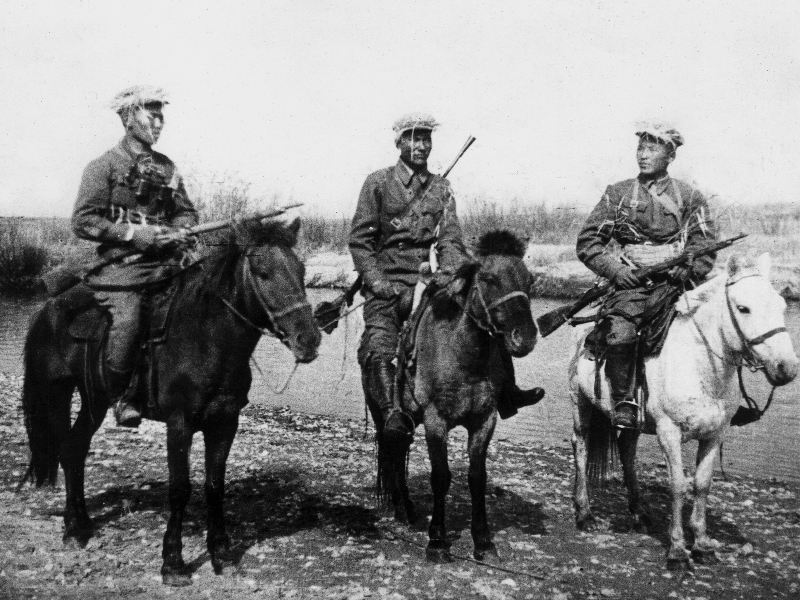
モンゴル人民軍騎兵隊

第23師団が進出すると、ソビエト、モンゴル両方の国境付近での紛争が激増することとなった。1月20日に凍結したアルグン川を渡って対岸を捜索していた、東八百蔵中佐率いる師団捜索隊の兵要地誌班がソ連軍に急襲されて田川伍長が拉致されるという事件が発生した。東は歩兵1個中隊をもって田川奪還のためソ連軍と交戦したが、田川を奪還することはできなかった。以後も紛争は断続的に起こっていたが、4月23日〜24日にかけての軍事衝突は大規模なものとなり、満洲国軍の兵舎などがソ連軍の攻撃で焼失、小松原は歩兵1個中隊と山砲を紛争地に派遣し、自らも捜索隊長の東や幕僚らを連れて紛争地に乗り込んでいる。約130人のソ連軍に山砲の砲撃を浴びせた後に、満洲軍にはアルグン川を渡河してソビエト領内にある兵舎を焼却せよとの命令が下り、満洲国軍部隊を率いる島田少佐が攻撃準備をしている時に、流氷期の終わりを告げる大音響が鳴り響き、凍結した川を徒歩で渡河するのが危険となったため、越境攻撃は中止されている。
その後も満洲国軍とモンゴル軍の小競り合いは続いた。5月11日〜12日の交戦は特に大規模なものであったが、モンゴル軍、満洲国軍がともに「敵が侵入してきたので損害を与えて撃退した」と述べているため、真相は不明である。
関東軍司令部には5月13日に第23軍から「昨12日朝来、外蒙軍（モンゴル軍）約700名がノモンハン西方地区にてハルハ河を渡河し不法越境して満洲軍と交戦中、増援もあるものの如し」「防衛司令官は師団の一部と在ハイラル満洲軍全軍（約300名）でこの敵を撃滅せんとす」「爾後の増援の考慮と自動車100台の急派、防衛司令官が使用できる偵察機の急派待機せしめられ度」との軍機電報が届いた。関東軍作戦参謀辻政信ら関東軍幕僚らは誰一人「ノモンハン」という地名を知らず、地図でその地名を急いで見つけ出したが、後にこの地名が世界を震撼させる戦場になろうとは、誰も思わなかったという。ただし、小松原の要求に対して、関東軍はその電報を受信したわずか2時間25分後に飛行第10戦隊（偵察機1個中隊、軽爆撃機2個中隊）、飛行24戦隊（戦闘機2個中隊）と飛行場大隊2個の航空部隊と自動車第1連隊の2個中隊という小松原の要求を上回る戦力の急派を決定しており、関東軍幕僚はノモンハンの地名も含めて状況を熟知しており、前もって周到に準備していたとする意見もある。
関東軍司令部のお墨付きを得た小松原は、モンゴル軍を叩くために東八百蔵中佐の師団捜索隊と2個歩兵中隊、満洲国軍騎兵からなる部隊（東支隊）を送り出した。15日に現地に到着した東支隊は、敵が既にいないことを知って引き揚げた。しかし、派遣されていた飛行第10戦隊の軽爆撃機5機が、東の捜索隊を支援するため、モンゴル主張の国境はおろか、日本・満洲国主張の国境であるハルハ河も越えて、ハルハ河付近のハマルダバ山地区に展開していたモンゴル軍の兵舎パオ群を越境爆撃し、14人〜25人の死傷者が生じている。飛行第24戦隊は5月13日に出撃命令を受け、18日以降1個飛行中隊をカンジュル飛行場へ進出させ哨戒にあたらせた。5月20日に第1中隊鈴木昇一中尉らがハルハ上空でソ連軍偵察機1機を撃墜し初戦果を上げた。日本軍はさらに飛行第11戦隊の第1、3中隊を5月24日に増援投入し、6月10日に一旦原駐地帰還命令がでるまで制空爆撃機支援を行った。

#### 日本軍とソ連軍の衝突

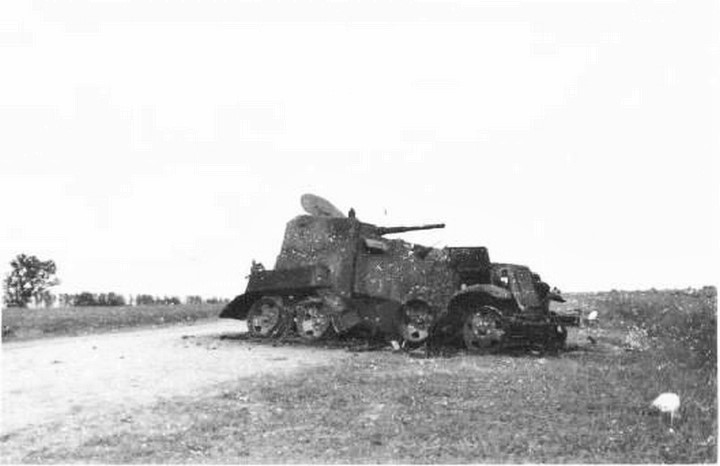
遺棄されたソ連軍のBA-10M装甲車

国境での衝突を受けて、ソ連軍は日本軍より機敏に行動を開始した。第57特別軍団長フェクレンコが、第11戦車旅団から機関銃狙撃兵大隊（狙撃兵中隊3とT-37戦車8）砲兵第2中隊（自走砲4）装甲車中隊（BA-6およびFAI装甲車21）に進出命令を出した。指揮官には狙撃兵大隊の大隊長であるブイコフ上級中尉が任命された（指揮官名からブイコフ支隊とよく記される）。さらに、5月19日にはブイコフ支隊はM-30 122mm榴弾砲や化学戦車（火炎放射器搭載の戦車）の増援を受け、ハルハ河に向かった。5月23日にはモンゴル軍の第6騎兵団も加わり、総兵力は2,300名（うちモンゴル軍1,257名）T-37が13輌、装甲車としては強力な砲を装備するBA-6 16輌を含む装甲車39輌、自走砲4門を含む砲14門、対戦車砲8門、KHT-26化学戦車5輌と戦力的に充実していた。指揮はウランバートルから来着した第57特別軍団参謀部作戦課長のイヴェンコフ大佐が執ることとなった。ソ連軍はさらに後詰としてウランバートルからタムスクに車載狙撃兵第149連隊と、砲兵一個大隊を移動させた。ハルハ河に達したブイコフ支隊は、工兵中隊がハルハ河に架橋し、ブイコフ支隊の主力の内、戦車と装甲車と狙撃兵2個中隊とモンゴル軍騎馬隊を渡河させ、距岸8 kmの砂丘（日本軍呼称「733高地」）に陣地を構築・また122mm榴弾砲などの砲兵は西岸の高台に布陣させた。
一方、第23師団長の小松原は、追い払ったはずのモンゴル軍がまた係争地に舞い戻ってきたのを知り、5月21日に、歩兵第64連隊第3大隊と連隊砲中隊の山砲3門、速射砲中隊の3門を合わせて1058人、前回に引き続いて出動する東捜索隊220人（九二式重装甲車1輌を持つ）、輜重部隊340など総勢1,701名の日本軍と満洲国軍騎兵464人の混成部隊を出撃させた。この部隊は、歩兵第64連隊長山県武光大佐が執り、山県支隊と呼ばれた。
しかしこれまで、日本軍が兵力を出してはモンゴル軍が退去し、日本軍が去ればモンゴル軍が舞い戻るといった「ピストン方式」の兵力派出方式で際限がない戦いをしていると、第23師団参謀長の大内大佐から状況報告を受けた辻は、山県支隊出撃の方を聞くと「こんな方法では際限がない、何とか新しいやり方を」と考え、軍司令や他参謀の同意を取り付けると関東軍参謀長名で「ハルハ河右岸に外蒙騎兵の一部が進出滞留するようなことは、大局的に見て大なる問題ではない。暫く静観し、機を見て一挙に急襲しては如何」という電報を打った。この時点で関東軍の方針は、モンゴルとの紛争はあくまでも日本・満洲主張の国境線の維持にとどめる方針であったのでこのような自重の指示が行われた。22日には参謀長会議があり、第23師団の参謀長の大内は新京の関東軍司令部に出張しており、辻は関東軍参謀長名で打電した電文を大内にも伝えた。大内も関東軍と同様に紛争不拡大の方針で、新京に立つ前、村田作戦主任参謀に出動を自制するように指示していたが、小松原の意思で参謀長不在時に出撃が強行されたものであった。大内は辻ら関東軍参謀と打ち合わせて、参謀長名で第23軍に「外蒙軍を満洲領内に誘致し、第23師団はハイラル付近で悠々と情勢を観察して、外蒙軍の主力が越境したのを見計らって、国境内で捕捉殲滅すべき」「山県支隊が出撃しているのであれば、なるべく早く目的を達してハイラルに帰還すべし」という電文を打った。しかし小松原は、関東軍と大内からの電報を全く意に介すこともなく5月22日の日記に「山県支隊は出動の直前なり。今さら其の出動を中止すること統率上出来難し。防衛司令官の遣り方異議ありとて軍が制肘すべきにあらず」と書くなど開き直った。
それでも小松原は関東軍の指示に一旦は躊躇し、3日間部隊を待機させたが、5月25日に戦機到来と判断し部隊に出撃命令を下した。この出撃は、関東軍の指示を無視した形とはなるが、辻はこの小松原の行動に対して「師団長の善良な人柄は、関東軍のこのような電報に対してもなんら悪感情は抱かれなかったのである」と逆に小松原を気遣うような表現で理解を示している。
小松原がこうも強気であったのは5月20日に捕らえた捕虜の尋問などで、ソ連軍の兵力は兵員500名、トラック80台、戦車5輌、対戦車砲12門と誤認していたからで、この程度の戦力であれば山県支隊にとって危険性はないと考えていたからであった。小松原は翌26日の午後に、山県支隊本部に出向き「28日払暁を期し、ハルハ河右岸に進出中の外蒙軍を攻撃し、右岸地区において補足撃滅せよ」という『作命46号』を下した。その作戦では、主力は山県が直率して北から進み、東と南には満洲軍騎兵と小兵力の日本軍歩兵を配する。ハルハ河渡河点3か所のうち、北と南はそれぞれ両翼の日本軍部隊が制圧する。中央の橋を封鎖するために、東捜索隊が先行して敵中に入り、橋を扼する地点に陣地を築く。こうして完全に包囲されたソ連・モンゴル軍を破砕し、その後ハルハ河を越えて左岸（西岸）の陣地を掃討するというものであった。
しかし、兵力は日本軍1,701名に対しソ連・モンゴル軍2,300名と防御に回るソ連・モンゴル軍の方が多かった上に、砲も日本軍は射程の短い四一式山砲と九二式歩兵砲の5門しかないのに対し、ソ連・モンゴル軍は自走砲も含め76mm砲12門と122mm榴弾砲4門、戦車に至っては日本軍は0に対しソ連軍は多数を投入したが、この戦力差を知らない山県大佐は「歴史の第1頁を飾るべき栄えある首途に際し必勝を期して已まず」という支隊長訓示を行い行動開始を下令した。

#### 東捜索隊壊滅

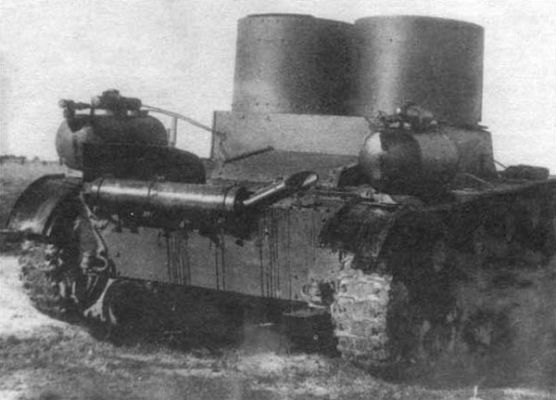
東捜索隊攻撃に威力を発揮したソ連軍化学戦車（火炎放射器戦車）

先行する東捜索隊は、5月28日の早朝にほとんど抵抗を受けることなく突破に成功した。橋の1.7キロメートル手前に陣取り、応急陣地を構築していたが、東捜索隊の動きは既にソ連軍に察知されていて、3時40分にはブイコフ支隊のルビーノフ上級中尉が「砲と装甲車を伴った自動車化歩兵の縦隊が移動中」と報告している。その報告を受けたイヴェンコフはブイコフに装甲車6輌で東隊を攻撃に向かわせた。しかしブイコフの装甲車隊は、東捜索隊が構築中の応急陣地に突入してしまったため、東隊の激しい攻撃によりブイコフが搭乗していた指揮官車が擱座させられた。行動不能となったブイコフの指揮官車を鹵獲しようと日本兵が接近してきたため、やむなくブイコフは指揮官車を放棄して日本軍の追撃をかわして退避した。東捜索隊はブイコフが残していった書類を見て自分らがソ連軍の後方に達していたことを初めて認識した。ブイコフはどうにか戦闘指揮所に逃げ戻るとイヴェンコフに「敵はわが軍を包囲し、渡河施設を奪取した」と報告している。この時点では東捜索隊は渡河点までは達していなかったが、ブイコフは混乱により誤った報告をしたことなる。戦闘には勝利した東捜索隊であったが、これで存在がソ連軍に知られてしまったため、不安を感じた隊長の東は6時10分に「敵の進路を遮断し、目下敵と対戦中にして、すでに戦車2（実際は装甲車）トラック1を捕獲す。速やかに支隊の進出を待つ」という打電をしている。しかしこの電報が山県大佐に届くことはなかった。
山県支隊主力は28日の8時にソ連・モンゴル軍陣地中央を攻撃、攻撃を受けたモンゴル騎兵隊15連隊とブイコフ支隊のソ連狙撃兵第2中隊は退却した。日本軍はそのままソ連・モンゴル軍を包囲しようと2個中隊を前進させたが、ここでソ連・モンゴル軍は唯一予備部隊として残していたモンゴル第6騎兵師団を形勢逆転のために投入した。しかし、騎兵隊は進撃直後に日本軍の猛射で立ち往生させられたところに、ソ連軍の122mm榴弾砲と自走砲が日本軍と誤認し砲撃したため大混乱に陥り、さらに日本軍の追撃でバラバラに分散して潰走。師団長のチメディディーン・シャーリーブーが戦死した。
この日の日本軍は、支隊主力、東捜索隊など6隊に分かれて前進したが、無線機の欠陥で互いに連絡が取りにくかった上に、目標物が乏しく地点評定ができなかったため、幅30 kmに近い広正面で各部隊がバラバラに戦うことになってしまった。その中で前進しすぎた東捜索隊が敵中で孤立することとなった上に、支隊主力との戦闘で後退したソ連・モンゴル軍部隊と、ハルハ河西岸に集結しつつあった149自動車化狙撃兵連隊と砲兵1個大隊の増援部隊から挟撃されるという最悪な状況に陥りつつあった。一方、ソ連軍も全く同じ状況で、部隊や車両に無線機が十分行き渡っていなかったため、有線電話や連絡将校による通信に頼っていたが「交戦が始まった後指揮所と各部隊を結ぶ有線連絡は途絶し、統制は失われ、各部隊は放任され、分隊単位で現場の状況を想像しながら独自に戦った」とソ連側が記録している通り、各部隊が個別判断でバラバラに戦闘しており、日ソ両軍とも上級司令部の指揮の及ばない中で独自の判断で戦うこととなった。
日本軍の山県支隊主力が攻撃を開始した8時頃から東捜索隊はソ連・モンゴル軍の猛攻を受けることとなった。ハルハ河西岸高台に配置されていたソ連軍の122mm榴弾砲と自走砲が直接照準の撃ち下ろしで支援砲撃を加えてくる中で、東捜索隊は戦車や装甲車を伴った騎兵や狙撃兵の攻撃を何度も受けたが、死傷者続出ながらもその度撃退した。戦車8輌を伴ったソ連軍狙撃兵部隊の攻撃に対しては十三粍重機関銃を対戦車兵器として使用し、敵戦車2輌とトラック2台を撃破し撃退している。東捜索隊を完全に包囲したソ連・モンゴル軍は、接近することなく、榴弾砲と速射砲での砲撃を加えてきたが、撃ちこまれた砲弾数は3,000発にもなった。砲撃されている東捜索隊の最も強力な火器は十三粍重機関銃で、砲撃に対して対抗できる火器はなく、一方的に撃たれるのみであったため、砲撃を避けるため全兵力を背斜面に退避させた。隊長の東は支援要請のため、伝令を3度出したが、山県のいる指揮所ではなく、他の部隊に到達している。しかし、他の部隊も優勢な敵と相対しているか、高台の砲兵陣地から狙い撃たれているかで東捜索隊を支援する余力はなかった。17時にはようやく山県に連絡が通じた。実はこの時点で山県ら支隊主力は東捜索隊から3 kmにおり、双眼鏡により山県は東捜索隊の苦境を見ていたが、他の隊同様に、過小評価していた敵の予想外の戦力に、増援を出すことはできず、武器・弾薬の支援しか行わなかった。しかし、この武器・弾薬も東捜索隊には届かなかった。
28日の夜にタムスクからソ連の第36自動車化狙撃師団の第149連隊の一部が自動車輸送で到着すると、残存の部隊の到着を待つこともなく行軍体勢のまま東捜索隊を攻撃した。しかし、隷下の部隊と全く統制が取れておらず、各隊バラバラに戦闘に突入したため、主要な火器が重機関銃2に擲弾筒しか持たなかった東捜索隊の夜襲攻撃により、放棄した戦車4輌とトラック数台を残して撃退された。この時点で東捜索隊は全兵員157名の内、中隊長2名を含む戦死19名、重傷40名、軽傷32名、合計の死傷者91名にも上り、戦闘力を喪失していたため、捜索隊に派遣されていた師団参謀の岡元少佐から「このままでは陣地の維持困難、後方へ後退」との意見具申があったが、山県からの正式な撤退命令は届いていなかったため隊長の東は「命令なき以上、一歩も後退せず」と突っぱねると全員を集めて「この方面で、日本軍が始めてソ連軍と戦うのだから、ここで退却しては物笑いの種になる。最後の一兵まで、この地を死守して、この次は靖国神社で会おう」と悲壮な訓示をした。
翌朝から東捜索隊には激しい砲撃が浴びせられた。温存していた捜索隊唯一の九二式重装甲車にも着弾し撃破された。その後、砲撃の支援を受けながら第149連隊の一個大隊がKht-26化学戦車5輌を伴って東捜索隊の陣地攻撃を行った。化学戦車の火炎放射にそれまで固く陣地を守っていた東捜索隊の兵士はひとたまりもなく陣地を放棄した。この事例により火炎放射が日本軍歩兵に対し有効であるということが立証され、この後も要所要所で投入されることとなった。14時に東は負傷兵に脱出を命じたが、もはやそのような状況ではなくなっていた。15時に鬼塚曹長を呼ぶと、山県への戦闘経過の報告と遺書を言付け脱出させ、18時、残存の20名の兵員を連れて突撃した。東は負傷してうつ伏せになって倒れているところを、生け捕りにしようと跳びかかってきたモンゴル第6騎兵師団第17連隊のロドンギーン・ダンダル連隊長と取っ組み合いになり、力でねじ伏せようとしたところで、危険を感じたダンダルから腹部に拳銃を2発撃ち込まれて戦死した。ダンダルはこれらの戦功により、戦死したシャーリーブーに代わって第6騎兵師団の師団長に昇進している。

#### その後の動き
28日の夕刻には師団長の小松原は敵の殲滅に成功しなかったことを知り、山県に29日をもって後退するよう命令した。しかし、激戦続く中ですんなりとは退却できないと考えた山県は「敵に一撃を加えた後、撤退する」と時間稼ぎを行ったが、それを真に受けた師団は機関銃・速射砲の計5個中隊を増援に送った。5月29日には、関東軍参謀の辻が支隊本部を訪れ、山県に「あなたの用兵のまずさによって東中佐を見殺しにした」と非難を浴びせると「今夜半、支隊を挙げて夜襲を決行し、東捜索隊の遺体収容しなさい。新京に帰ったら山県支隊は大夜襲敢行して敵を国境線外に撃退したと発表する」と命じた。山県は辻の命令通り、30日の夜半に自ら600名の兵力と辻と第23師団の参謀を連れ、捜索隊陣地跡に夜襲をかけた。その時には、捜索隊を壊滅させたソ連軍が、軍団司令部の命令によりハルハ河西岸に撤退していたため、山県支隊は妨害されることなく東捜索隊の103名の遺体を収容した。ここでも辻は強権を振るい「3人で1人の遺体を担げ」と命令している。
30日には、モンゴル第6騎兵師団部隊がハルハ河の東岸へと再度進出している。そこを日本軍航空部隊が攻撃し、モンゴル軍は軍馬に大きな損害を受けたが、午後6時にハルハ河東方7 kmの高地頂上に到達した。そこで、日本軍の機関銃射撃により前進を阻止され、ハルハ河の西岸へ撤退した。このようにまだ戦闘は継続中であったが、辻ら関東軍による、東捜索隊の全滅を隠匿し「敵を包囲して之に一大打撃を与えたり」とする過大な報告を信じた大本営は30日に「ノモンハンに於ける貴軍の赫赫たる参加を慶祝す」との祝電を関東軍に送った。そして関東軍は植田謙吉司令官名で小松原に賞詞を送っている。
ソ連軍のフェクレンコとイヴェンコフは、29日に日本軍の増援を恐れてソ連・モンゴル軍に撤退命令を出し、ソ連・モンゴル軍は次の戦闘に備えて防衛線を西岸に移した。小松原も31日に山県に撤収命令を出した。小松原は山県の指揮に大いに不満を抱き「前進せず、又捜索隊を応援せず。遂に見殺せしむるに至り」「任務を達成せんとするの気魄なし」と散々な評価を自分の日記に書き、山県が帰投するや呼びつけて作戦の細部について問い詰めているが、ソ連軍戦力の過少評価により、十分な砲兵等の支援兵力を出さなかった自分の失策についての反省はなかった。
戦場を視察した辻は報告に「外蒙騎兵がこんなに戦車を持っていようとは誰も思ってはいなかった」「戦場に遺棄された外蒙兵の死体には食糧も煙草もないが、手りゅう弾と小銃の弾丸は豊富に持たされていた」と気がついたことを記述し、この戦いの反省として「第23師団の左右の団結が薄弱であることと、対戦車戦闘の未熟さであろう」としていたが、そこにも十分な速射砲などの対戦車兵器を準備できなかった自分らの反省はなく、第2次ノモンハン事件以降も同じような光景が繰り広げられることとなった。
第一次ノモンハン事件における損害は、日本軍、戦死159名（うち東捜索隊105名）、戦傷119名、行方不明12名で合計290名、九四式三十七粍砲1門、トラック8台、乗用車2台、装甲車2輌に対し、ソ連軍の損害は戦死および行方不明138名、負傷198名、モンゴル軍の損害は戦死33名の合計369名、戦車・装甲車13輌（うち2輌はモンゴル軍のBA-6）、火砲3門、トラック15台であり、戦力が勝っていたソ連・モンゴル軍の方の損害が大きかった。6月1日には赤軍参謀総長B.シャーポシニコフがクリメント・ヴォロシーロフ国防人民委員（国防相）にノモンハンの5月の戦闘について報告に出頭した際、ソ連軍の指揮官であるフェクレンコ第57特別軍団長について「ステップ砂漠地帯という特殊な条件下での戦闘活動の本質を理解していない」と辛辣な評価が下され、更迭されている。

#### 航空戦

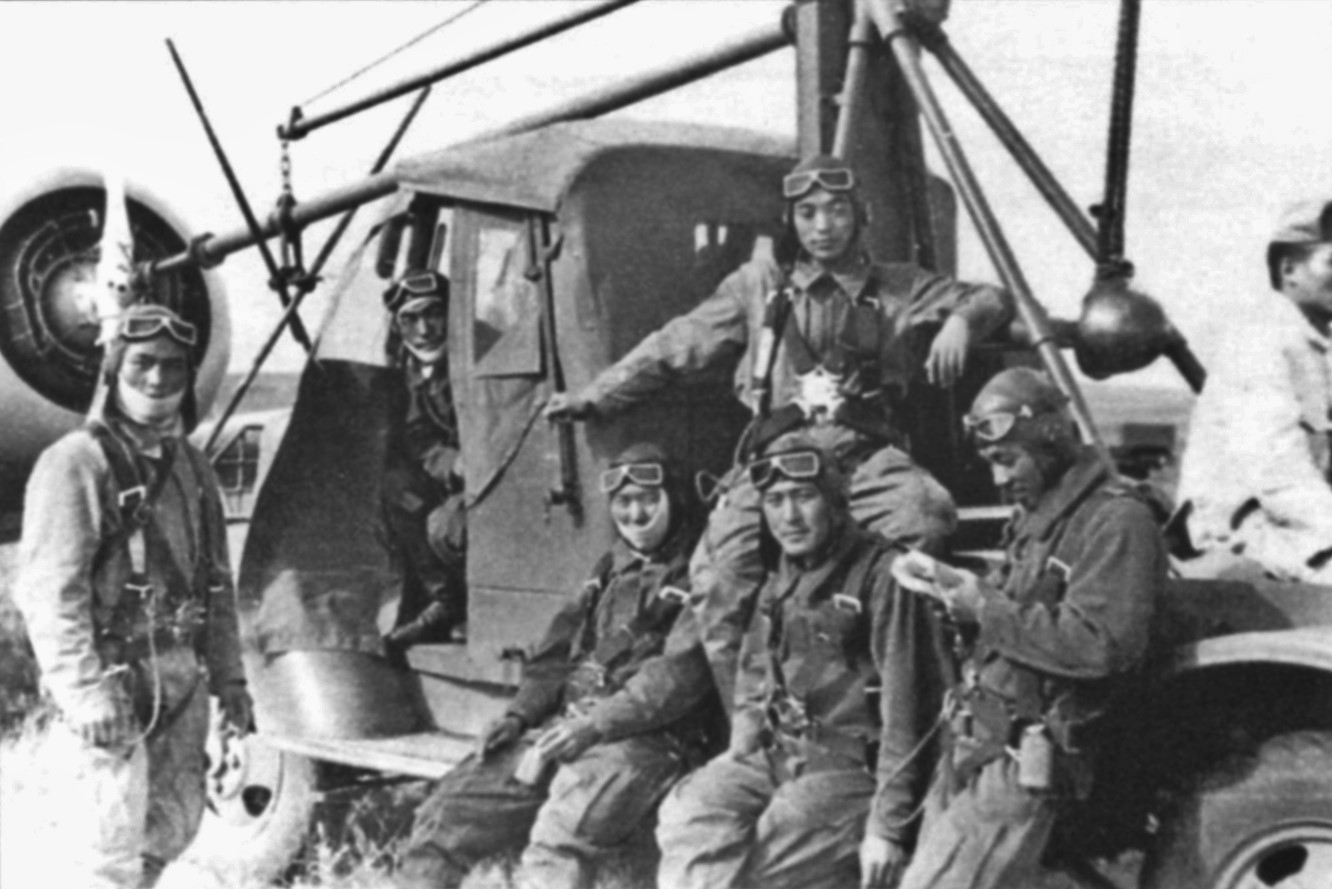
ノモンハンの日本陸軍航空隊第24戦隊のパイロット。（右から、西原曹長、佐藤伍長、石沢軍曹、後藤曹長、斉藤（千）曹長、吉良伍長）

この間、日本軍の戦闘機は終始空中戦で優勢を保っていた。特に九七式戦闘機の活躍がめざましく、5月20日に国境を越境してきた偵察機を、第24戦隊第1中隊（中隊長可児大尉）の九七式戦闘機が撃墜し、ノモンハン撃墜第1号を記録するや、5月22日には同じ第1中隊がソ連軍の新鋭戦闘機I-16の十数機と交戦し、うち3機を撃墜。26日にもI-16を2機、大型爆撃機を1機撃墜するなど日本軍戦闘機は戦果を重ねたが損失はなかった。日本軍の山県支隊と東捜索隊が進撃を開始した5月27日以降にはさらに航空戦が激化し、第11戦隊第1中隊（中隊長島田大尉）はホルステン川上空でI-16の18機と接触、激しい空戦の後その半数の9機を撃墜した。山県支隊と東捜索隊がソ連軍と戦闘を開始した5月28日には飛行隊も全力で航空支援を行い、第11戦隊は激しい空戦を繰り広げ、攻撃機3機、戦闘機36機を撃墜したのに対して日本軍は1機も失わないという完全勝利を成し遂げた（ソ連軍側の被害報告では13機損失）。こうして、第1次ノモンハン事件の空の戦いは日本軍の一方的勝利に終わったが、この敗北をソ連軍は重く受け止めて、強敵日本航空部隊への対策を講じていくこととなった。

#### 東安鎮事件
ノモンハンの紛争中の1939年5月27日、アムール川方面でも満洲国軍とソ連軍の交戦があり、満洲国軍の出動させた騎兵中隊1個と砲艇2隻が全滅した（東安鎮事件）。しかし、ノモンハン事件の拡大誘発を警戒した日本の関東軍が反撃を自重したため、それ以上の戦闘は発生しなかった。

### 第二次ノモンハン事件に向けての両軍の動き

#### ソ連軍

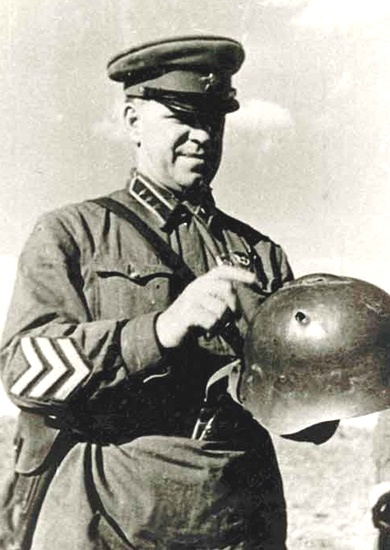
ノモンハン事件でのゲオルギー・ジューコフ

長年に亘って、ゲオルギー・ジューコフの『ジューコフ元帥回想録』の記述により、ジューコフのノモンハンへの到着は、第一次ノモンハン事件が終結した6月5日で、更迭されたフェクレンコに代わり軍司令に任命されたのが6月6日とされてきたが、グラスノスチによりロシア軍事公文書館の記録が明らかにされ、山県支隊との本格的な戦闘開始前の5月25日に、当時、ミンスクの白ロシア軍管区副司令官であったジューコフが、ヴォロシーロフ国防人民委員から、モンゴルに急行しソ連軍の問題点を洗い出すよう命令を受けていたことが明らかになっている。そこでフェクレンコらの作戦指揮を観察していたジューコフは、5月30日にスターリンとヴォロシーロフに向けて「5月28日、29日の極めて非組織的な攻撃の結果、わが軍は大きな損失を被った。戦術は稚拙で作戦指揮も構想力を欠いた」と辛辣な戦況報告を行っている。またジューコフは後日さらに、フェクレンコらの作戦指揮に下記の峻烈な評価を加えている。
1. 第57軍団とモンゴル軍の訓練は極めて劣悪で、準備態勢は犯罪的な怠慢ぶりであった
2. 日本の挑発行為を誘引したのは、誤った無責任な国境警備体制であった
3. 5月の戦闘を通じ120 kmも後方のタムスクから動かなかった軍司令部は国境の些事としか受け止めず、部隊指揮は稚拙で前線の状況を把握していなかった
4. 無能なフェクレンコ軍団長とイヴェンコフ作戦参謀は5月29日、日本軍の来援を恐れ、ハルハ河東岸の拠点を捨て、指揮者不在のまま無秩序な西岸への撤退を命じた

これらジューコフの報告を聞いていたヴォローシーロフは、ノモンハンの5月の戦闘状況を報告しに来たシャポニーコフとも協議し、スターリンの裁可を受けてフェクレンコを軍団長から更迭し、6月12日に更迭されたフェクレンコに代わりジューコフを軍団長に任命した。軍団長に就任したジューコフは早速、先の戦闘で部隊を指揮したイヴェンコフと軍団の参謀長クーシチェフと前線で戦ったブイコフを「日本のスパイ」と糾弾し「本来は軍法会議だが」と但し書き付きで、修理や厚生といった二線の部署へと更迭した。
モスクワは第57軍団の戦力の増強を進めたが、特に力を入れたのは、5月の空戦で熟練の日本軍機に圧倒された航空隊の立て直しであった。飛行6連隊を送るとともに、スペイン内戦でソ連空軍を指揮したスムシュケビッチ少将（空軍副司令官）と熟練飛行士48名を教官とし、徹底して再訓練にあたらせた。ソ連が国境紛争に躊躇せず大兵力を投入したのは、ソ連の最高指導者ヨシフ・スターリンの元に、日本に潜入させていたスパイであるリヒャルト・ゾルゲから「日本の軍事力は抜本的な再編成を必要としており、ドイツ軍用車運搬部の情報では、この再編成をするためには最長2年を要し、日本に大戦争準備ができるのは早くて1941年」という情報が寄せられており、日本軍の準備が不十分なうちに大兵力により大打撃を加えることで、日本軍の本格的な対ソビエト大戦争への再編成を遅らせようとする目的があったという分析もある。

#### 日本軍

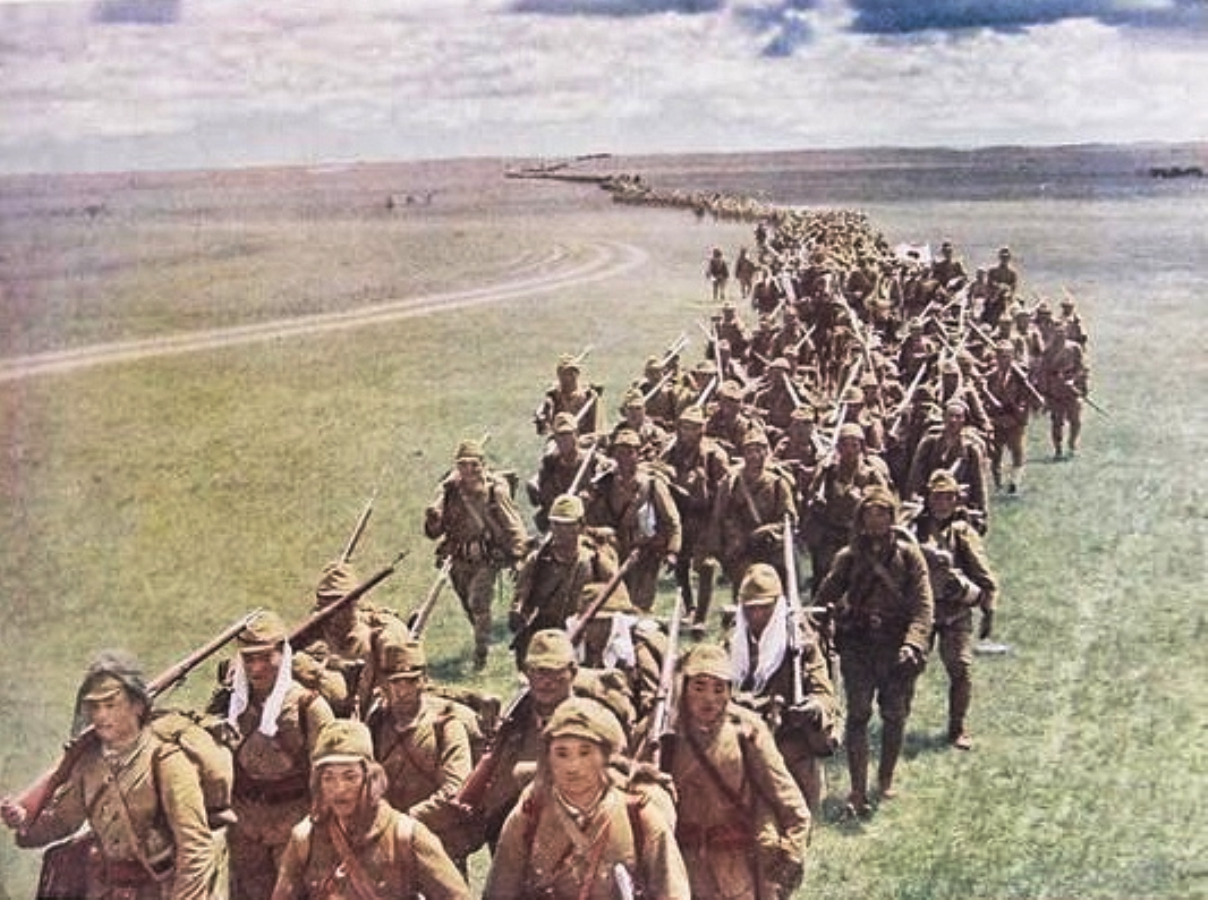
ノモンハンの広大な平原を進軍する日本陸軍第23師団の兵士

第57特別軍団の幕僚や前線指揮官まで、拙い戦闘をした咎で更迭したソ連軍に対し、日本軍は、敵の戦力を過少評価し敵の撃滅に失敗した小松原も、また、小松原や辻から「東捜索隊を見殺しにした」と散々非難された山県も留任させ、小松原には賞詞まで送っているなど、人事面では非情なソ連に対し関東軍の温情ぶりが際立つ結果となった。参謀本部は関東軍の暴走を抑止するため、6月上旬に作戦課の有末次中佐が中心となって『ノモンハン国境事件処理要綱』を作成した。これは、関東軍の地位を尊重し、信頼して処置は任せるが、敵に一撃を加えたら速やかに撤退する、事件の拡大を防ぐため航空部隊による越境攻撃は禁止などと、実施的には関東軍の兵力使用に制限をかけるものであった。しかしせっかくの要綱も関東軍に配慮して正式に通知されることはなかったので、辻ら関東軍の参謀はこの要綱の存在を知らなかった。
1939年4月に中華民国臨時政府から新海関監督に任命された程錫庚が天津イギリス租界内で殺害された。日本軍北支那方面軍はその容疑者の身柄引渡しをイギリス側に求めたが拒否されたため、北支那方面軍は6月14日にイギリスとフランス租界の封鎖（交通制限）を断行して、日本と英仏の緊張が高まっていた。そして『ノモンハン国境事件処理要綱』が作成された頃には、緊張打開のため東京で日英の代表が協議することになっており。参謀本部や関東軍は日中戦争の泥沼化や英仏との緊張激化などで、ノモンハンの国境紛争に労力をかけている余裕はなく、「適当にできることなら頬被りして相手にすまい」と考えており、戦力の増強に対しては消極的であった。目的を持ってジューコフの希望を上回る増援を送り込んできたソ連に比べると、「ソ連に事件拡大の意図はない」と完全にソ連の意図を読み違え、兵力の増強を怠った日本陸軍中央の甘い情勢判断が対照的となった。

### 第二次ノモンハン事件前半（1939年6月27日からの日本軍攻勢期）

#### ソ連軍の越境攻撃
6月17日になってソ連軍航空部隊の再訓練の目途がつくとジューコフは航空隊に出撃を許可し、6月18日に15機のソ連軍爆撃機が越境して温泉方面の地上部隊を爆撃し人馬多数が死傷、カンヂュル廟には30機のソ連軍爆撃機が来襲して燃料集積所を爆撃、500缶の燃料が焼失するという損害が生じた。さらに爆撃は後方のハロンアルシャンにも及んだ。一方で日本軍航空隊は6月中旬には出撃命令が下り、戦闘機部隊は飛行第11、24戦隊に飛行第1戦隊が新たに加わり20日 - 26日の間に3個戦隊が、カンヂュル廟、採塩所の両飛行場に展開したが、参謀本部の不拡大の方針により出撃を自重していた。6月19日には陸上部隊も偵察行動を開始、20日からは満洲国内のデブデン・スメ地区に戦車・装甲車十数輌とソ連軍狙撃兵・モンゴル軍騎兵の約200名が来襲、ソ連軍は日本軍の宿営地と集落を発見し、戦車砲で攻撃してきた。兵舎が砲撃により炎上し、集落内はパニックとなったが、この野営地の日本軍は速射砲や機関砲などの対戦車火器を配備しており、戦車1輌と装甲車3輌を撃破、ソ連軍は45名の死傷者を出し撃退された、第23師団長小松原は、中央や関東軍の消極姿勢にも拘わらず再戦の機会を窺っており、19日に戦況について関東軍司令部に報告する際に「防衛の責任上、進んで徹底的に膺懲（）したい」と意見具申している。

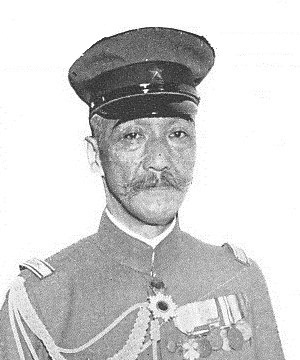
関東軍司令官植田謙吉大将

事件の拡大には消極的であった関東軍であったが、19日に小松原の意見具申が届くと、関東軍司令部第一課で今後の方針について協議された。その席で関東軍作戦課長寺田雅雄大佐が「関東軍司令部が防衛上の責任においてこれを撃破駆逐するのは当然であるが、シナ事変（日中戦争）を処理するに最も重大影響を持つものは対英処理である」「ノモンハンの始末は対英処理がある程度進捗した時期に選定してはどうか」と慎重論を述べたところ、階級は下の辻が猛然と食い下がり「事ここに及んで、ノモンハンを放置すればソ連軍は我が軟弱態度に乗じ大規模攻勢をかけてくるだろう。撃破する自信もある」と説き、服部らも辻に同調したため、寺田の慎重論は却下されている。後に寺田は「職を賭しても主張すべきであった」と悔やみ、辻も「素直に寺田参謀の意見を採用しておけばノモンハン事件は立ち消えになったかも知れない」と反省しているが、後の祭りであった。なお、ノモンハンへの再度の出撃は小松原による意見具申の前に関東軍司令部でも検討を始めていたという証言もある。後方担当の第3課参謀芦川春雄少佐によれば、小松原の報告前の6月17日時点で、服部卓四郎や辻ら関東軍参謀がノモンハン方面の敵の跳梁に鑑み、第23師団の他、第7師団も投入し敵の撃滅を図るとする計画を検討していたとされる。
辻らは関東軍参謀会議の結果を「対外蒙作戦計画要綱」としてまとめ関東軍司令部に提出したが、計画上の使用兵力として計画していた第7師団については、関東軍司令官植田が小松原のプライドを慮り「関東軍が自分の任務を遂行するため、ノモンハン付近の敵にさらに一撃を与えることには同意する。ただし、ノモンハンは小松原師団長の担当正面である。その防衛地区に発生した事件を他の師団長に解決させることは小松原を信用しないことになる。自分が小松原だったら腹を切るよ」と目に涙を浮かべながら反対したため、作戦主任が遺憾ながら第23師団に大きな期待はかけられないと率直に申し述べると、植田はさらに「戦術的考察についてはまさにその通りである。しかし統帥の本旨ではない」と小松原への配慮を譲らなかったので、辻らは第7師団の使用を断念せざるを得なかった。作戦の見直しを余儀なくされた辻は、第7師団の中から4個大隊を引き抜き第23師団に編入するという策を講じることとしたが、この計画には初めからソ連軍との戦力差が考慮されておらず、第7師団を小松原の面子を尊重して除外したことは、第一次ノモンハン事件で小松原が手元の戦力を出し惜しみし、東捜索隊を壊滅に追いやった戦訓が活かされていなかった。
この辻を中心とした関東軍参謀らによる関東軍の作戦計画は21日に参謀本部に伝えられ、陸軍省も交えて大論争となっていた。陸軍省の軍事課長岩畔豪雄大佐や西浦進中佐らは「事態が拡大した際、その収拾のための確固たる成算も実力もないのに、たいして意味もない紛争に大兵力を投じ、貴重な犠牲を生ぜしめる如き用兵には同意しがたい」と強硬に反対していたが、結局は板垣征四郎陸軍大臣の「一個師団ぐらい、いちいち、やかましく言わないで、現地に任せたらいいではないか」の鶴の一声で関東軍の作戦計画は認められた。関東軍が作戦準備をしているという情報を聞いたモスクワ日本国大使館駐在武官土居明夫大佐は、関東軍を思い止まらせるため、モスクワから満洲に向かい、道中のシベリア鉄道で見た、極東に輸送される大量の戦車や兵器類の情報を司令官の植田に知らせたが、関東軍はその情報を黙殺した。土居は、楽観的な関東軍に怒りと危機感を覚えながら帰国したが、東京に向かう飛行機内で参謀本部第4部長富永恭次少将と同席となったので、土居は「富永さん、植田司令官はノモンハン出動交戦を承認されたのですか」と聞くと、富永は苦々しげに「植田司令官は出動に内心不同意だったが、いやいやながら許可したらしい」と答えている。
関東軍の計画では、ハルハ河を渡河した地上部隊をモンゴル領内深くに進撃させることとなっていた。しかし中央の参謀本部は越境攻撃を原則禁じていたため、関東軍は越境攻撃について中央に事前相談せず秘匿することとした。昭和天皇は関東軍に不信感を抱いており、陸軍大臣の板垣が関東軍への野戦重砲2個連隊の増派の裁可を得に参内した際に、板垣の楽観的な説明に対し「満洲事変の際も陸軍は事変不拡大といいながら、彼の如き大事件となりたり」と陸軍と関東軍への不信感を露わにした上、武力ではなくむしろ話し合いによる国境画定を行ったらどうかと示唆している。許可を得ない越境攻撃は、天皇の統帥大権を犯す陸軍刑法第三十七条に該当する犯罪で、死刑または無期に当たる重大な犯罪であったが、満洲事変の折り、当時の朝鮮軍司令官林銑十郎が関東軍の求めに応じ、独断で軍を鴨緑江を渡らせ独断で越境したにも拘らず「越境将軍」と逆に持て囃され、首相にまで栄達（林内閣）した先例もあった。

#### タムスク爆撃

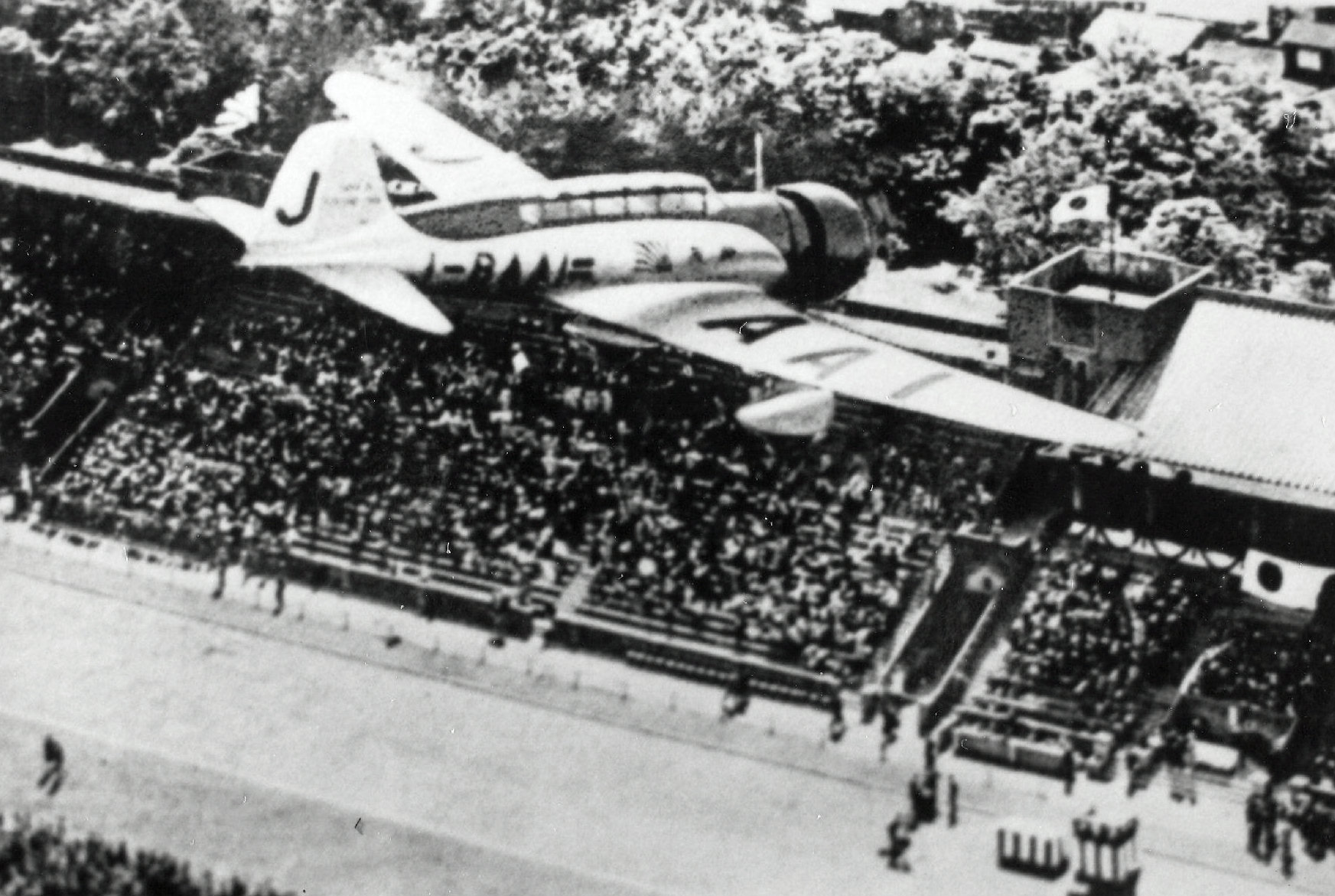
九七式司令部偵察機の試作機で朝日新聞社に払い下げされた「神風号」

辻はモンゴル領内のソ連軍航空基地タムスクの敵航空戦力を偵察するため、「神風号」という名称で東京 - ロンドン間の連絡飛行に成功して勇名を轟かせていた、陸軍航空隊新鋭の高速偵察機九七式司令部偵察機に自ら乗り込み、タムスク上空を飛んだが、敵戦闘機の追撃を受けて十分な偵察ができなかった。それでも大量のガソリンが集積されていることを確認し、敵航空戦力が集結しているものと考え、タムスク爆撃の必要性を痛感している。6月22日にはソ連軍戦闘機150機の大編隊が越境、アムクロとノモンハンの中間の空域で全力出撃した日本軍戦闘機隊と激しい空戦となった。この空戦も5月と同様に日本軍が優勢であり、ソ連軍機56機撃墜を報告しながら日本軍の損失はわずか4機であった。その後4日間にわたって連日、日本軍とソ連軍の戦闘機大編隊同士の空戦が発生し、日本軍は合計147機の撃墜を報告している。ソ連軍航空部隊の活発な活動に危機感を抱いた関東軍は、6月23日に敵の航空基地であるタムスクを攻撃することを決めた。ただし越境攻撃はたとえ空からの攻撃でも禁止されていたので、関東軍は参謀本部に内密に進めることとした。
しかし、関東軍のタムスク爆撃は、出撃直前に関東軍参謀の片倉衷中佐の内部告発により、参謀本部に知れるところとなり、参謀本部は関東軍に「モンゴル領内の爆撃は適当ならず」と自発的中止を促す打電をした。それを受けた関東軍は騒然となったが、中央から連絡将校が到着する前に爆撃を強行することとし、計画通り、27日に戦闘機77機と重爆撃機24機、軽爆撃機6機でタムスクを爆撃した。この作戦計画の主導した辻はわざわざ戦果確認のために自ら爆撃機に同乗するほどの力の入れようであった。関東軍が参謀本部の中止命令を無視して空襲を強行した理由として、あくまでもこの空襲は先に越境空襲してきたソ連軍への報復攻撃であり、任務達成上の戦術的手段として関東軍司令官の権限の属すると判断したからであり、辻は「中央に黙って敢行し、偉大な戦果を収めてから東京を喜ばせてやろうというような“茶目っ気”さえ手伝った」とこのときの関東軍の状況を回想している。空襲は成功し、関東軍は華々しく撃墜98機、大破18機、中小破38機の合計149機を撃墜破する大戦果を挙げたと参謀本部に報告した。しかし近年の研究では19機と判明している。大戦果を報告してきた関東軍作戦課長の寺田に対し、陸士29期の同級生であった稲田正純参謀本部作戦課長は「馬鹿ッ、何が戦果だ」「余りと言えば無礼の一言」と怒鳴りつける異例の展開となったが、この独断専行が参謀本部と関東軍を決定的に対立させる導火線となった。
侍従武官の畑俊六大将が、ことの顛末を昭和天皇に報告すると、昭和天皇は「関東軍司令官を譴責（）するか、何らかの処分をすべきである」との意向を示し、その後に詳細を報告に参内した中島鉄蔵参謀次長に対しては「外蒙を無断で爆撃した責任は誰がとるのか」と下問したが、中島は「まだ作戦中ですので、終結した時点で、必要な処置を講じます」と返答し、結果的に関東軍の独断専行を容認することとなった。しかし、昭和天皇はよほど不満であったのか「将来もこのようなことは度々起こらざる様注意せよ」と閑院宮載仁親王参謀総長に念を押している。この頃になると関東軍を実質的に動かしているのは少佐に過ぎない辻であると参謀本部で認識されつつあった。作戦課長の稲田は陸軍省に出向き、参謀人事を所管する庶務課長や課長補佐に辻の更迭を申し出たが「あれは役にたつ男ですよ」と煮え切らなかったため、陸相の板垣に直談判したが、板垣はかつて辻を部下として重用したこともあり、稲田の直訴に対し笑みを浮かべながら「そういわないでかわいがってくれよ」と取り合わなかった。そのため、辻の独断専行はこの後も続くこととなった。
昭和天皇の懸念もあり、関東軍に一定の歯止めをかける必要に迫られた参謀本部は、昭和天皇の裁可を得た『大陸命320号』で関東軍の役割を規定し、『大陸指491号』で関東軍の作戦範囲を「地上戦闘行動は概ねブイル湖以東における満洲国外蒙古境界地区に限定するに勉めるものとす」「敵根拠地に対する航空攻撃は行わざるものとす」と定めた。しかし、この大陸指に対する補足が、後日参謀本部から関東軍に示されたが、その中に「一時国境外に行動する件は、常続的権限としての御裁可は得られないが、万やむをない場合は、当方でも、それ相当の配慮をする所存である」とあり、タムスク爆撃で昭和天皇を激怒させた越境爆撃については明白に禁止していたが、陸上部隊の越境攻撃には含みを持たせており、結局辻ら関東軍参謀が計画していた陸上部隊による越境攻撃を抑止する効果は全くなかった。

#### 日本軍の作戦計画

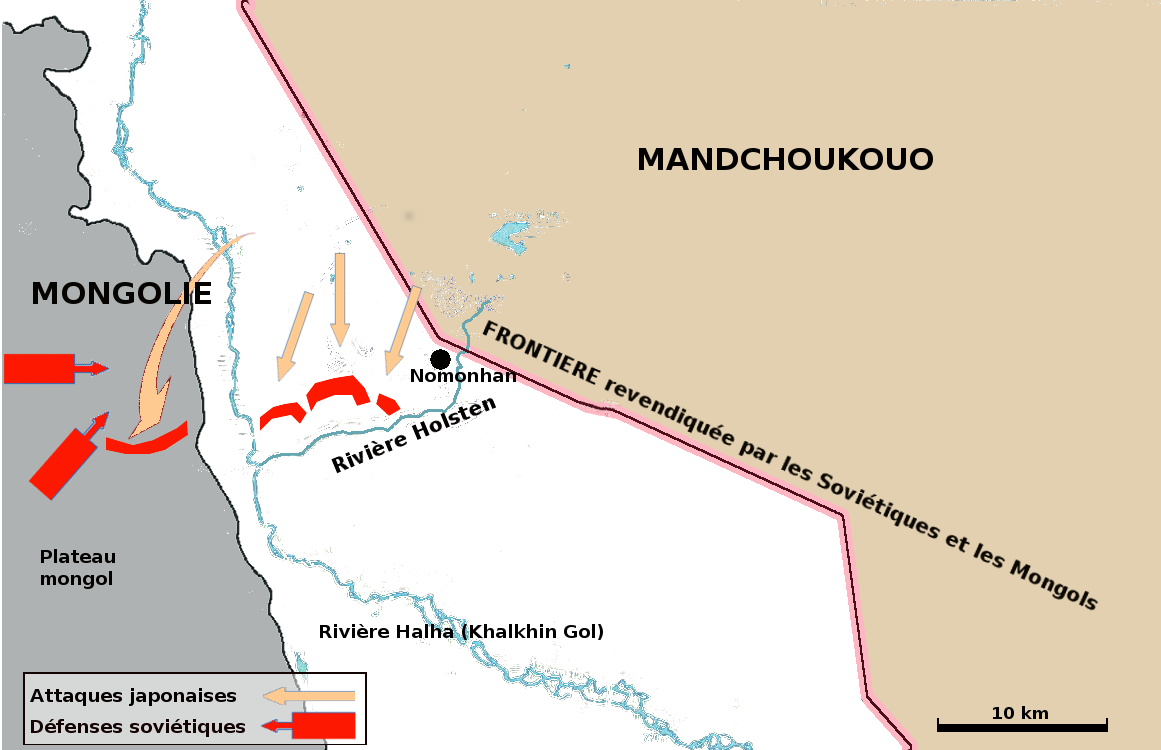
1939年7月のノモンハン作戦図。橙矢印：日本軍の攻撃、赤：ソ連軍の防御

辻の計画では突撃部隊でハルハ河を渡河し西岸に渡り北上し、敵軍の後方に進出し、同時に主力部隊が敵を正面に釘づけにするためハルハ河東岸にいる敵軍を攻撃、そうして後方に進出した突撃部隊と主力部隊で敵を殲滅するという作戦であった。この作戦のために小松原に任された戦力は第23師団、第7師団から抽出した歩兵2個連隊、戦車2個連隊に砲兵・工兵・満洲騎兵で、兵力は日本軍21,953名（輸送・補給等の後方部隊も含む）、満洲軍2,000名、砲124門（速射砲32門）戦車73輌、装甲車19輌であった。特に戦車第3連隊と第4連隊は日本軍初となる機械化部隊独立混成第1旅団が前身の日本軍の主力戦車部隊となる第1戦車団の中核部隊で、これほど多くの戦車がまとまって作戦に投入されるのは日本陸軍史上初めてであった。
ハルハ河を渡河して敵軍の背後に回り込むのは第1戦車団を主力とする機械化混成部隊で第1戦車団長の安岡正臣中将が率いた。編成は戦車第3連隊と戦車第4連隊、歩兵第64連隊、自動車化部隊の歩兵第28連隊第2大隊、独立野砲第1連隊、砲兵第13連隊第1第2大隊、工兵第24連隊、配属高射砲3個中隊の合計6,000名（安岡支隊と呼称）、正面攻撃する小松原直率の部隊は歩兵第71連隊、第72連隊第1第2大隊、砲兵第13連隊第3大隊、工兵第23連隊、歩兵第26連隊、捜索隊、配属高射砲9個中隊の合計7,500名（小松原兵団もしくは指揮官小林恒一少将から小林兵団と呼称）、それで満洲軍1,700名と通信隊、衛生隊等非戦闘要員を含めた総兵力は16,670名になった。関東軍参謀服部はこの作戦を「鶏を割くに牛刀を以ってせんことを欲したるもの」としソ連軍を『鶏』程度の戦力と考えていたが、『ジューコフ最終報告書』によれば、ソ連軍歩兵12,547名、戦車186輌、装甲車266輌、火砲109門、航空機360機と兵員数で少し日本軍が上回っていたが、戦車・装甲車ではソ連軍が圧倒しており、後に歩兵も火砲も増援によりソ連軍が圧倒することとなった。
上記のように当初の作戦では、ハルハ河上流に架橋し戦車を含む安岡支隊が西岸に渡り、敵の背後から包囲攻撃することとされた。安岡支隊は、戦車はアルシャンからの陸路でハンダガヤまで計画通り進軍したが、伴っていた工兵第24連隊の架橋用資材のトラック運搬は道路状況が悪く間に合わず、戦車の渡河作戦は実施できなくなった。なお作戦計画初期に戦車渡河可能架橋用資材を持つ工兵第7連隊は作戦から除外されていた。また戦車単独でハルハ河を渡河すると、エンジンが止まると予想され（水深が1 m以上）、河底の土壌の硬度などの情報もなく、様々な対策案も実現性に乏しかった（戦車数台を橋の支柱とする案や、ソ連軍の機材を奪うなどの奇策など）。
また小松原兵団の半数も大部隊でハルハ河下流を西岸へ渡河し、南から攻撃する安岡支隊とともに挟撃する作戦だったが、第23師団自身が持っていた架橋用資材は教育用として熊本から携行してきた80 m分の乙式軽渡河材料一式のみ（および漕渡用の折畳船20隻）だった。トラックは荷を下ろして橋を渡る必要があった。渡河資材に不安があることは師団長の小松原は十分に認識しており、渡河作戦を強硬に主張していた辻が渋る小松原を「師団長が独断でやれんようなら、関東軍司令官の名をもって軍命令を出す」と説き伏せたものであったが、結局、小松原の心配通りの結末となってしまった。6月30日に第23師団司令部が置かれていた将軍廟で小松原と辻らが協議した結果、開始直前になって作戦を変更し、小松原兵団はハルハ河下流を西岸へ渡河した後に敵の退路を遮断しつつ、安岡支隊は東岸において北から攻撃をかけ南下し、敵をハイラースティーン（ホルステン）川の岸に追い詰めて殲滅する作戦とした。

#### ハルハ河東岸両軍戦車隊の戦い

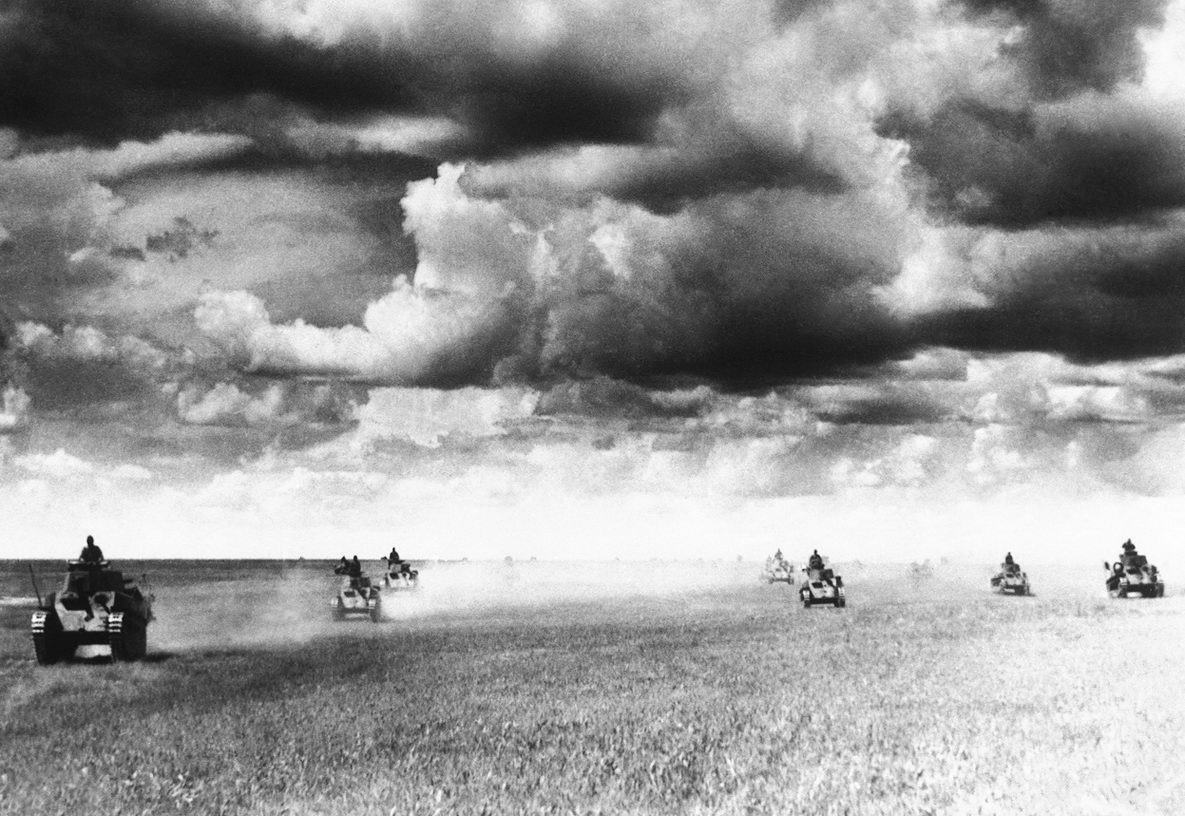
ハルハ河東岸の前線へ向かう日本軍戦車

6月30日に戦車第4連隊の九五式軽戦車中隊がソ連第11戦車旅団の対戦車砲と初めて交戦した。そこでソ連軍の53-K 45mm対戦車砲の砲撃により95式軽戦車1輌が撃破された。その対戦車砲と砲弾200発は日本軍に鹵獲されたが、その弾速の速さに日本軍戦車将校たちは「閃光を見るか見ないうちに我が方の戦車に穴が開いていた」と衝撃を受け、第4連隊の玉田美郎連隊長は「敵の兵器の性能は我が方より優れており、敵の資質は予想していたより遥かに高い」と悟らされた。
7月2日、第1次ノモンハン事件で消極的な戦い方で非難を受けていた山県率いる歩兵第64連隊が、ハルハ河東岸のソ連軍に対し攻撃を開始したが、進撃を開始するや、ソ連軍の砲兵2個連隊の激しい砲撃に前進を停止させられた。特に西岸の砲兵陣地に設置されていたノモンハンでは初めて投入されたML-20 152mm榴弾砲の威力は絶大で、2時間に亘って砲撃を受け続けた第64連隊の兵士らは「筆舌に尽くしがたい敵の弾幕に恐れを抱いた」、「ソ連軍の砲撃は中国で経験したことのない効果的なものであった」との感想を抱き、日本軍の第13砲兵連隊も阻止射撃が強力過ぎて、効果的な反撃ができなかった。
吉丸清武大佐率いる戦車第3連隊は、歩兵支援のために夕刻6時15分から前進開始、ソ連軍砲兵陣地の撃滅を目指したが、降り始めた雨が目隠しとなり、8時頃に最右翼を進む第1中隊が砲兵陣地に突入成功し、野砲2門撃破、2門を捕獲した。しかしピアノ線鉄条網に引っかかって行動不能となった装甲車2輌が対戦車砲の直撃を受け撃破された。第4小隊長の古賀康男少尉は撃破された九七式軽装甲車の車載機銃を下ろして、包囲したソ連兵相手に戦い、激闘1時間30分、最後は拳銃まで撃ち尽くして戦死している。連隊長の吉丸も新型の九七式中戦車に自ら搭乗し攻撃の先頭に立って装甲車や野砲を撃破したが、機械化部隊とは名ばかりで、十分な自動車が無い歩兵第64連隊や輓馬が引く砲兵隊は戦車に付いていくことができず、折角蹂躙したソ連軍陣地を戦車単独では確保することはできないため、後退を余儀なくされた。
安岡は日中はソ連軍の砲撃が激しいため、夜襲を行うこととし、戦車第4連隊は7月2日から3日の夜間に、戦史上初のまとまった戦車部隊での夜襲となったバルシャガル高地攻撃を行った。暗闇と雷雨に紛れて突入した第4連隊の八九式中戦車9輌、九五式軽戦車28輌、94式軽装甲車3輌の内、日本軍の損失は95式軽戦車1輌に対し（行動不能となったが回収できず放棄、後にソ連軍が鹵獲）ソ連軍戦車2輌・装甲車10輌・トラックを20台・砲多数を撃破し、ソ連軍防御陣地の奥深くまで突破するなど活躍を見せている。
ハルハ河周辺を巡る7月の戦いで、ソ連・モンゴル軍は合計で452輌の戦車・装甲車を投入したのに対し、日本軍が投入した戦車・装甲車は92輌と5分の1の数であったが、この時点でハルハ河東岸に配備されていたソ連・モンゴル軍は3,200名の兵員に、122mm榴弾砲8門を含む重砲・野砲28門、対戦車砲7門、装甲車62輌、それに第11戦車旅団から分遣された戦車30輌と、攻める安岡支隊の兵力のほうがやや勝っていた。日本軍による戦果判定ではその内300名の兵士を死傷させ、20輌の戦車と多数の砲を破壊し、ハルハ河東岸のソ連軍陣地は相当に弱体化しており、ソ連軍、モンゴル軍は、猛攻してくる日本軍の戦力を将兵38,000人、砲310門、戦車装甲車200輌と何倍にも過大評価するほど厳しい戦況となっていたが、東岸のソ連軍陣地を援護できる位置には152mm榴弾砲12門、122mm榴弾砲8門、76mm野砲・連隊砲14門が配置され、また予備戦力であった第11戦車旅団と自動車化狙撃兵連隊と装甲車旅団がタムスク近辺から戦場に急行しており、早急にソ連軍東岸陣地を攻略する必要があった。
前日、ソ連軍の野砲陣地を襲撃し大戦果を挙げていた戦車第3連隊は、翌3日の日中にソ連軍陣地に正面攻撃をかけた。途中で遭遇した装甲車隊を殲滅し、反撃してきたBT-5や装甲車計20輌との戦車戦で、2輌の八九式中戦車を失いながら3輌のBT-5を撃破し撃退したが、実際に交戦してみると、日本軍側の予想以上にソ連軍の戦車の性能がよく、ソ連軍の戦車砲の射程が長く、また遠距離から日本軍戦車の砲塔の装甲板を易々と貫通することに衝撃を受けている。やがて防衛線に近づくと、巧みに擬装された対戦車砲の激しい砲撃を浴び、損害が増加していった。また陣前に張られたピアノ線鉄条網に履帯を絡めとられた戦車は行動不能となったが、そこを戦車と対戦車砲に狙い撃たれ、連隊長の吉丸大佐の搭乗する九七式中戦車が撃破され、吉丸は戦死した。ソ連軍戦車も加わった集中砲火の中で、日本軍戦車は次々と命中弾を浴びたが、日本軍戦車の多くがディーゼルエンジンであり、命中弾があっても容易に炎上せず、装甲は薄いながらも予想外の打たれ強さで窮地の中でも善戦し、ソ連軍戦車32輌と装甲車35輌を撃破したが、日本軍は13輌の戦車と5輌の装甲車を撃破され、撤退を余儀なくされた。防衛していたソ連の連隊指揮官は初の大規模な日本軍戦車攻撃を撃退し、司令部に喜びのあまり「日本戦車を食い止めました、奴らは次々に燃え上がっています。ウラー（万歳）」と興奮した報告を行っている。この戦闘は後に「ピアノ線の悪夢」と呼ばれることとなった。
3日に撃破された日本軍戦車の多くは回収され、後日に修理され部隊復帰したが、4日の時点では戦車第3連隊は戦闘力を喪失しており、第4連隊のみとなった日本軍戦車部隊は攻勢を取れず、逆に増援が到着したソ連軍戦車・装甲車部隊の執拗な反撃を受けることとなった。4日午前には戦車・装甲車19輌、対戦車砲数門と歩兵500名のソ連軍が攻撃してきたが、戦車第4連隊はこれまでの戦訓を活かし、装甲の弱さを補うため、砲塔のみを丘の稜線上に出して砲撃を加えた。乗員の練度は日本軍が圧倒的に上回っており数も主砲の威力も勝るソ連軍戦車に次々と命中弾を与え、装甲車2輌と対戦車砲数門を撃破し撃退している。日本軍の損害は八九式中戦車1輌の損傷のみであった。午後8時にも戦車5輌と歩兵の攻撃に対し2輌の戦車を撃破し撃退すると、午後9時には、戦車第4連隊の総力でハイラースティーン（ホルステン）川河谷を攻撃し、ソ連軍戦車4輌を撃破している。
翌5日も執拗なソ連軍の混成部隊の攻撃を何度も撃退したが、6日になるとさらに数を増したソ連軍から、夜明け直前から断続的に猛攻が加えられた。それまでの激闘で戦車第4連隊は、八九式中戦車4輌、九五式軽戦車20輌、94式軽装甲車4輌まで戦力が減っており、ソ連軍から鹵獲した対戦車砲まで戦闘につぎ込んで、ソ連軍の攻撃がある度に数輌の戦車や装甲車を撃破し撃退し続けたが、第4連隊の損害も大きく、八九式中戦車は全滅、九五式軽戦車も5輌が撃破もしくは損傷し、戦闘力が著しく損なわれた。その状況を見た安岡支隊長から、6日の午後4時に「後方支援部隊の位置まで転進し、以後の行動まで準備せよ」との命令が下り、連隊長の玉田は命令通り転進して今後の出撃に備えることとした。
しかし、7月9日に戦車の完全喪失が30輌に達したことを知った関東軍は、このままでは虎の子の戦車部隊が壊滅すると懸念し「7月10日朝をもって戦車支隊を解散すること」との両連隊に対する引き揚げを命じ、ノモンハンでの日本軍戦車隊の戦闘は幕を閉じた。小松原や安岡はこの命令を不服とし、現地軍首脳と関東軍司令部でひと悶着起こった。戦車第3連隊は343名の兵員の内、吉丸連隊長を含む47名が戦死し戦車15輌を喪失、戦車第4連隊は561名の内28名戦死し戦車15輌喪失し戦場を後にした。

#### 日本軍の渡河作戦とハルハ河西岸での戦い

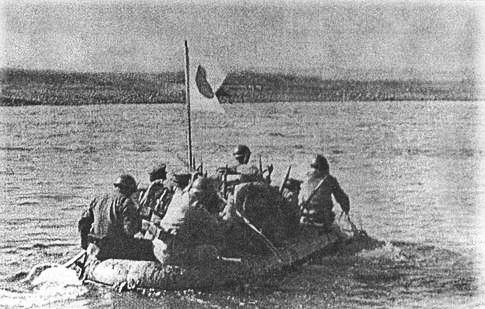
折畳鉄船で渡河中の日本兵

歩兵団長小林恒一少将が指揮する西岸攻撃隊は15名乗りの折畳鉄船と乙式軽渡河材料により渡河することとしたが、架橋作業に手間取った上、川の流速が早く橋の強度が足りなかったため、トラックや弾薬などの重量物を同時に渡らせることができず、渡河終了が予定よりも7時間も遅れてしまった。ジューコフは、7月2日に安岡支隊がハルハ河東岸を攻撃したことを知ると、東岸が主攻正面と誤認し、安岡支隊の側面を突くべく、予備部隊であった第7機械化旅団、第11戦車旅団、第8装甲車旅団、第24自動車化狙撃連隊を出撃させた。ジューコフは全く日本軍の渡河作戦を予想しておらず、虚を突かれる形となり、西岸を進む小林兵団に対応できる兵力はモンゴル騎兵1,000名程度であったため、小林兵団は殆ど妨害を受けることなく渡河に成功した。
渡河に成功した歩兵第71連隊は、反撃してきたモンゴル軍騎兵隊を蹴散らすと渡河地点近隣のバイン・ツァガン山に達した。ソ連軍は、偵察活動を十分に行っておらず日本軍の動きを全く把握していなかった。しかし、ハルハ河東岸に送るため進軍を急かせていた第11戦車旅団などの機甲部隊が、偶然にも小林兵団の渡河地点のすぐ近くまで達しており、7月3日午前7時にバイン・ツァガン山から前進していた日本軍歩兵第72連隊とソ連軍第8装甲車旅団の装甲車8輌が不意の遭遇戦となった。日本軍は九四式三十七粍砲を装備しており、8輌の装甲車の内5輌を撃破し1輌を鹵獲した。この時点では日本軍の戦力規模が不明であったため、ソ連軍司令部は第11戦車旅団の第2大隊に日本軍の渡河地点攻撃を命じた。8時45分に23輌のBT-5と東捜索隊殲滅に絶大な威力を発揮したkHT-26化学戦車5輌が日本軍歩兵第71連隊を攻撃した。小林兵団は第一次ノモンハン事件の戦訓を活かし、対戦車戦闘班として志願者により肉薄攻撃隊を組織していた。肉薄攻撃隊はサイダーの空き瓶にガソリンを詰めて作った火炎瓶を1名あたり2、3本持っており、導火線に火をつけてソ連軍戦車に向かって投げつけると、100 km以上の連続走行と炎天下の暑熱で高温となっていたソ連軍戦車は容易く炎上し、やがてガソリン燃料に引火し弾薬が誘爆を起こしたり、たまらず飛び出してきたソ連軍戦車兵が日本軍に撃ち倒された。また九四式三十七粍砲も威力を発揮し合計16輌の戦車を撃破した。最後に残った化学戦車には、日本軍肉薄兵が履帯に爆薬を設置、爆発により行動不能となった戦車を包囲し、ソ連戦車兵に降伏を呼び掛けたが応じなかったため、戦車から引きずり出し銃剣で刺殺している。
ここで初めて日本軍が大部隊をもってハルハ河を渡河したことを知ったジューコフであったが、到着した予備部隊は戦車と装甲車だけで、歩兵や砲兵の支援戦力は当分到着しそうになかった。そこでジューコフはソ連野外教令188条『砲兵の支援を受けない戦車の単独攻撃の実施は許さない』とする規定を破り、歩兵・砲兵の到着を待たずに、手もとにあった重砲部隊のみの支援で、到着した戦車と装甲車だけで直ちに反撃させることとした。
午前11時から、ソ連軍第11戦車旅団と第8装甲車旅団が日本軍の各部隊に対し戦車133輌、装甲車59輌で攻撃を開始した。小林兵団には戦車・装甲車は1輌もなく、役に立ちそうな対戦車兵器は九四式三十七粍砲34門、三八式野砲12門、四一式山砲8門に火炎瓶と対戦車地雷だけであったが、歩兵の支援がないソ連軍装甲部隊に対しては大きな効果があった。11時30分には第11戦車旅団主力が戦車94輌で攻撃してきたが51輌を撃破して撃退、15時には第7装甲車旅団が歩兵第72連隊を装甲車50輌で攻撃してきたが36輌を撃破するなど、日本軍は戦果を重ねた。多くのソ連軍の戦車・装甲車が戦場の至る所で撃破されて炎上しているので、その立ち上る黒煙を見た第71歩兵連隊の兵士はその黒煙を工業地帯の煙突から立ち上る煙に見たて「時ならぬ八幡工業地帯を現出」と戦闘詳報に記している。
損害を顧みない猛攻撃で、ソ連軍は戦車77輌と装甲車36輌を1日で失ったが、日本軍の進撃は完全に停止し、防戦一方となった。歩兵第26連隊（連隊長須見新一郎大佐）は渡河地点から3 km先まで進撃したが、そこでソ連軍機甲部隊の猛攻を受け、多数の戦車・装甲車（須見の申告では83輌）を撃破しながらも、司令部との連絡が途絶し、傘下の大隊も個別バラバラに戦闘する情況に陥っていた。そのうち火炎瓶や地雷などの対戦車資材が枯渇すると、第1大隊（大隊長安達少佐）はソ連軍戦車に蹂躙され、大隊長と中隊長が戦死し、部隊も3つに分断されて敵中に孤立してしまった。歩兵第26連隊のほかの大隊も激しい攻撃を受け続けており、須見は一旦渡河地点まで第2、第3大隊を後退させ態勢を立て直すと、夜に第1大隊を救出し、死傷者を回収することとした。
前線に帯同していた服部と辻の関東軍参謀は、いくら損害を被っても止むことのないソ連軍の攻撃を見て「恐らく敵は今夜更に新鋭を増加して、明朝から反撃に転じるだろう。ハルハ河東岸の戦線も、漸く膠着の色が見える」と判断し、小松原に西岸からの撤退を勧告した。砲弾を中心とした弾薬も枯渇しつつあったし、何よりも撤退路が1本の脆弱な橋のみであるということも不安材料で、このままならソ連軍戦車に先回りされて橋が破壊され退路が断たれる危険性も大きかった。服部と辻がこの責任はすべて関東軍が負うと約束すると、内心は撤退したがっていた小松原と第23師団参謀も同意し、16時に小松原は「師団は速やかに左（西）岸を徹し、以後右（東）岸のソ蒙軍を撃滅する」と命じた。
翌7月4日から日本軍は撤退を開始した。先日の大損害でソ連軍は大規模な追撃を行うことができなかった。ジューコフはそのような状況を見て「歩兵の不足は敵残存将兵に河向うに退去するチャンスを与えた」と悔やんだ。それでもソ連軍航空機による爆撃、重砲による砲撃、第24自動車化狙撃兵連隊の攻撃で日本軍は少なからず損害を被っている。ここでもソ連軍の152mm砲が猛威をふるい、第23師団司令部付近に着弾、参謀長の大内大佐が戦死し司令部要員も四散しバラバラとなった。
日本軍の他の部隊が撤退中の4日夜半に、歩兵第26連隊は第1大隊の救出作戦を敢行した。第2大隊、第3大隊から抽出された救出部隊は、自らも多くの死傷者を出しながら第一大隊の生存者の救出と遺体の回収を完了し、日本軍の殿として最後に橋を渡って撤退した。
7月5日に小林兵団は撤退に成功した。ソ連軍は日本兵数千人を戦死させたと過大戦果報告をしたが、この一連の西岸渡河戦での日本軍の死傷者は8,000名の兵力の内800名であり、この大半が第26連隊の死傷者であった。

#### 夜襲攻撃

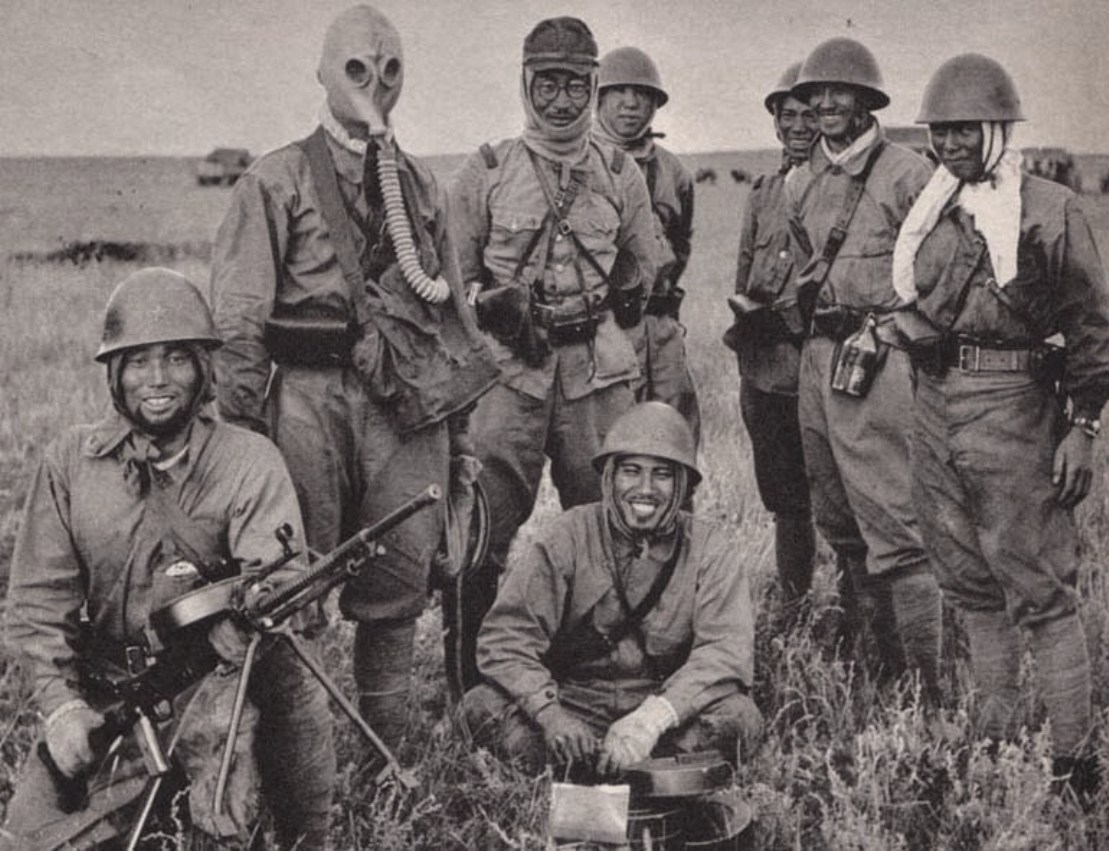
ノモンハンの日本兵、ソ連軍から鹵獲したDT機関銃とガスマスクを持っている

渡河攻撃に失敗した小林兵団は『作命甲112号』により安岡支隊と合流し、ハルハ河東岸のソ連軍陣地を攻撃することとした。作戦としては戦車第3、第4連隊と砲兵の支援の下で、歩兵第26、64、71連隊が主攻正面を攻撃し、歩兵第72連隊が大きく迂回し背後からソ連軍陣地を挟撃しようとするものであったが、日本軍が攻撃に出る前の5日にソ連軍が、新たに東岸に到着した第5狙撃機関銃旅団を主戦力として大規模な威力偵察を行い、激戦の中で戦車第4連隊が大きな損害を被り、関東軍の意向で日本軍戦車部隊が全て戦場を離れることとなったため、安岡が6日に予定していた総攻撃は延期せざるを得なくなった。
支援する味方の戦車は1輌もなく、西岸高台からの152mm砲を主力とするソ連軍の砲火は引き続き強力な状況で、小松原は、歩兵の夜襲で敵の縦深陣地を1つずつ突破し、日が明けたら砲火を避けるために奪った拠点を捨て発進点まで戻るといった攻撃を連日繰り返し、ソ連軍の消耗を誘い、ハルハ河まで達したらソ連が架橋した橋を撃破し、東岸のソ連軍を干上がらせるといった作戦を実施することとした。
7月7日から開始されたこの大規模な夜襲戦法は、ソ連軍には全く予想外のことで、第149自動車化狙撃連隊の第1大隊は退却したため、放置した対戦車砲と76mm野砲を日本軍に鹵獲された。第3大隊も周囲の状況も見ずに退却したため、第175砲兵連隊第6中隊が中隊長のアレーキン上級中尉ごと日本軍内に取り残され、日本軍との激戦の末に全滅している。また、夜襲を支援した日本軍の砲撃も効果的であり、前線指揮官であるレミゾフ第149自動車化狙撃連隊長は8日に砲弾を受け戦死している。レミゾフはソ連邦英雄の称号が与えられ、戦死した高地はレミゾフ高地と呼ばれることとなった。
真っ暗闇の中での日本軍の夜襲でソ連兵は混乱の極に達し、味方同士での同士討ちまで起こっており、損害が増大しソ連軍陣地は危機に陥った。その知らせを受けたジューコフは、西岸で待機していた第7装甲車旅団と第82狙撃兵師団第603狙撃兵連隊を東岸に増派することとしたが、第603狙撃兵連隊は第一次ノモンハン事件直後にウラル軍管区のベールシェチ駐屯部隊を急遽かき集めて編成された寄せ集め部隊であり、部隊は7月にモンゴルに到着するや300 kmの過酷な徒歩行軍をすることとなったが、その行軍途中で指揮官らは識別票や階級章をはぎ取り身分を隠そうとしたり、多くの自傷事件を引き起こしていた。また一部では反共産党分子が兵士らを唆し、指揮官の殺害を企てたりしていた。そのように軍としての体裁が整っていないような部隊であったので、10日に自動車で東岸に着くや否や、日本軍の数発の銃声を聞いただけで連隊はパニックに陥り潰走し、大損害を被った。ジューコフは第603連隊を西岸に呼び戻すと、軍法会議により容赦なく銃殺刑に処し、再訓練を施したが「なんでこんな弱体部隊を投入したのか」という非難を受けることとなった。また、日本軍の夜襲で脆くも後退を繰り返していた第149狙撃兵連隊においても、連隊司令部が督戦により兵士らを厳格に処し、部隊をどうにか元の防衛線の位置まで戻している。
日本軍は夜襲と並行して、ソ連軍が架橋した軍橋を爆破するための工作班を8チーム編成し、ハルハ河に向かわせた。ソ連軍の警戒厳しくなかなか軍橋に接近できなかったが、7月8日の深夜2時に、歩兵第72連隊で編成した高山正助少尉以下60名の高山班が軍橋への接近に成功した。軍橋に接近する途中で野営しているソ連兵に誰何されたが、高山の片言のロシア語で誤魔化して突破すると、軍橋の歩哨を手榴弾で倒し、軍橋に爆薬を大量に仕掛け爆破に成功している。他部隊が他に1本の爆破に成功し、合計2本のソ連軍軍橋を撃破したが、この時点で既に9本の軍橋が架かっており、ノモンハン事件終結時にはこれが28本にまで増加していたので焼け石に水であった。
ソ連軍司令部がいくら厳格な処置を行っても、日本軍の夜襲にソ連軍兵士は混乱し、退却し続けた。11日の夜には、第1次ノモンハン事件で中心となって戦った山県連隊長率いる歩兵第64連隊が総力を挙げて夜襲を決行している。夜襲を受けた第5狙撃機関銃旅団の旅団長フェドルコーフが予告もなしに退却したため、日本軍の歩兵第64連隊の1個中隊が前線を突破しソ連軍陣地奥深くの第11戦車旅団の司令部まで達し、激戦の中で第11戦車旅団のミハイル・パブロビッチ・ヤコヴレフ旅団長までが戦死した。しかし中隊はソ連軍の集中攻撃を受け、最後は穴の中で包囲され全滅した。この穴は後に『サムライ墓』と呼ばれるようになった。山県はさらに前進を続けソ連軍がレミゾフ高地と名付けた重要拠点バルシャガル (733) 高地を占領した。
日本軍の夜襲はソ連軍に大きな損害と混乱を与えたが、日本軍の損害も次第に蓄積しており、一連の夜襲で日本軍は2,122名の死傷者（内戦死585名）を被り損失率は23%となった。中でも山県の第64連隊は、戦死107、負傷221名で損失率は33%と一番高くなった。結局、夜襲して敵を叩いて戻るという戦術では、一部の拠点の占領には成功できたが、大きく前線を前進させることはできず、夜襲作戦開始時には「左（西）岸にある敵砲兵の妨害あるも、右（東）岸の敵を撃破するは時間の問題なり」や「今日、明日位の攻撃を以って右（東）岸を占領し終わるべく」などときわめて楽観的だった関東軍にとって、この作戦の進捗は満足のいくものではなかった。
ソ連の状況も厳しく、前線を視察に来た国防人民委員代理のクーリクは、ハルハ河東岸陣地のソ連軍の苦境を見てジューコフに7月13日に全軍西岸に撤退させるよう指示したが、ジューコフは拒否している。後にこの一件についてジューコフから報告を受けたヴォロシーロフ国防相はクーリクをモスクワに召還し、戦闘指揮への介入について叱責している。
ソ連軍の砲兵力を除く必要があると考えた関東軍は、内地からの増援と満洲にあった砲兵戦力を合わせて、関東軍砲兵司令官内山英太郎少将の下に砲兵団を編成し、その砲撃でソ連軍砲兵を撃破することにした。砲兵戦力の到着を待つため、日本軍は夜襲による攻撃を12日に停止し、14日までに錯綜地から退いて戦線を整頓した。

#### 大砲撃戦

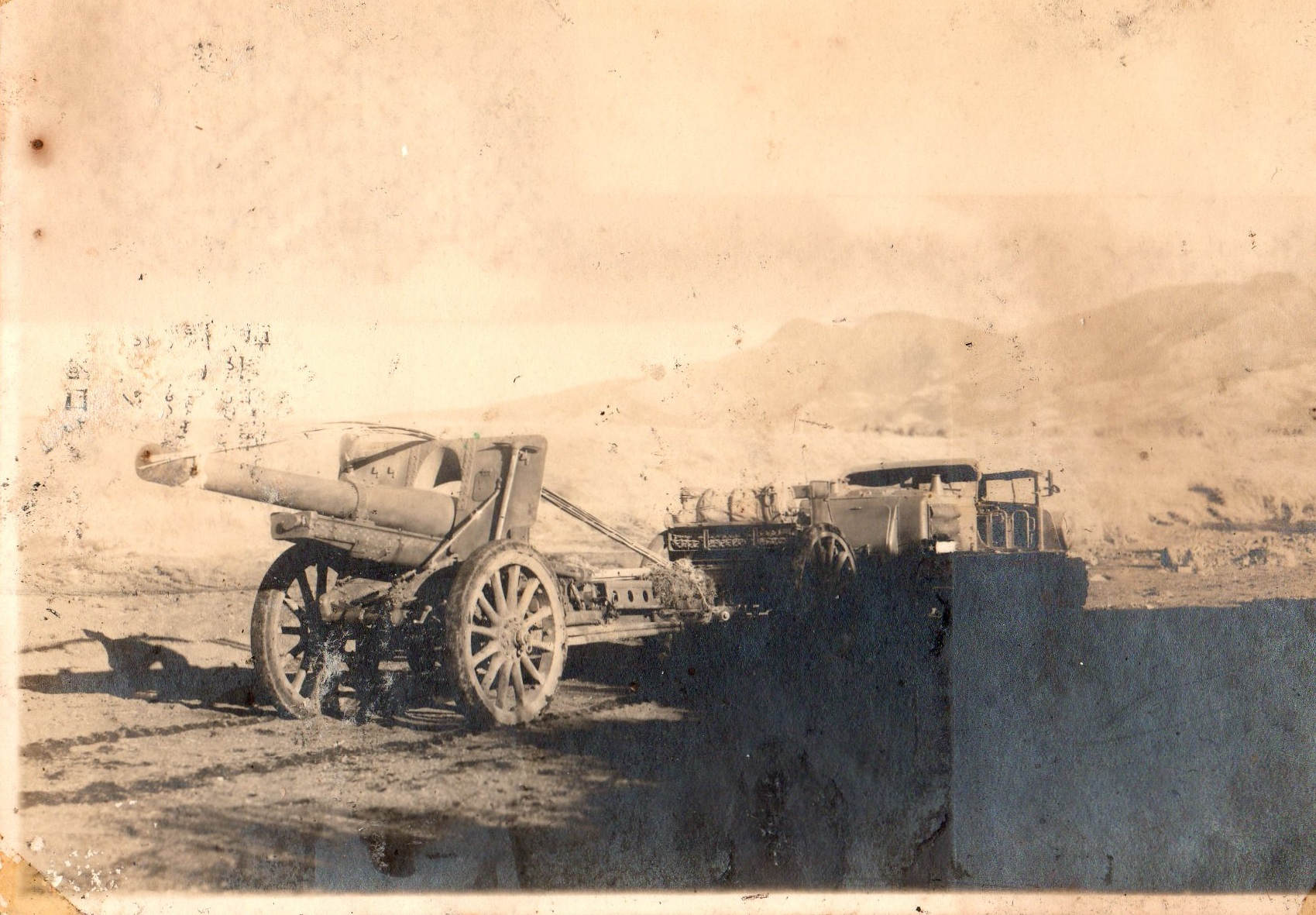
九八式六屯牽引車 ロケによって牽引される野戦重砲兵第7連隊所属の九六式十五糎榴弾砲

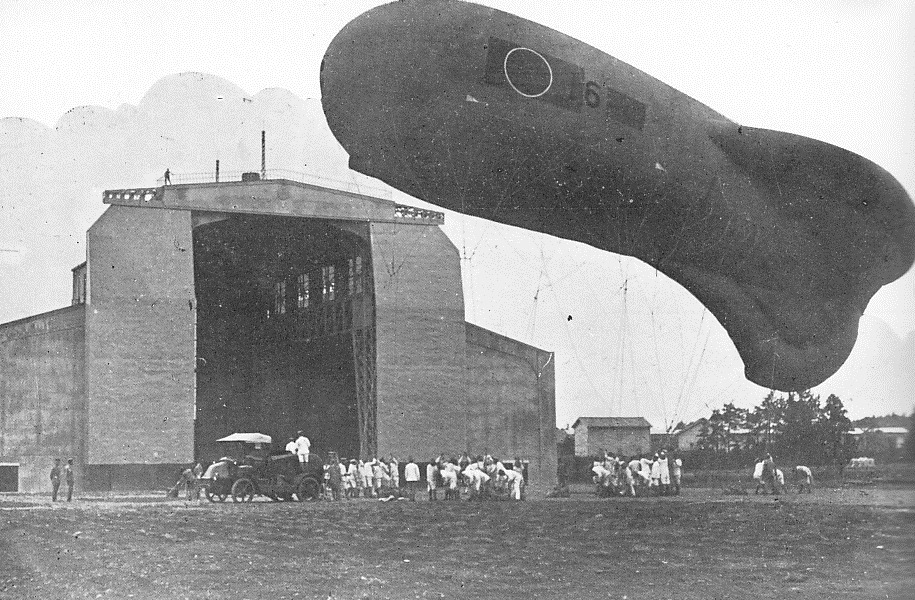
砲兵観測のためノモンハンでも使用された日本軍気球連隊の気球

関東軍は、参謀本部への対抗心からか、独自の戦力や資材で戦おうとする意気込みが強く、参謀本部が第5師団の増派を打診したことがあったが辞退している。しかし、6月22日に参謀本部から打診があった重砲2個連隊の増派については、歓迎はしなかったものの現実的な判断で受け入れている。しかし、独力に拘ったためか、7月からのハルハ河渡河作戦にこの重砲隊を間に合わせようという意識は全くなかった。
しかし渡河作戦が失敗し、東岸の夜襲攻撃を行っていた10日頃には投入を前提に準備が開始され、千葉から増派された野戦重砲兵第1連隊と野戦重砲兵第7連隊の2個連隊を編合した野戦重砲第3旅団（指揮官畑勇三郎少将）と関東軍指揮下の3個重砲連隊を統合して「砲兵団」を編成し、団長には関東軍砲兵司令官内山英太郎少将を補職した。
内地から増派された砲兵旅団は15センチ加農砲などの大口径重砲を主力に、最新自動車（牽引）砲兵として、日本軍の中でも最精鋭の虎の子扱いであった。
「砲兵団」は合計82門の重砲・野砲を保有したが、これは1939年3月の南昌攻略戦で投入された90門に匹敵する規模であった。日本軍でこの規模で砲兵が投入されることはほとんどなく、「建軍いらい」と誇称されていた。そのため内山団長は「3時間でソ蒙軍砲兵は撲殺され、射撃目標はなくなってしまう」と胸を張り、戦闘計画書には「攻撃1日、全砲兵をもって一挙にソ軍砲兵を撲滅し、かつ橋梁を破壊すると共に、事後主力をもって歩兵の攻撃に強力す」と書かれていたほどであった。
しかし、砲弾は29,130発しか準備されておらず、日華事変の最中で弾薬の消費も激しく今後の補給のあてもなかった。この砲弾数でまともにソ連軍と撃ち合えば半日でなくなってしまう量であったが、日本軍はこれを振り分けて使うしかなかった。例えば十五糎加農砲は一日に60発しか砲弾が割り当てられなかった。砲兵団が弾薬不足にもかかわらず、強気であったのは、自分の部隊の戦力を過信していたのと、ソ連軍の火砲を今までの戦場での観察をもとに合計76門と判断していたからで、数が互角なら精鋭のわが軍（日本軍）が有利と判断していたためであるが、実際にソ連軍がこの地域に投入した76 mm以上の野砲は108門、中でも10 cm以上の重砲は、日本軍38門に対しソ連軍は76門だから二倍の数であった。また砲兵部隊とは別に76 mmの連隊砲70門も砲撃戦に投入されたため、重砲でも火砲全体でも日本軍の2倍の数があり、さらに砲弾数は比較にならないほど多かった。
砲兵団は7月23日の日本軍総攻撃の支援として、6時30分に砲撃を開始した。まずは敵の砲の位置を暴露するための誘致砲撃を行い、応射してきたソ連軍砲兵陣地の位置を特定し全砲で集中砲撃を行った。日本軍の砲撃によりしばしばソ連軍の応射が沈黙し、日本軍砲兵は「我が砲弾による命中粉砕」と喜んだが、実際は日本軍砲兵陣地からの目視が可能な西岸高台上から後背地に移動しただけで、まもなく砲撃を再開してきた。日本軍の砲兵陣地は稜線に遮られた平地にあったため、ソ連軍の応射で破壊される砲はなかったが、同様にソ連軍の火砲も一向に勢いが衰えず、「友軍の重砲が3〜4時間も撃ったんだから、もう撃滅できただろう」とたかをくくり出撃した日本軍歩兵は激しいソ連軍砲撃によりほとんど前進できない有様であった。
『ジューコフ最終報告書によれば』ソ連軍は10 cm以上の重砲のみで7月1カ月で消費した砲弾は31,705発であり、これは総攻撃に際して日本軍が砲兵団全部に準備した砲弾の数を上回っていた。日本軍歩兵は損害を出すばかりで総攻撃はわずかに前進しただけで頓挫した。
もともと日本軍の砲陣地より50 m高い西岸高台に位置していたソ連軍砲陣地は、日本軍観測所から奥までは見通しが効いていなかった上、日本軍の砲兵、特に内地から増派された野戦重砲第3旅団は訓練不足もあり、砲撃の正確性を欠いた（#日本とソ連砲兵隊の比較）。野戦重砲第3旅団には千葉に駐屯していた気球連隊から百一号気球2個と200名の部隊も帯同しており、日本軍観測所から死角になっていたハルハ河西岸後方を観測するため、25日にその内1個の気球が掲揚され900 mの高度に達したが、観測する間もなくソ連軍戦闘機に撃墜された。この光景は戦場の至る所から視認され、日本軍兵士の士気を落としている。
畑は砲兵情報連隊の測定分析により「完全破壊を確認した敵砲数は24門、他に損傷させたもの20余門で、3日間で敵砲兵戦力を半減せしめたのに対し、わが重砲の損失は2門のみであった」と勝ち誇ったが、ジューコフによれば「7月23日には敵砲兵はわが重砲弾の破砕を狙って約1万発と推定される大量の砲弾を撃ち込んだが、ハルハ河西岸に沿った15〜20kmに広くばらまかれ、多くは空き地に落下した。一日かかっても敵は1個砲兵中隊も制圧できず、歩兵にも被害は殆どなかった」とのことであったので、畑の見立てほどの大損害を与えていなかったのは明らかであったが、#日本とソ連砲兵隊の比較のソ連軍の主要火砲投入数と損失数一覧表の通り、ノモンハン事件でソ連軍は10 cm以上の重砲だけでも36門が撃破されているので、相応の損害を与えていたのも確実であった。しかし、火砲の効果的な運用を行ったのはソ連軍の方であり、ソ連軍は弾量の過半を日本軍砲兵との撃ち合いに使うのではなく、日本軍の歩兵部隊に集中することにより、日本軍の攻勢を挫折させると同時にソ連軍の東岸橋頭堡を援護するという二重の目的を果たしている。
日本軍砲兵団は3日目の25日には砲弾を使い果たし沈黙した。逆にソ連軍の勢いは衰えるどころか援軍の到来もあり増す一方であったので、小松原は「砲兵の効果予想に反せり、何等砲兵の助力を予期せずにて、歩兵の攻撃続行せざりしやを悔やむ、我過てり」と砲兵への失望感を露わにしている。

#### 戦線膠着
日本軍は25日まで4,400名の死傷者を出しており、早急な戦力補充が必要であった。一方ソ連軍の死者は、1991年のロシア国防省戦史研究所ワルターノフ大佐の報告で、7月中で日本軍を上回る6,240名の死傷者（戦死1,242名）とされていたが、ワルターノフ大佐の報告は、2001年のロシア歴史家の共同研究『20世紀の戦争におけるロシア・ソ連：統計的分析』で過少と判明しており（#ソ連軍の損失参照）実際は7,000名以上の死傷者を出していたものと推定される。
しかし、損害が遥かに大きかったソ連軍には続々と援軍が到着していたのに対し、第23師団に満洲全域の各部隊から抽出した4,000名の補充兵が到着するのはまだ先のことで、関東軍は第23師団が現状でこれ以上の攻勢を維持するのは困難であると考え、総攻撃2日目の24日に第23師団に対し陣地を構築して防衛体制に入れと命令した。この命令を主導したのも辻であったが、辻は満洲の自然を熟知しており、「満洲近辺の冬は零下51度にもなる。9月には降雪が始まる。そんな状況で攻勢作戦をとれば冬越えの準備が疎かとなり、兵士は戦ではなく寒さに凍え死ぬことになる」と意見具申し、この作戦の大転換を決めてしまった。
しかし、兵士の越冬対策を第1目的に考えるのであれば、敵の砲撃が届かないハイラル地区か第23師団司令部が置かれている将軍廟付近まで退いて、耐寒設備のある兵舎に収容するのが常識的判断であり、駐ソ大使館付の土居明夫駐在武官が「ハルハ河より適宜離隔せる位置に、至短時間に最も効果的な陣地を構築すべき」と進言したのもそれを含んでのことであったが関東軍は「係争中の右（東）岸地区を確保することは絶対に必要なり」と決意しており、部隊を後退させる意思は全くなかった。ソ連軍は8月になってからも、西岸の重砲が15分間に2,000発以上の支援砲撃を行う下で歩兵による形勢回復のための攻撃をしてきたが、いずれも撃退している。しかし、西岸重砲の砲火をしのぎつつ、増強される一方の西岸ソ連軍と戦い、その合間に越冬準備しながら陣地構築するのは至難の業で、結局、ソ連軍の総攻撃までに陣地は3分の1程度しか完成させることができなかった。

### 第二次ノモンハン事件後半（1939年8月20日からのジューコフ攻勢から停戦まで）

#### 第6軍の新設

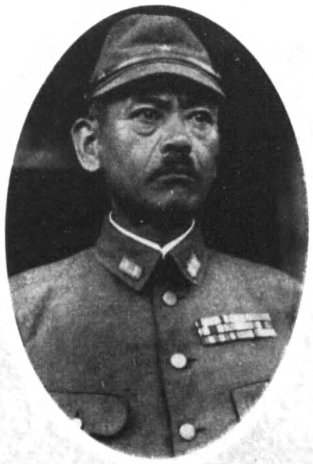
第6軍司令官荻洲立兵中将

8月4日、参謀本部は、作戦中にもかかわらず、ノモンハン方面全般の指揮を執らせるために新たに第6軍という中間司令部を新設し、司令官として荻洲立兵中将が補職された（元々第6軍は、西部ソ満国境警備の上級司令部として創設計画であったが、事件のため創設目的を変えて創設された。当初の創設計画人事では後宮淳中将が司令官の予定だったが、事件前に第4軍司令官と第6軍司令官の人事が入れ換えられた）。新設した意図について、参謀本部作戦課長の稲田によれば「関東軍は大局的な視点に立った事件の収拾に注力するため」とのことであった。しかし、軍編成にあたって、関東軍司令官植田などから第7師団を追加するという提案もあったが、辻ら作戦課参謀が「関東軍唯一の戦略予備である第7師団を極東ソ連軍が全面的に不穏な動きを見せている今、軽々しく動かすべきではない」や「築城と冬営設備の輸送を続けているため、これ以上の輸送量が増大する方策は不可」という反対意見を主張したため見送りとなり、結局、第6軍に編入された戦力は第23師団と第8国境守備隊であったが、第8国境守備隊の一部はすでにノモンハンのノロ高地の守備についており、実質の追加戦力は7月中に到着した速射砲以外は殆どなかった。
戦力の追加もないのに突然できた上級司令部を第23師団の幕僚らは冷淡に見ており、第6軍幕僚らの初の部隊巡視に帯同した小林兵団指揮官の小林は荻洲の印象を「休憩所にて酒を催促され、ちょっと面くらえり。誠に無造作なる、相変わらず磊落なる軍司令官なり」と日記に書くなど呆れている。また、第6軍の幕僚らはノモンハン戦に当初から関係している人物はおらず、参謀すらも関東軍参謀20数名から横滑りした参謀はおらず、参謀長の藤本鉄熊少将は朝鮮の飛行第6戦隊長から転じてきた航空畑の人物だった。これまでノモンハン戦を主導してきた辻は「破れそうな茅屋を、雨漏りのままで譲る」という後ろめたい気持ちがあったというが、中間司令部ができたことにより「軍の自主性を尊重しよう」という建前で、戦局が悪化する一方のノモンハン戦から離れて、東部国境に出向している。
13日の第6軍と第23師団の作戦会議では、戦場の実情をよく知らない第6軍司令部が「敵が外翼または間隙から侵入するときは、これを入れてから、叩くこと。部隊の配置は、攻防とも極力、縦深配置とすること」との訓示を行ったが、軍とは名ばかりで実質は1個師団程度の兵力しかない第6軍が、37 kmにも及ぶノモンハン正面で縦深配置することなど初めから不可能で（通常1個師団の担当は7-8 kmとされる）この訓示を聞いた小松原は第6軍萩洲に対する不信感を強めた。また、急造の第6軍司令部には司令部直属の通信兵すらいなかったので、第23師団との連絡のため師団司令部のある将軍廟に参謀を1名残しておくべきではという提案があったが、自前の護衛兵すらいないので師団に負担をかけるという理由で、前線から200 kmも離れたハイラルへと戻ってしまった。そのためソ連の総攻撃時には軍参謀は前線に不在で、ジューコフから「日本軍の幹部は休暇をとって後方で遊んでいた」と揶揄されることとなってしまった。

#### ソ連軍の攻勢準備

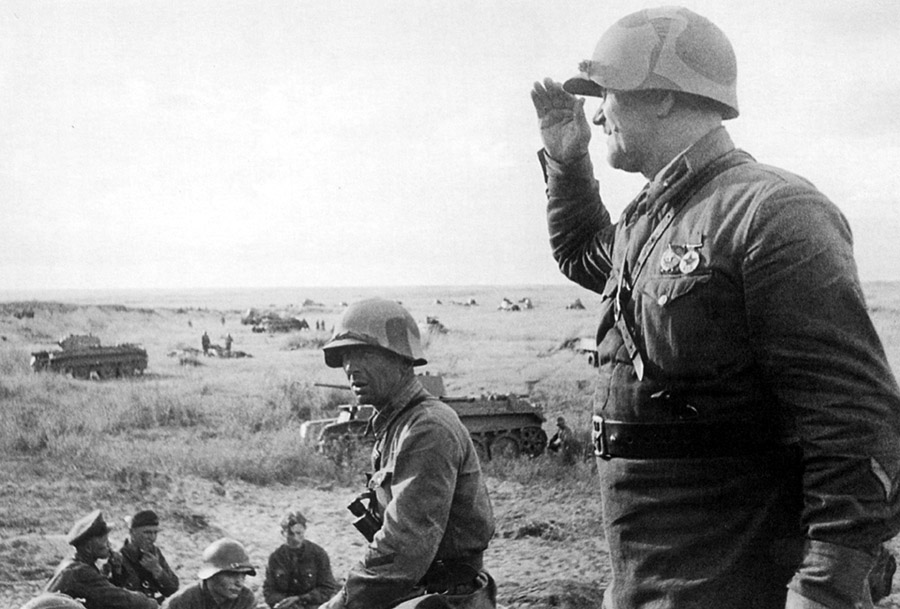
1939年7月のソ連軍、右は第36自動車化狙撃兵師団長のペトローフ

ノモンハン東岸で日本軍の攻勢が続いていた7月5日にモスクワは、今後の反転攻勢のために極東の軍の指揮系統の再編成を行った。国防人民委員の直属しチタに司令部を置く臨時編成の前線方面軍を編成し、グリゴリー・シュテルン2等軍司令官、軍事会議審議官を司令官とした。前線方面軍は極東方面の海軍を含めた全軍を統括する巨大な軍となった。さらにノモンハンで戦闘中の第57特別軍団を第1軍集団に改組し、引き続きジューコフに指揮を執らせた。従って形式上は、ジューコフはシュテルンの指揮下ということになるが、ジューコフは作戦において、シュテルンを経ずに直接軍中央と連絡できる権限が与えられており、シュテルンの前線方面軍司令部は後方支援の役割をモスクワは期待していた。しかしそれは必ずしも徹底されておらず、シュテルンは作戦に介入したがったが、ジューコフがそれを押しとどめたため後に戦闘の重要局面で両者の方針が食い違い対立することとなった。
ソ連軍は7月末から、大反転攻勢に向けて入念な準備を開始した。まずは55,000トンにも及ぶ膨大な軍需物資をピストン輸送した。ここでシュルテンは見事な手腕を発揮し膨大な物資の輸送を円滑に行った。またザバイカル方面軍から7月末に第57狙撃兵師団に第6戦車旅団、8月には第152狙撃兵連隊第1連隊と第212空挺旅団が増援として移動を開始した。モスクワは最終的にジューコフが要請してきた以上の3個狙撃兵師団、2個戦車旅団、3個装甲車旅団を増援として送り込んだ。増援の兵員数だけでも総勢30,000名以上となったが、あまりにも物資と兵員の輸送量が多かったので、一部の狙撃兵部隊は徒歩でノモンハンまで行軍させられた。7月末からのソ連軍の増強は、実質増援なしの日本軍と好対照の戦力増強であった。
ソ連軍は総攻撃準備の3週間にわたって、その意図を気づかれないように様々な欺瞞工作を行った。陣地構築中の日本軍に対し砲撃と小規模部隊による攻撃を繰り返した。特に8月1日、2日と7日、8日にかけ行われた第149狙撃兵連隊と第5狙撃兵機関銃旅団による攻撃は、欺瞞攻撃とは思えないほどの強力な攻撃であり、準備砲撃は「生きとし生けるもの全てが掃滅」されるほど激しいものであったが、いずれの攻勢もソ連軍が大損害を被り撃退されている。日本軍はこの攻撃により、大規模な偵察攻撃に慣れてしまい、大部隊の移動に警戒が薄れ、総攻撃部隊の移動を見過ごした上に、両翼の兵力を中央に集約する動きを見せ、ソ連軍は「攻撃は失敗ながら、日本軍司令部の判断を狂わせた」と評価している。
そして、総攻撃を行う主力については、その移動・集結・再編成を日本軍に気付かれないよう、全て夜間に行った。特に攻撃開始場所への移動は総攻撃前日の19日深夜から20日に亘って行われた。日本軍が無線を傍受し、電話を盗聴していることを逆に利用し、防御陣地構築や越冬準備に集中しているような偽情報を解読が容易な簡単な暗号で送った。また、情報工作の分野でも布石を打っており、ハルビン特務機関に潜入させた工作員に「ソ連軍現地司令官は準備未完了を理由に攻撃延期を申し出た」「補給困難のためソ連軍は悲鳴を上げている」などの偽情報を流している。この情報は、関東軍司令部の緊張感を緩める効果があった。
小松原はこのソ連の欺瞞工作を見抜けず、日記には8月5日「噂されし8月攻勢の企画も見えず。戦場概して平穏なり」、12日「戦線平穏」との記述が散見され、第23師団司令部の情報記録もソ連軍総攻撃2日前の18日の記述は「特に変化なし、平穏なり」、「コマツ台上羊群の放牧せるを散見せり」という緊張感のないものであった。しかし呑気な司令部と違い前線部隊は「機甲部隊がわが左翼を包囲する企図確実」（8月18日歩兵第71連隊）や「8月17日から18日にかけ、ハルハ対岸の敵は活気を呈し、渡河しつつある車輌の音を聞く。19日はその動き尋常ならず、私も一大決戦を覚悟し準備す。同夜将兵一同不眠不休で部署に就く」（井置捜索隊）とソ連の攻撃の意図を事前に察知していたが、この報告に第6軍や第23師団司令部が反応することはなかった。

#### ソ連軍の総攻撃開始

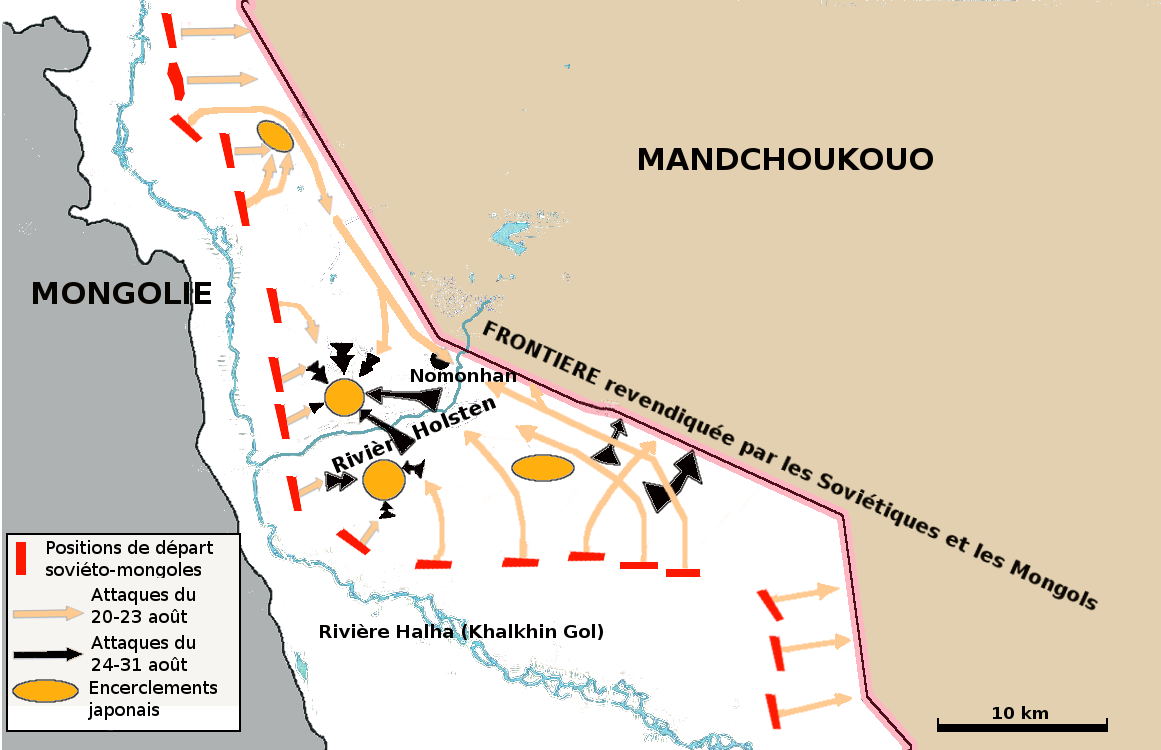
1939年8月のソ連軍総攻撃作戦図

8月20日早朝6時15分にソ連軍による爆撃と砲撃が開始され、9時に全線で地上部隊が進撃を開始した。防衛線についていた日本軍部隊は、北から、フイ高地を守備する第23師団捜索隊、ハイラースティーン（ホルステン）川の北にあるバルシャガル高地を守る歩兵3個連隊（歩兵26、63、72の各連隊）、ハイラースティーン（ホルステン）川の南にある第8国境守備隊と歩兵第71連隊であった。加えて、ノモンハンから約65キロ南に離れたハンダガヤに第7師団の歩兵第28連隊があった。その陣地は横一線に長く、兵力不足のため縦深がなかった。防衛線の左右には満洲国軍の騎兵が展開して警戒にあたった。その兵員数については、正確な公式データがなく、兵員8,000名（除後方部隊） - 最大で25,000名と重砲・野砲70門であったと推計されている。
ソ連軍の作戦は、中央は歩兵で攻撃して正面の日本軍を拘束し、両翼に装甲部隊を集めて突破し、敵を全面包囲しようとするものであった。具体的には、第82狙撃師団第601連隊と第7機械化旅団、第11戦車旅団からなるシェフニコフ大佐が指揮する左翼の北方軍が、フイ高地の捜索隊を攻撃して南東に進撃。第57狙撃師団、第8機械化旅団、第6戦車旅団、第185砲兵連隊第1大隊、第11戦車旅団機関銃狙撃兵大隊、第37対戦車大隊、自走砲大隊、化学戦車中隊、モンゴル軍第8騎兵師団からなる、ポタポフ大佐が指揮する右翼の南方軍は日本の第71連隊を攻撃してハイラースティーン（ホルステン）に向けて北進し、南方軍と北方軍で日本軍を包囲するが、両軍が包囲を完了するまで、第82狙撃師団の2個連隊と、第36自動車化狙撃師団の2個連隊、第5機関銃旅団からなる、ペトロフ准将が指揮する中央軍が、ハイラースティーン（ホルステン）の両岸で正面から攻撃をかけ、日本軍主力を釘づけにする計画であった。
日本軍第6軍の歩兵1個師団と1個旅団に対して、ソ連軍が総攻撃に投入した兵力の合計は、狙撃兵4個師団、騎兵2個師団、戦車7個旅団、重砲3個師団、兵員51,950名、戦車438輌、装甲車385輌、76 mm以上の重砲・野砲292門、高射砲87門、対戦車砲130門と圧倒的で、兵員数で2倍 - 6.5倍、火砲4倍以上、戦車に至っては日本軍は0でありその戦力差は歴然であった。
日本軍は一部前線部隊を除けば、完全に不意打ちを食らった形となった。第23師団はソ連軍の意図を読み取ることができず、3方面の攻撃についてもどこが攻勢の重点が見極めることができなかった。さらに今まで何度も繰り返してきたように敵戦力を過小評価し、攻撃開始日の20日の夕刻に小松原は反転攻勢の準備を下命している。しかし、これは小松原の独断ではなく、ソ連軍の総攻撃があった場合には、ソ連軍の重点攻勢地点を逆に日本軍が側面迂回し、後方を遮断し一挙に殲滅するというのが関東軍以下第6軍、第23師団の共通の方針であった。関東軍の作戦参謀らも「我の最も好機に敵が攻勢に転じたるものにして、この機会において敵を補足し得るものと信じたり」考えていたが、ソ連軍の総攻撃を「我の最も好機に敵が攻勢に転じたる」と思った理由が
1. 第23師団正面の陣地は逐次強化され、相当の強度を有している。
2. 満洲軍興安軍に代わって指揮官が日本人である満洲軍石蘭部隊が陣地防衛に参加したこと
3. 第7師団の森田旅団（歩兵2個大隊、砲兵1個大隊）が戦場付近におり、速やかに戦闘に参加できる。

とのことであった。しかし、陣地はソ連軍の妨害で工事進行度は3分の1、満洲軍石蘭部隊はソ連軍の攻撃を受けるや日本人指揮官を殺害しソ連軍に降参し、森田旅団程度の戦力の追加では焼け石に水であるなど、関東軍の情勢分析は実情と大きく乖離していた。そんな中で、ノモンハンから離れていた辻は、この反撃攻勢を重視していた関東軍司令官植田が「第6軍は不慣れであるから」と不安を感じていたため、急遽、参謀副長の矢野と一緒にノモンハンに派遣されることとなった。ソ連軍の手強さを身に染みて思い知らされていた辻は、関東軍司令部の状況判断を見て「その戦場感覚は楽観的であった」と考えたが、第6軍の反転攻勢に対して異を唱えることはなかった。
辻はハイラルからロ式輸送機に搭乗して将軍廟にある第6軍司令部を目指したが、上空にはソ連軍の戦闘機が多数飛行しており、辻機は危うく撃墜されそうになったので、やむなく草原に不時着した。そこに通りかかったトラックに便乗して前進したが、跳梁しているソ連軍戦闘機はそれを見逃さず機銃掃射を加えてきた。辻らはトラックを降車して草原に伏せどうにか難を逃れたが、再び乗車して前進すると、今度はソ連軍戦車4〜5輌を確認したので、トラックを捨て徒歩で第6軍司令部を目指した。ソ連軍の砲撃を潜りながら前進したが、道中には多数の日本軍の負傷兵が草原に横たわっていた。その中の1名の上等兵が辻の姿を見つけると「参謀殿！戦車に負けないような戦さをしてください」とか細い声で訴えてきた。辻は胸がしめつけられるような思いで「ああすまなかった」と上等兵に詫びている。

#### フイ高地攻防戦
8月20日、爆撃と砲撃の後にソ連軍北方軍の前進が始まると、日本側右翼（北側）の満洲国軍は直ちに敗走し、これによりフイ高地の日本軍は孤立した。ジューコフの計画では「北方軍は一部兵力でフイ高地を遮断して、主力はノモンハンに向かって急進し、包囲環を形成する」であり、フイ高地は第7装甲車旅団で簡単に蹂躙できると考えていた。これはフイ高地を防衛する第23師団捜索隊（指揮官井置栄一中佐）の戦力を2個中隊程度の歩兵と過少評価していたからであるが、井置捜索隊の実際の戦力は騎兵2個中隊（内1個は装甲車小隊を含む自動車化中隊）、歩兵2個中隊、歩兵砲1個中隊、工兵1個中隊、九四式三十七粍砲4門、山砲2門、重機関銃29丁であり、総兵員は約800名と連隊には達しないが、ソ連軍の推測よりは大きな兵力であった。
ノモンハン事件では日ソ両軍ともに偵察活動が不十分で、お互いに誤った情報による作戦ミスを犯しているが、ソ連軍は総攻撃の際も同じ轍を踏んでおり、攻撃に際しての偵察活動もお粗末であった。軍司令部は全く情報を持たなかったし、各部隊は日本軍に攻撃を悟られないよう偵察活動は禁止されていたので、ソ連軍は司令部から前線部隊までまともな情報を持たずに総攻撃を開始したことになった。しかしシュテルンとジューコフは日本軍の前線の戦力を50,000名以上と、実際の2倍 - 6倍に過大に見積もり、その過大な推定に基づいて慎重な作戦計画を練ったため、不十分な偵察活動が原因となって全体的な作戦に大きな支障が生じることはなかった。しかしフイ高地の井置捜索隊については、戦力の過少評価の他に、井置中佐の指揮の下で、高地全体が全周1.5 kmの全周囲陣地になり、コンクリートを使用した掩体壕など、陣地内を張り巡らされた壕で高地が要塞化されているとの情報も持たないまま強攻することとなってしまったため。北方軍の兵員約6,000名、戦車200輌、装甲車123輌に対し、井置捜索隊は800名の少数の火砲しか無かったが、北方軍は大苦戦を強いられた。陣地攻略に絶大な威力を発揮する化学戦車を先頭に、ソ連兵は「ウラー」と喚声を上げながら突撃し塹壕に大量の手榴弾を投擲（）してきたが、塹壕を巧みに活用する日本兵により、陣地内の塹壕に化学戦車が擱座すると、日本兵が得意の白兵戦に持ち込み、ソ連兵を銃剣突撃で圧倒し大損害を与えて撃退するといった一進一退の攻防が20日の終日に亘って繰り広げられた。
北方軍が第601狙撃兵連隊連隊長スターク少佐戦死を含む大損害を出しながらも、フイ高地を突破できなかったことを知ったジューコフは、これ以上の作戦の遅れは容認できないと予備兵力全てをフイ高地攻略に投入することとした。それを知ったシュテルンがジューコフの下にやってきて「無理をせず一息入れて、2-3日かけて準備して再度攻撃せよ」と勧告したが、ジューコフは拒否し「戦争に犠牲はつきもの、特に頑強な日本軍相手であれば当然のこと、2〜3日も延期すれば、途方もない作戦遅延と損害を出す、貴方の勧告を受け入れたら損害は10倍にもなる」、「貴方の勧告が命令なら書面にしてほしい、もっともそんな命令書はモスクワが拒否するはず」と突っぱねた。この後にジューコフが手を回し、国防相のヴォロシーロフがシュテルンに何らかの助言を行い、シュテルンは勧告を取り下げている。結局、その後の展開を見ればジューコフが正しかったのだが、シュテルンは納得しておらず、戦後に「予備部隊については、これは理解できない作戦である」と報告書に記述している。これでシュテルンとジューコフの対立はさらに深まることとなった。
井置捜索隊はその後も善戦し、圧倒的なソ連軍を21日と22日の2日にわたって撃退した。ジューコフは井置の善戦を素直に「我々が想像した以上に頑強」と評価する一方で、北方軍の司令官であったシェフニコフ大佐の戦術に対しては「北方兵団長は、兵力の一部をもってフイ高地の日本軍を釘付けにするかたわら、主力をもって速やかに南方への進撃を続けないで、フイ高地に一連の攻撃を続行し、いずれも失敗した」と激しく批判したのち、シュテルンの不興を無視して北方軍司令を解任した、後任にはアレクセンコ大佐を司令官に任命し、予備部隊の212空挺旅団899名と第9装甲車旅団1,809名を追加投入して、猛攻を加えてきた。既に戦力差は10倍以上となっていたが、それでも井置捜索隊は弾薬尽きるまで戦い続けた。その頑強な抵抗は戦後にソビエト連邦共産党中央委員会付属マルクス・レーニン主義研究所が編纂した『大祖国戦争史（1941〜1945）』に記述されるぐらいであったが、24日には800名の兵員の内戦死182名、負傷183名で半分の兵員が死傷しており、食糧・弾薬も尽きかけていた。24日昼に指揮官の井置は、各級指揮官を集めて今後の作戦を協議したが、部下からはこれ以上フイ高地を維持しようというどんな試みをやっても、半日しかもたないだろう。一旦撤退して、物資の補給を受けて戦力を補充しフイ高地の奪還を試みるべきという意見が出された。責任感から井置は拳銃で自決しようとしたが、部下に制止され撤退の命令を出すように懇願された。井置には仮に脱出に成功しても、命令なくして退却したかどにより罪を咎められて、フイ高地でこのまま死ぬかわりに別の機会に死を選ぶことになるということは十分分かっていたが、生存しているわずかな部下将兵が、水不足により脱水症状で苦しんでいるのを見るのが耐え切れなくなっており、24日の16時には日本軍としては殆ど前例がない独断での撤退命令を出した。残存兵269名は奇跡的にソ連軍の重包囲を掻い潜り、オポネー山まで撤退した。散々ソ連軍を足止めし大損害を与え、「ジューコフが指揮官なら井置に勲章を授けていただろう優秀な指揮官」とも称された井置は、独断撤退を荻洲や小松原から責められ、ノモンハン戦停戦後9月16日に自決している。

#### 日本軍の反撃
第6軍はソ連軍の猛攻撃の中で、反転攻勢に出るべく準備を進めていた。小松原は増援の第7師団森田旅団ができるだけ敵主力を引き付けている間に、第23師団主力が短距離でソ連軍の側面に回り込むという作戦を主張したが、安全策をとって東南東に大きく迂回してハルハ河まで追撃するとした第6軍案と真っ向から対立し8月21日を丸1日浪費してしまった。22日には砲兵団の畑少将も加わって激論を交わしたが、結局上部組織である第6軍の案が採用され、23日に各部隊に伝達された。
作戦計画によれば小林少将率いる歩兵第71、72の諸連隊を併せて右翼（北）を進み、森田少将率いる歩兵第26、28連隊が左翼（北）を進撃し、ソ連軍主力で南方から日本軍を包囲しようとしていた南方軍を逆に包囲する作戦を立てた。攻撃開始は翌24日と決められた。攻撃計画が決定した23日午後に関東軍司令部から派遣された辻が、道中ソ連軍戦闘機や砲撃により命からがら前線司令部にたどり着いたが、司令官の荻洲はウィスキーを飲んでいたところで、辻に「君一杯どうかね、明日の前祝に」と語りかけるなど余裕しゃくしゃくであった。翌24日になって、攻撃参加予定部隊はすでにソ連軍の猛攻で防戦一方で、攻撃開始前に間に合った部隊は歩兵第72連隊と第28連隊の合計5個大隊であり、予定の9個大隊の半分に過ぎず、支援の砲兵の展開も間に合わないことが判明した。また攻撃開始直前には、フイ高地が全滅（実際は撤退）したことが知らされ、辻は「何たる幸先の悪さ」と考えたが、悪いのは幸先ではなく、第6軍や第23師団が初めから戦況や敵状を無視して立てた無理な作戦計画そのものであった。
前線の指揮官や下士官の中にはこの攻撃が無茶ということは十分に認識した者も多く、第72連隊の平塚少尉が小倉第2大隊長へ「このままやったら全滅ですよ」と話しかけると、小倉は「おれもそう思う」と返事をしている。攻撃は9時に開始となったが、戦車を含む重武装の第57狙撃師団第80連隊が守る780高地（ヤレ高地）に向かって白昼堂々と4-5 kmも突進するという近代戦では考えられない作戦で、突撃を開始すると、ソ連軍の圧倒的な火力で日本兵はバタバタと倒された。それでも小林の右翼攻撃隊がソ連軍陣地に突入したのを、第23師団司令部は確認している。第23師団司令部も攻撃隊に続いて前進しようとしたが、ソ連軍戦闘機数十機が来襲し、その機銃掃射によりたちまち前進は停止させられて、戦闘機が去ると次は戦車10輌が司令部目指して突進してきた。師団長の小松原以下全員が覚悟を決めたとき、野砲1中隊が司令部を援護してソ連軍戦車を直接照準で砲撃して、たちまち4輌を撃破して撃退し小松原らは九死に一生を得た。
司令部が釘付けとなっていたとき、ようやく第一線との連絡がついたが「右一線は敵陣地に突入、戦車に蹂躙されて全滅に近い。小林旅団長行方不明、酒井連隊長重傷。大中隊長殆ど死傷」という悲報が入ってきた。小松原は小林を信頼しており「小林少将さえ健在なら必ず成功する」と期待を寄せていただけに小林の悲報を聞いて顔面蒼白となった。8月24日のわずか1日で、第72連隊の損害は戦死324名、負傷377名にも上り、死傷率50%で連隊は壊滅状態に陥っていた。一方攻撃を受けたソ連軍の損害は、公式戦史で死傷285名、戦車4両撃破と、日本軍の損害の3分の1とされているが、この公式戦史は、実際に被った損害の約3分の1の記述とグラスノスチによるソ連軍公文書解析で判明しており、実際は日本軍と同じぐらいの損害を被っていた可能性もある。
右翼攻撃隊の戦況は司令部からは目視できなかったが、中隊長に率いられた40名の将兵が命からがら撤退してきたのを確認し、戦線が崩壊しつつあることが認識できた。その中隊長は司令部にいた辻を見つけると「参謀殿！右一線は全滅しました」と報告してきた。辻はその中隊長を「旅団長や連隊長や軍旗をほったらかして、それでも日本の軍人か」と叱責すると、自らその中隊長らを率いて小林らを救出することとした。夜陰の中炎上しているソ連軍戦車を目印に辻らは前線に到着したが、右翼攻撃隊はすでに壊滅状態となっていた。辻はようやく、負傷している連隊長の酒井を見つけたが、酒井は「御覧の通りです。引き続いて攻撃をやれとの御命令ならば、明日もう一度突撃しますが恐らく1人も残りますまい」と報告してきた。小松原は明朝の攻撃を計画していたが、とてもそういう状況にはないことを認識した辻は「本夜まず全部の死傷者を後送した後、兵力をまとめて明払暁、師団司令部位置に集結すべし」という撤退の師団命令を独断で出した。辻の命令により、右翼攻撃隊は負傷者を収容しながら後退したが、収容された負傷者の中には、ソ連軍戦車に両足を蹂躙される重傷を負った小林も含まれていた。辻には師団命令を出す権限はなく、越権行為であったが、小松原からその判断を感謝され不問にされている。辻から独断の撤退命令を受けた酒井は、その後に収容された病院で責任を感じて自決している。
同時に攻撃した左翼の森田兵団も同様な展開で撃退された。小松原は攻撃を諦めず翌25日も攻撃を続行したが、今度は歩兵第28連隊にも5割近い損害が生じ、『ノモンハンでもっとも拙劣な作戦』と酷評された反転攻勢は大失敗に終わった。この攻勢の失敗は単に日本軍が大損害を受けたに留まらず、戦力を抜かれて無駄に消耗した日本軍の防衛線を崩壊させるきっかけとなってしまった。シュルテンは後にこの日本軍の攻撃を「大喜びでおびき寄せたかった場所」に日本軍が自らはまりこんできたと評した。

#### ノロ高地攻防戦

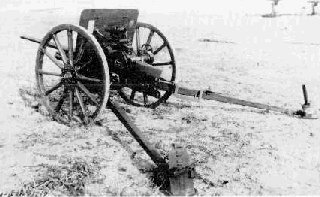
ノロ高地での戦いなどで多数のソ連軍戦車・装甲車を撃破し活躍した九四式三十七粍砲

日本軍陣地の南翼に当たるハイラースティーン（ホルステン）川南岸は、ノロ高地を中心拠点として、その中心拠点を守る第8国境守備隊の長谷部支隊、歩兵第28連隊梶川大隊、歩兵第71連隊主力が配置されていた。7月20日にソ連軍の総攻撃が始まると、狙撃兵第82師団と同57師団を主力とする圧倒的なソ連軍と、747や757といった高地を巡って激しい争奪戦を繰り広げた。747高地には歩兵第71連隊第3大隊主力が進出していたが、化学戦車を先頭として、守る日本軍兵士が「黒山のような」と形容したほどのソ連軍歩兵の大群が何度も攻撃してきた。化学戦車はハルハ河西岸で日本軍歩兵に苦戦させられた経験により安易には日本軍陣地に近づかず、50 m離れた場所で一旦停止し火炎放射で攻撃してきたため、日本兵は化学戦車に肉薄すると手榴弾を何個も縛り付けた結束手榴弾を投げつけ、ソ連軍歩兵とは高地の至る所で白兵戦を展開し、2時間戦い続けようやく撃退している。しかし、日本軍は弾薬・食糧も底をついたのに対し、ソ連軍は次から次と新戦力が攻め込んできて、7月22日には各拠点が包囲されたので、夜には一旦拠点を放棄し、翌23日に第71連隊は三角山とヒョウタン砂丘に集結したが、第3大隊は壊滅していた。
そこに第6軍司令部から、攻勢移転のため連隊全兵力を攻撃開始位置に移動せよとの命令が入ったが、第71連隊がハイラースティーン（ホルステン）川南岸から転進すると、ノロ高地を守っている長谷部支隊が孤立することになるため、師団司令部に意見具申したが回答はなく、やむなく森田連隊長は独断で第1大隊だけを転進させ主力（第2大隊と残存兵）はそのまま現地に残らせた。しかし、ただでさえ少なかった兵力が第1大隊の転出により各部隊の境界地域が手薄となってしまい、各拠点が孤立して戦うこととなった。8月22日にはノロ高地北翼に戦車18輌で攻め込んできたが、第1師団から派遣されていた岡崎速射砲中隊が迎撃し、速射砲と火炎瓶などを駆使し13輌を撃破して撃退した。中には戦車に飛び乗ってツルハシで砲塔のハッチをこじ開け車内に結束手榴弾を投げ込み撃破した日本兵もいた。ソ連軍の部隊間の連携も拙く、8月23日に日本軍の退路遮断の命令を受けた第6戦車旅団のフローポフ上級中尉率いるBT-7中隊7輌を、第602狙撃兵連隊のグーセフ大尉が日本軍の戦車と誤認して、対戦車砲中隊に攻撃命令を出したが、命令を受けた中隊長のミガチョーフ少尉が本当に日本軍戦車という確信をもてなかったため、グーセフに命令を再確認したところ、日本軍戦車で間違いないとの回答があり、ミガチョーフは200mの至近距離で砲撃を命令、7輌全部を同士討ちで撃破し、フローポフ以下21名の戦車兵は全員戦死している。
ソ連軍は日本軍の抵抗が激しいと認識すると、確保した「蒙古山」と呼称されたノロ高地至近の砂丘に重砲や野砲を設置し、至近距離から直接照準でノロ高地の日本軍守備隊に集中砲撃を行った。またここでも化学戦車が活躍し、掩体や地下壕から現れた日本兵を焼き尽くした。長谷部支隊の指揮下にあってノロ高地前面陣地を死守していた歩兵第28連隊の梶川大隊は、砲撃が終わった後に肉薄してきたソ連軍歩兵と、大隊長自ら銃を撃ち手榴弾を投擲するとこまで追い詰められながら何度もソ連軍を撃退し続けたが、弾薬と水が尽きかけている状況で、これ以上は持ち堪えられないと判断した大隊長の梶川は、支隊長の長谷部に暗に玉砕を申し出たが、拒否され「なるべく長く陣地を確保せよ」との命令が届いた。命令を知った梶川大隊の将兵は、最後の突撃による玉砕を梶川に進言するが、梶川は「死ぬときはこの陣地で死のう」と部下を諭した。この梶川大隊の勇戦敢闘は後にアメリカ陸軍戦史部のエドワード・ドレー博士から、「その勇気と頑強さはノモンハン戦では随一」と特筆されている。
ソ連軍は味方の砲撃や爆撃による同士討ちを避けるため、各部隊の最前線には赤旗を立てていたが、もはやその赤旗が梶川大隊の陣地やノロ高地の至る所に立っている末期的状況で、25日には、猛攻を受け続けていた長谷部支隊主力も兵員の死傷率は70%に達していた。ノロ高地は完全に包囲されていたが、包囲したソ連軍は拡声器を使い盛んに日本語で降伏勧告を行ってきた。その降伏勧告の合間には日本兵の郷愁を誘うべく「佐渡おけさ」等の日本の歌も流された。長谷部は一旦、敵陣地に玉砕覚悟で夜襲をかける気であったが、25日の21時には翻意し、全部隊に撤退命令を出した。この命令は苦闘する梶川にも伝えられたが、その頃には梶川に付き従う兵士はわずか6名になっていた。26日の夜にソ連軍の目を逃れて暗闇の中でソ連軍の包囲網の突破を試みたが、1個大隊規模まで戦力が落ち込んでいた脱出部隊は、翌27日に第127狙撃兵連隊と第9装甲車旅団に発見され、蹴散らされた。それでも長谷部残存部隊は8月28日に、増援として戦場に到着した第7師団の歩兵第25連隊と合流することができた。しかし、長谷部の行動はフイ高地を独断撤退した井置と同じであり、戦後に井置と同様に軍団長の萩洲と師団長の小松原から自決勧告され、9月20日に自決している。長谷部は部下に愛され尊敬された温厚篤実な指揮官であり、荻洲らに抗弁や恨み言をいうこともなく静かに運命を甘受した。
26日にノロ高地の戦況が最後の段階に達すると、その東方で同様に苦闘していた歩兵第71連隊主力の命運も尽き、連隊長の森田がソ連軍の重機関銃の銃撃を受け戦死した。8月8日に連隊長に着任しわずか18日での出来事であった。第71連隊は第2大隊遠井大隊長が代行したが、第23師団からの命令で撤退したため、27日にはハイラースティーン（ホルステン）川南岸からは日本軍が駆逐され、残る日本軍の拠点は第23師団主力が守るバルシャガル高地（ソ連名レミゾフ高地）のみとなってしまった。

#### 第23師団壊滅
残された日本軍最後の陣地はバルシャガル高地のみとなり、攻勢移転で多くの兵力を失っていた日本軍はこの高地を、第一次ノモンハン事件からこれまで最前線で戦い抜いた山県大佐率いる歩兵第64連隊と第7師団歩兵第26連隊の1個大隊で守っていた。またその後方では、7月25日からの砲撃戦でソ連軍に巨弾を浴びせた砲兵団主力が支援する形で配置されていた。対するソ連軍は高地全周を、狙撃兵第601、第602、第603、第127、第293、第149、第24の7個連隊と、第5機関銃狙撃兵旅団、第9装甲車旅団で完全に包囲し、他の部隊は国境線まで進出し、日本軍の増援の進出を牽制した。
山県は兵力不足から、指揮下の4個大隊を単線式配備しかできず、後方に配置していたはずの重砲隊は、ソ連軍に包囲されたことにより最前線となってしまっていた。それで8月24日にソ連軍は日本軍陣地の攻撃を開始し、自分らの身を守る術がない重砲隊は、ソ連軍の戦車と歩兵に包囲された。各重砲隊はそれでも簡単に全滅することはなく28日まで、重砲の零分角射撃（直接照準・水平射撃）でソ連軍戦車隊と渡り合った、重砲の巨弾が戦車に命中すると砲塔が吹き飛んだという。野戦重砲第1連隊第2中隊長山崎昌来中尉は、敵の攻撃で負傷し顔面を血に染めながらも、部下を鼓舞して九六式十五糎榴弾砲の零分角射撃でソ連軍戦車の攻撃を何度も撃退。砲弾を撃ち尽くすと、砲の照準器を破壊しソ連軍戦車に最後の突撃をしようとしたところで、重砲の死角となる200 mまで近づいたソ連軍歩兵の狙撃を頭部に受け戦死した。その活躍により山崎はノモンハン事件で個人としては、関東軍による唯一の感状を授与されている。重砲連隊も次々と壊滅していた。ムーリン重砲兵連隊は連隊長の染谷中佐が8月26日に観測所で自決し全滅、野戦重砲第1連隊の三島連隊長は負傷し後送、野戦重砲第7連隊の鷹司信熙連隊長は8月27日に残った重砲が1門となったため、第64連隊に合流しようとしたが、既に敵の包囲下で果たせず、残った砲の保守のために残置させた29名以外を陣地から脱出させた。破壊を免れた3台の乗用車に鷹司と2人の副官と負傷者を乗せて、後方の砲兵団司令部への戦況報告と再起を図るため後退したが、後にこの行為は無断脱出と看做され、謹慎を命じられ、停戦後には停職処分と男爵礼遇の停止の処分を下されている。
8月27日にはバルシャガル高地の歩兵第64連隊も風前の灯火となっていたが、このまま第23師団が全滅してしまっては、国際的に日本の大きな不名誉になると考えた小松原は手持ちの残存兵をかき集めてバルシャガル高地を救援することとした。合計の兵力は歩兵第71・72連隊の生存者を含め1,440名であったが、数万の兵力でバルシャガル高地を包囲するソ連軍の包囲を突破し高地まで達するのは極めて困難と思われ、第6軍は救援を止めるよう勧告したが、小松原は勧告を無視し自ら救援隊の指揮をとることとし28日に出撃した。一方第64連隊の山県は師団からの知らせで28日に救援部隊が到着すると認識していたが、第6軍の勧告などで出撃が遅れたため28日には到着しなかった。事情を知らない山県は小松原救援隊は敵の妨害によりもうバルシャガル高地には到着できないと判断し、唯一砲兵隊で指揮官が健在だった野砲第13連隊の伊勢高秀大佐と協議し、主力に合流するため29日午前2時に高地の脱出を命じた。山県の命令で隷下の部隊は同時ではなく時間差を置いて後退しており、小松原直率の救援隊がバルシャガル高地に到着したときには既に山県と伊勢率いる主力は撤退済みであった。脱出した第64連隊主力はソ連軍に捕捉され、進退窮まった山県と伊勢は、ソ連軍の重囲下で軍旗を奉焼した後自決した。ソ連軍は狙撃兵第24連隊を第64連隊が撤退したバルシャガル高地に進攻させ、日本軍残存兵が籠る陣地を一つ一つしらみつぶしに殲滅していったが、残存の日本兵も陣地から出撃して夜襲をかけるなど最後まで激しく抵抗し、28日深夜には日本軍戦車4輌、装甲車4輌を撃破する戦功をあげていた第6装甲車旅団司令官ビクター.アレクシェビチアミネフが戦死している。ソ連軍が日本軍の激しい抵抗を制し完全にバルシャガル高地を占領したのは31日となった。
山県らと入れ替わりでバルシャガル高地の左翼陣地に到達した小松原救援隊であったが、そのまま引き返すことなく陣地を構築し防衛態勢をとった。辻はその状況を知ると8月30日に第6軍司令部にかけつけたが、そこで司令官の荻洲が辻に「辻君、僕は小松原が死んでくれることを希望しているんだがどうかね君」と話しかけられたため、辻は憤然として荻洲に「軍の統帥とは師団長を見殺しにすることですか」とどなり、その後に第6軍の参謀らに「誰か若い参謀が決死隊を連れて師団長を救出して来い」と命じたが、これまでの第6軍幕僚と小松原の感情的なしこりから誰も反応しなかったため、辻は「よしっ、君たちが行かないのなら、俺が行く」と立ち上がるとようやく高級参謀の浜田大佐が自分が行くと名乗り出た。しかし、敵の重囲下に小規模部隊を派遣しても損害が増えるばかりという結論に達し、救援隊の救援は出されず平文で軍による撤退命令を打電した。進退窮まっていた小松原救援隊は、30日夜に最後の突撃を行って玉砕することに決めて準備をしていたが、その時に第6軍から「突破帰還すべし」という撤退命令を受領したため、敵の重囲化の中を、軍刀を振りかざした小松原を先頭に400名の残存兵力で、5回も敵陣地を突撃で突破して、手榴弾で片足を吹き飛ばされた参謀長岡本徳三大佐（9月11日に病院で死亡）をはじめとする多数の負傷者を担ぎながら撤退に成功した。31日午後2時すぎに小松原は将軍廟の第6軍司令部に到着し「多くの部下を殺し誠に申し訳ありません。死ぬべきであるとは思いましたが、御命令に接しまして敵を突破して帰りました。この上は師団を再建し必ず汚名を雪ぎます」と荻洲に報告した。そのとき荻洲はウィスキーを飲んで赤ら顔となっており、その様子を見ていた辻は「偉い将軍（小松原）だ。ケタ違いだ、新軍司令官（荻洲）とは…」と感心している。
小松原は撤退に成功したが、第23師団の損耗率は最大で78%にも達し文字通り全滅した。8月だけの死傷数も8,500名に達した。一方力押ししたソ連軍の損害も大きく、ロシア国防省戦史研究所ワルターノフ大佐の報告では死傷者数11,205名と日本軍を上回っているが、前述の通りワルターノフ大佐の報告はその後のロシア人研究家たちの調査により過少と判明しており、実際はもっと大きな損害を被っていたと推定される。

#### 独ソ不可侵条約

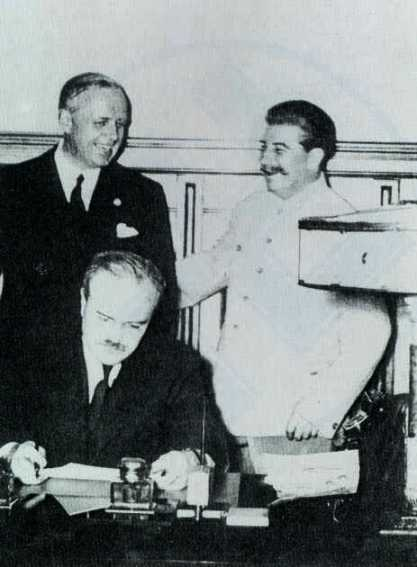
独ソ不可侵条約に署名するソ連外相ヴャチェスラフ・モロトフの後ろで談笑するスターリンとドイツ外相ヨアヒム・フォン・リッベントロップ

ノモンハンで戦闘が続く中、1939年8月23日、スターリンはナチス・ドイツと独ソ不可侵条約を締結した。日独防共協定の締結後、日独の軍事同盟を積極的に推進してきた陸軍はこの報に大きな衝撃を受けており、宇垣一成はその時の陸軍の様子を「驚天狼狽し憤慨し怨恨するなど、とりどりの形相」と記述している。25日には平沼内閣が日独同盟の締結交渉中止を閣議決定。28日に平沼が「欧州の天地は複雑怪奇なる新情勢を生じ」と声明し、総辞職した。
ナチス・ドイツのヨアヒム・フォン・リッベントロップ外相は、独ソ不可侵条約締結のためモスクワに向かう前日に、日独軍事同盟を先頭に立って推進してきた大島浩駐独大使を呼び、独ソ不可侵条約を締結することを伝えた。面目を失い怒り心頭の大島に対しリッベントロップは、ノモンハン事件の仲介を申し出て、ゆくゆくは日本、ナチス・ドイツ、イタリアの三国同盟にソ連も加えて四国同盟に発展させたいとの構想を語っている。
ソ連軍総攻撃前の7月末には、日本政府は停戦を模索しており、東郷茂徳駐ソ特命全権大使に停戦交渉を指示していたが、土居明夫駐在武官からの「戦勝の裏付けがなければ見込みは薄い」との進言通り具体的な交渉には進めなかった。ソ連も外交交渉による事件解決の希望を持っており、ソ連軍大攻勢開始直後の8月22日に、東郷が樺太の諸問題について協議するためソロモン・ロゾフスキー外務人民委員代理と会見した際に、ロゾフスキーから「日ソ国交の正常化はソ連も希望している」との話があり、東郷がそのためには国境諸問題（ノモンハンを示唆）を解決する必要があると力説したところ、ロゾフスキーは「日本側から具体的な申し出有ればソ連は検討する」と回答している。しかし、ソ連軍の大攻勢で、戦勝どころか第23師団が壊滅状態に陥っていた状況下では、独ソ不可侵条約の締結は日本の立場をさらに弱いものとした。独ソ不可侵条約が締結された8月23日に、リッベントロップは大島との約束通り、スターリンに日ソの仲介を申し出たが、スターリンは戦局が有利に進んでいたことから「時には彼ら（日本）を厳しく取り扱わなければ」と拒絶はしなかったものの、即答を避けている。
戦局は不利であったのにもかかわらず、依然関東軍の方も強気であり、独ソ不可侵条約の締結を受けて、8月27日に植田司令官名で『欧州情勢の変転に伴う時局処理対策』という意見書を作成し、わざわざ情報課長の磯村武亮大佐を参謀本部に説明のために派遣した。その内容は「対ソ戦備を一層充実すると同時にノモンハン方面のソ連に対し徹底的に打撃を与えつつ、ドイツ、イタリアを利用し休戦を提議せしむると共に、速やかに日ソ不可侵条約を締結し、更に進んで日独伊ソの対英同盟を結成し、東洋に於ける英国勢力を根本的に芟除して支那事変の処理を促進完成するを要す」と雄大だが、関東軍の権限を遥かに超える意見であり、その前提条件となる「ソ連から休戦を申し込ませる」策として、「軍は既定方針に基づきノモンハン方面に於けるソ連に痛撃を与う、之がため、第2師団、第7師団、第23師団を戦場に使用」とソ連軍に一撃を加えて、外交交渉を有利に進めようというものであった。参謀本部も、この時点では詳細な戦局を把握できていなかったこともあり、「一撃を加える」という方針では一致しており、関東軍がノモンハンに戦力を集中する穴埋めとして、第5師団、第14師団、重砲2個連隊、速射砲9個中隊、飛行59戦隊などの増援と大量のトラックを送ることを決定している。

#### 停戦成立までの戦闘
関東軍は、ソ連軍の総攻撃に対し、8月26日に第7師団の主力をチチハルからノモンハンに増援として向かわせた。しかし関東軍は意外なほどに戦局を楽観視しており、日本軍最後の拠点バルシャガル高地がソ連軍の猛攻を受けていた8月26日には「ノモンハン方面の敵盲進のを捉え、一大鉄槌を加うる」、バルシャガル高地が事実上陥落した8月29日には「冬季前速やかに敵に徹底的打撃与うること絶対に必要」との認識で、第6軍に第2師団、第4師団、第1師団主力、第8師団の一部と関東軍の持つ全速射砲をつぎ込んで大攻勢を目論んでいた。
参謀本部は、戦局を関東軍を通して報告を受けていたので、実情を十分に把握できていなかったが、参謀本部第2部第5課（露西亜課）は独自のルートでノモンハンの戦況をつかみ、同課の甲谷悦男少佐から「ノモンハンは総崩れ」という報告がなされるなど、8月29日頃には戦局はかなり厳しいということをようやく把握した。そのため、8月30日には方針を転換した『大陸命第343号』を起案し、趣旨説明に参謀次長の中島らが関東軍に出向いた。
参謀本部の意図は中島が持参した『大陸命第343号』の一項に書かれてあった通り「北方の平静を維持するにあり、之が為「ノモンハン」方面に於いては勉めて作戦を拡大することなく速やかに之が終結を策す」とノモンハン事件の早期収束であった。この頃にノモンハンでの戦いを仕切っていた関東軍参謀の辻は、今までの経験により「戦法も改めねばならぬ、戦車と重砲と飛行機において我に数倍する敵に、従来のような原則的戦法では到底勝つ見込みはない」と考え、その新しい戦術として、前代未聞の3個師団もの大兵力による集中的な夜襲攻撃を考案していた。ただしこの作戦は苦肉の策とも言えるもので、発案者の辻ですら「名案ではなく、これ以外に勝ち目はない」としていた。
参謀本部から関東軍を説得に来たはずの中島であったが、8月30日新京で行われた関東軍司令部と中島らの作戦会議で、関東軍司令官の植田、作戦課長の寺田から辻考案の3個師団夜襲作戦を説明されると、関東軍との融和を第一に考えていた中島は関東軍の作戦案に同意してしまう。その夜は祝宴が開かれたが、中島らと関東軍司令部は大いに打ち解け、辻も「これなら今度の攻勢は必ず成功するぞ。必勝を信ずる空気に満ちた」と当時の思いを回想している。中島が丸め込まれたことを知った参謀本部作戦課長の稲田はすぐに次の手を打ち、「情勢に鑑み大本営は自今「ノモンハン」方面国境事件の自主的終結を企画す」「関東軍司令官は「ノモンハン」方面に於ける攻勢作戦を中止すべし」とより具体的で断定的となる『大陸命349号』を出した。前回丸め込まれた中島が、この命令を持参して9月4日に再度関東軍司令部を訪れ、命令と「大陸命に基き隠忍自重、他日の雪辱を期しよく上下を抑制して、時局の収拾に善処せんことを切望す」との参謀総長の言葉を植田に渡している。中島の説明に植田と関東軍参謀長の磯谷廉介は「前命令からわずか4日しか経っておらず、戦況には何の変化もないのに、この急変は、なぜか」と激怒し詰め寄ったが、前回に懲りた中島は「大命です」の一点張りで突き通した。そこで植田は「戦場に残された遺体の収容をするための出撃だけはぜひ許可して欲しい」と懇願したが、中島は「それさえも、お許しにならないのが大命の趣旨です」と突っぱねた。関東軍は「戦場整理」の名目で攻勢発動をする目論見であったが、中島はそれを見抜き拒み続けた。最後に植田は辞任もちらつかせ迫ったが、中島は「上司に伝えます」とだけ答えると、今回は新京に長居することなく半日の滞在で東京に引き揚げた。
参謀本部の頑なな態度に植田ら関東軍司令部もついに観念し、9月6日に植田の署名では最後となる関東軍命令『関作命第178号』が発せられ、ノモンハン方面での攻勢作戦は一切中止され、実質的にノモンハン事件は終わった。しかし第6軍に関東軍から増援された各部隊は引き続き指定されたノモンハンの展開予定地に突き進んでおり、その第6軍に対して関東軍は「自重せらるると共に別命ある迄万一に応ずる作戦準備は依然継続」などと思わせぶりな指示を与えていたため、この時点で、関東軍から多くの増援を得ていた第6軍司令荻洲は高揚していた。この時荻洲の指揮下には第23師団の残存の他に、第2、第4、第7師団と第1、第8師団の一部に重砲と全満洲からかき集めた速射砲230門があり、総兵力は65,000名にもなっていた。ノモンハン戦に関する記述で、よく日本軍の参戦兵力として記述されるのが、この時点での兵力である。さらに9月3日には、参謀本部が第5、第14師団などの増援を決定したという報告も受けていたが、その増援を加えると10万以上の規模に達するため、荻洲の気持ちはさらに高まり「速に敵に鉄槌的一撃を加え、国境鼠賊掃滅の蠢動を一挙に封殺し、皇軍の慰武を宣揚し以って大元帥（天皇）陛下の信倚に応え」と部隊に檄を飛ばしている。そんな司令官の高揚が全軍に伝播したのか、『関作命第178号』が第6軍の参謀に到着した際は、参謀長の藤本は一読するとポケットにねじ込み「当分のうちはこの電報は絶対に他に漏らしてはならぬ」と部下参謀に厳命している。
第6軍は、関東軍から派遣されていた島貫参謀の計画で、『関作命第178号』の発令前の9月4日に第2師団の第15旅団（旅団長片山省太郎少将）に997高地への夜襲を計画していたが、6日に一旦中止、しかし『関作命第178号』発令後の9月7日に、島貫が直接片山旅団の歩兵第16連隊（連隊長宮崎繁三郎大佐）に当初計画通り977高地への夜襲を命じた。宮崎連隊の夜襲時に977高地を防衛していたのは、狙撃兵603連隊とモンゴル兵の300名前後であったが、激戦の末、8日朝に977高地を占領、さらに9日には第16連隊第2大隊（大隊長尾ノ山少佐）が隣接する904高地を占領した。同日の日中にソ連軍は、第6戦車旅団の戦車150輌を含む大部隊で逆襲してきたため、尾ノ山大隊と激戦が繰り広げられた。尾ノ山は軍刀を片手に先頭で「一歩も退くな」と部下を激励していたが、宮崎が連隊主力を引き連れて戦場に到達する前に戦局がひっ迫したため、自ら軍刀と火炎瓶を持って突撃、大隊の機関銃中隊長浅井大尉もそれに続いた。尾ノ上は手にした軍刀でソ連兵をたちまち3人斬って捨てると、火炎瓶を投擲し敵戦車を擱座させている。しかし、2個目の火炎瓶を投げた直後に敵の機銃弾を胸、腹、頭に3発受けて戦死した。それを見ていた浅井は、ソ連兵2名を軍刀で斬殺しながら尾ノ上に接近しようとしたが敵弾に倒れた。まもなく宮崎率いる連隊主力が到着、ソ連軍は尾ノ上大隊が守る904高地を全力で攻撃していたので、宮崎は率いてきた第3大隊にソ連軍の側面を攻撃するよう命令、同時に野砲と速射砲で猛射を浴びせて次々と敵戦車を撃破した。第2大隊の奮戦で苦戦していたソ連軍は、第16連隊を圧倒的に上回る戦力でありながら、日本軍の増援の出現に驚いて、戦車の残骸20輌、多数の武器や遺棄死体を残して撤退していった。第16連隊は寡勢よく大敵を撃退したと旅団長の片山に称賛されたが、第2大隊は大隊長尾ノ上、中隊長浅井を含め168名の戦死者、第16連隊全体でも189名の戦死者を出すなど損害も大きかった。やがて停戦が決まると、宮崎は部隊の石工出身の兵士に命じ、十数個の石に部隊名と日付を刻み付けて、占領地の地中に埋め込んだが、これが後の国境画定交渉で日本側の主張が通る大きな要因となり、第16連隊は「ノモンハン唯一の勝利部隊」と称賛された。
また、8月26日には独立守備隊歩兵第16大隊（大隊長深野時之助中佐）が、部隊長を先頭に1031高地（三角山。ソ連側の呼称はマナ山）に進攻し、1031高地を防衛していたモンゴル軍騎兵第8師団22連隊（600名）を白兵戦で潰走させて占領した。モンゴル軍が退却した後には、遺棄死体22体、砲4門、数十頭の軍馬が残されていた。ノモンハン戦最後の戦いでの日本軍の快勝劇であり、責任を問われモンゴル軍騎兵第8師団22連隊のバダルチ連隊長は処刑されている。その後、増強された日本軍は9月11日吹雪の中、ハルハ山への総攻撃に移り山上の敵を殲滅、これを占拠する。モンゴル軍の要請を受けたジューコフが奪還を準備していたが9月15日に停戦となり、1031高地やハルハ山一帯は最後まで日本軍が確保した。この1031高地占領のおかげで、停戦後の領土交渉の際に日本は、ソ連軍に占領されたハイラースティーン（ホルステン）川周辺の係争地とほぼ同じ面積 (500 km2) の広大な土地を確保することができた。

### 航空戦

#### 第一次ノモンハン事件

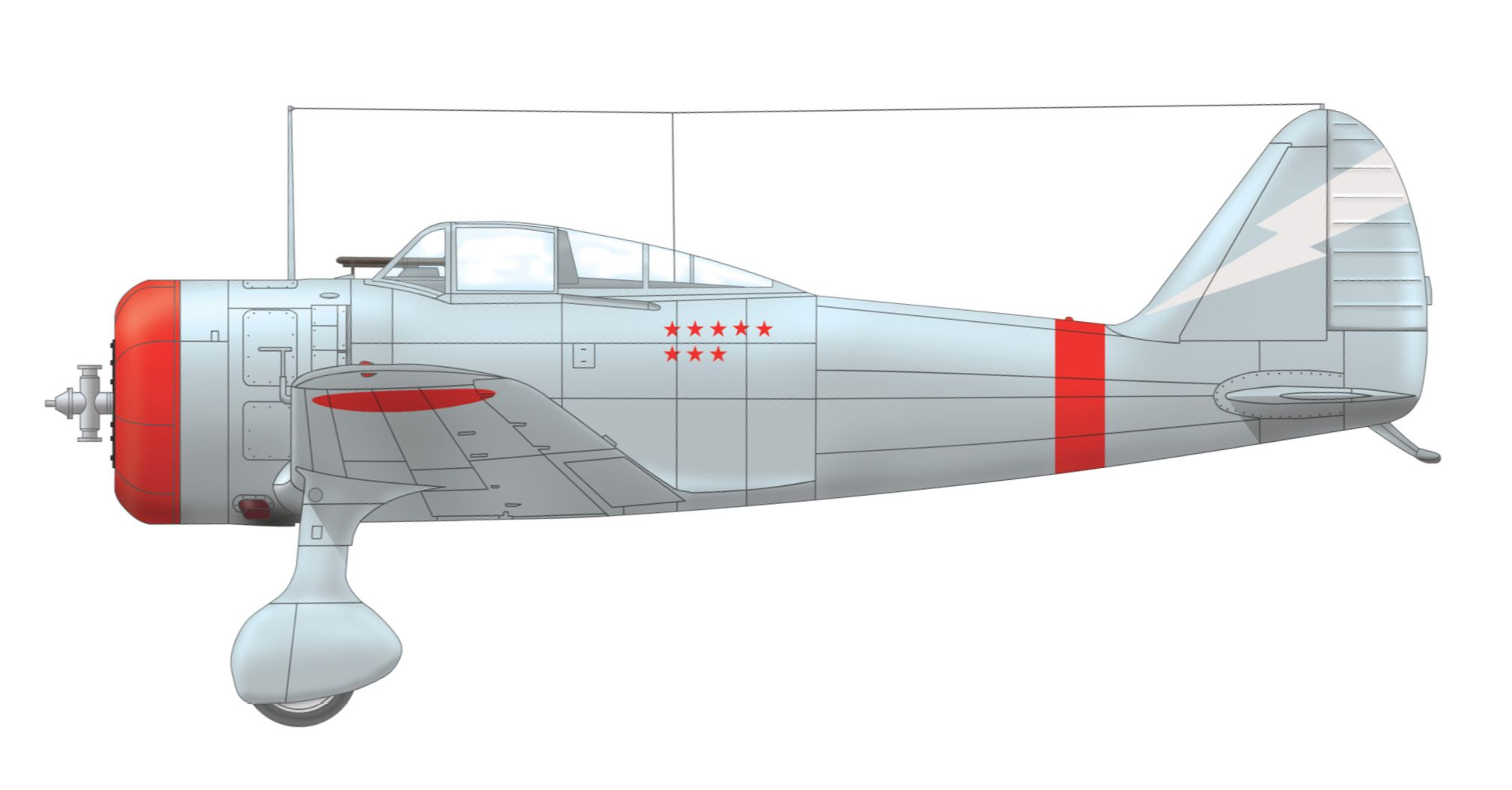
ノモンハンで27機を撃墜した第11戦隊第1中隊長島田健二大尉の九七式戦闘機乙型（キ27乙）

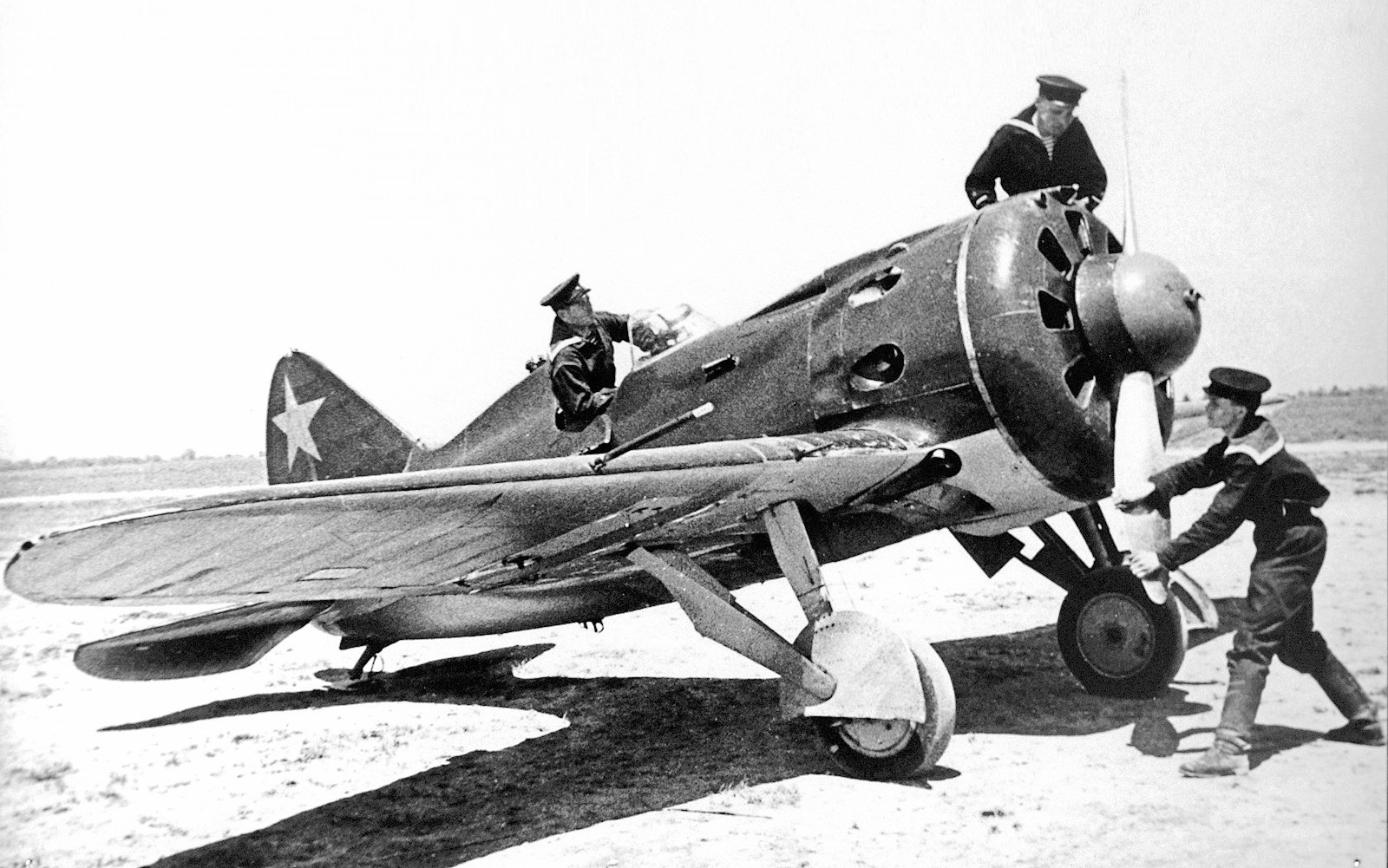
ソ連軍のI-16戦闘機

航空戦の主力となったのは日本軍は九七式戦闘機、ソ連軍はI-153とI-16であった。当初はソ連空軍に比べて日本軍操縦者（空中勤務者）の練度が圧倒的に上回っており、戦闘機の性能でも、複葉機のI-153に対しては圧倒的な優勢、I-16に対しても、一長一短はあるものの（I-16は武装と急降下速度に優れ、九七戦は運動性と最高速度に優れる）、ほぼ互角であった。ノモンハン事件勃発当初、サンベース基地（現在のチョイバルサン市）及びタムスク基地に展開していたソ連空軍の各部隊の搭乗員は飛行時間の不足から練度が低く、特に戦闘機搭乗員の練度不足は著しかった。第70戦闘機連隊所属の搭乗員は平均飛行時間60〜120時間程度で飛行経験に乏しかったうえ、空中戦に必要不可欠であった各機の連携に基づく戦技も習得していなかった。さらに保有航空機の充足率と稼働率の低さも深刻な問題でノモンハン事件勃発時点でのソ連空軍の航空機充足率は、第150混成爆撃機連隊で約74％程度、第70戦闘機連隊で約60％程度であり、爆撃機、戦闘機ともに大幅に不足していた。また第70戦闘機連隊における航空機の稼働率は約35％であった。こうした状況からソ連空軍は戦闘に耐えられる状態ではなかった。
そのため、第一次ノモンハン事件の空中戦は、日本軍の圧倒的な勝利となった。
日本陸軍航空隊（陸軍航空部隊）の操縦者達の活躍は目覚しく、20機以上撃墜のエース・パイロットが23名おり、中でもトップ・エースの篠原弘道は3カ月で58機撃墜を記録した。ノモンハンにおけるエースはほかに樫出勇、岩橋譲三、坂井菴、西原五郎、伊那明などがいる。
優位な航空勢力を活用し戦況を有利に進めるべく関東軍は日本側の主張する国境線よりモンゴル側にあるソ連軍のタムスク飛行場（モンゴル語ではタムサグ・ボラク）の爆撃計画を立てた。しかし計画を事前に知った大本営中央は国境を越えた軍事行動であり事態の拡大を招来することに危惧し、自発的な計画の中止を打電。6月25日には大本営作戦参謀の有末次中佐を派遣し計画の翻意を図った。空爆計画の実行を強く願った関東軍は、有末中佐の到着以前の計画実行を決定。6月27日、関東軍はタムスク飛行場を重爆24機、軽爆6、戦闘機77の合計107機で実施、未帰還機4機という少ない被害により戦術的には大戦果を上げた。しかしこれは国境紛争を全面戦争に転化させかねない無謀な行為だったので、陸軍中央の怒りを買うと同時に、空爆計画を関東軍の冒険主義であることを知らないソビエト・モンゴル側からすると大掛かりなアジア侵略を謳った『田中上奏文』の実現として認識された。

#### 第二次ノモンハン事件
第二次ノモンハン事件に入るとソ連軍は航空兵力を大幅に増強した。1939年6月ハルハ河に派遣された22名のパイロットは日中戦争やスペイン内戦で豊富な戦闘経験を積んでおり、うち11名はソ連邦英雄勲章を授与された精鋭だった。パイロットだけでなく26人の熟練地上要員も派遣され、赤色空軍副司令官のヤーコフ・スムシュケヴィッチ中将が司令官に就任した。スムシュケヴィッチは増援部隊派遣による保有航空機の充足率・稼働率の向上と航空部隊運用施設の整備を急ピッチで進め、さらに監視・警報・連絡網を構築した早期警戒体制を確立した。熟練搭乗員による指導は、経験不足の若い搭乗員たちに空中戦のテクニックを付与して練度を著しく向上させたばかりか士気を高揚させた。
ソ連側は日本軍をはるかに上回る数の航空機を動員して、操縦者の練度で優る日本軍航空部隊を数で圧倒するとともに、スペイン内戦に共和国側の義勇兵として参加してドイツ空軍と戦っていたベテラン・パイロットを派遣し、旋回性能の優れた日本軍の九七式戦闘機に対し、操縦手背面に装甲板を装備したI-16によるロッテ戦法や一撃離脱戦法で対抗し、これにより日本軍は開戦時の損耗率10:1から3:1となった。
八月攻勢でもソ連空軍は戦場上空の制空戦闘のほか日本軍地上部隊への機銃掃射による対地攻撃をさかんに行った。攻勢中ソ連空軍は合計19,413ソーティの出撃を行ない、その内14,532ソーティが制空戦闘であり、3,216ソーティが地上部隊支援であった。ソ連空軍は航空優勢を獲得したのみならず対地攻撃の実施によって「ソ連版電撃戦」理論で示された地上部隊に対する砲兵部隊と緊密に連携した火力支援の一翼を担った。

#### 損害と教訓
第一次と第二次を併せたソ連側損失は、日本側の発表では1,252機（戦闘機隊によるものは九七式戦闘機が1048機、九五式戦闘機が48機）- 1,340機だった。陸軍は地上では負けていたものの航空戦は例外的勝利だと思い込んでいたふしがあり、その認識は戦後も消えなかった。第24戦隊長だった梼原秀見少佐は「確実撃墜じつに1200機を越え、我が方の損害50機足らず...類例のない嘘のような事実」と揚言し、従軍記者の入江徳郎は1958年に発売した著作「ホロンバイルの荒鷲」で「空中戦では文字通り圧倒していた」と回想した。しかし、1980年代以降には航空戦の実態が明らかとなっていき、飛行第11戦隊所属の滝山和大尉が「初期は楽勝、中期は五分五分、後期は劣勢」「やっと生き残ったなという実感、後期は負けであったと思った」と証言した。またソビエト連邦の崩壊直前に訂正された数字によりソ連側の損失は定説よりはるかに少ない251機（うち非戦闘損失43機）航空兵戦死・行方不明159名、戦傷102名と判明。一方、日本機の損害は記録によると大中破も合わせて157機（未帰還および全損は64機、うち九七戦は51機で戦死は53名）で最終的な損耗率は60%、最後には補給が追い付かず九七戦の部隊が枯渇して、旧式な複葉機の九五式戦闘機が投入されるに至っていた。
これらの戦訓から陸軍は航空機の地上戦での有効性と損耗の激しさを知り、一定以上の数を揃える必要性を痛感した。
陸軍中央では紛争の拡大は望んでいなかったため、戦場上空の制空権を激しく争った戦闘機に比べると爆撃機の活動は限定的であり、6月27日に関東軍の独断で行われたタムスクのソ連航空基地への越境攻撃はあったものの、重爆撃機隊も含めて地上軍への対地協力を主として行った。紛争後半の8月21日、22日には中央の許可のもとにソ連航空基地群に対する攻撃が行われたが、既にソ連側が航空優勢となった状況では損害も多く、その後は再び爆撃機部隊の運用は対地協力に限定された。他方、ソ連軍の爆撃機による日本軍陣地、航空基地への爆撃は活発であり、7月以降に登場した高速双発爆撃機ツポレフSB-2、四発爆撃機ツポレフTBは日本軍の八八式七糎野戦高射砲の射程外の高空を飛来し、九七戦での邀撃も容易ではなく大いに悩まされたが、その戦訓が太平洋戦争に活かされたとは言い難いようである。
戦局への影響という点で大きかったのは日本軍の航空偵察で、茫漠として高低差に乏しく目立つランドマークもないノモンハンの地形にあっては航空偵察による情報は重要であり、新鋭の九七式司令部偵察機をはじめ多数の偵察機が運用された。

## 停戦以後

### 停戦協定
一方、ソビエト連邦の首都モスクワでは、9月14日から日本の東郷茂徳駐ソ特命全権大使とソ連のヴャチェスラフ・モロトフ外務大臣との間で停戦交渉が進められていた。だが、ソ連側は有利に戦争を進めており、強硬な姿勢で交渉に臨んでいた。東郷の「5月1日以前への原状復帰での停戦」の主張に対してモロトフは「モンゴルの主張する国境線から日本軍は退去すべき」と譲らず、一時、東郷は交渉が破局すると覚悟した。東郷は停戦交渉に失敗すれば全面戦争に発展する可能性が高いことを危惧し、また停戦交渉を纏めたとしても現地の関東軍がそれを守るのかどうかに懸念を持っていた。そのため、6月21日の時点で本省から停戦交渉に関する訓令が出ていたにもかかわらず、関東軍が自ら戦いを止めたいとする意思表示――すなわち停戦命令を発してから停戦交渉を本格化させることになった。その頃に、モスクワに前線方面軍司令シュテルンから、日本軍が4個師団以上の大兵力を集結させ、どんなに犠牲を払っても8月の敗戦の報復に出るべく準備を進めているとの報告が挙がっており、ソ連側は日本軍が攻勢に転じれば、今までの戦闘経過から見て、かなり長期の消耗戦になると懸念していた。
ソ連はこの後にナチス・ドイツとの密約によるポーランド侵攻を計画しており、ノモンハンとポーランドの二方面作戦は回避したく停戦を急ぐ必要があった。当時のソ連はポーランド侵攻の密約の他にも、フィンランドやトルコへの進出を計画しており、各地で頻発する紛争事件を抱えてモロトフは疲労困憊（）していた。
モロトフの疲労を見透かした東郷はそれをつけめに徹底的に粘っている。そんな東郷にモロトフはうんざりして「私は職務上とにかく多くの人と会ってきたが、君のように屁理屈をならべ、ああでもないという人間に出会ったのは初めてだ」と不機嫌そうに言うと、東郷も「私も長い間、世界中を回っているが、君のようにわけのわからない人間を見るのは初めてだ」と言い返すなど、東郷の熟練した交渉術により、交渉の主導権を渡さなかった。東郷が出した「双方とも現在占拠している線で停戦」との譲歩案にモロトフは「我々は勝っているのに、なんで譲歩せなばならないのか」と不平をもらしつつも、態度を軟化させて同意、その後スターリンの執務室に向かい、スターリンからの決裁を得て9月15日に停戦合意に至った。
合意の中で、現時点での占拠点で両軍とも停戦し、後日、ソ連側代表2名と満洲国側代表2名で国境画定委員会を組織し、国境の線引きを行うと決められた。東郷は不利な戦況の下でどうにか合意に至らせたことを喜び、モロトフとの交渉を終え大使館に帰ってくると、土居明夫駐在武官とシャンパンで祝杯を挙げ、「やっと妥結した、五分五分と言いたいが、向う6、こっちが4だ」と喜んだ。しかし妥結した2日後の9月17日にソビエト連邦によるポーランド侵攻が開始されたことを聞きつけると、土居は「しまった、あと、2〜3日粘っていたら、焦りからソ連側はもっと譲歩したかもしれない」と悔やんでいる。

### 国境画定交渉

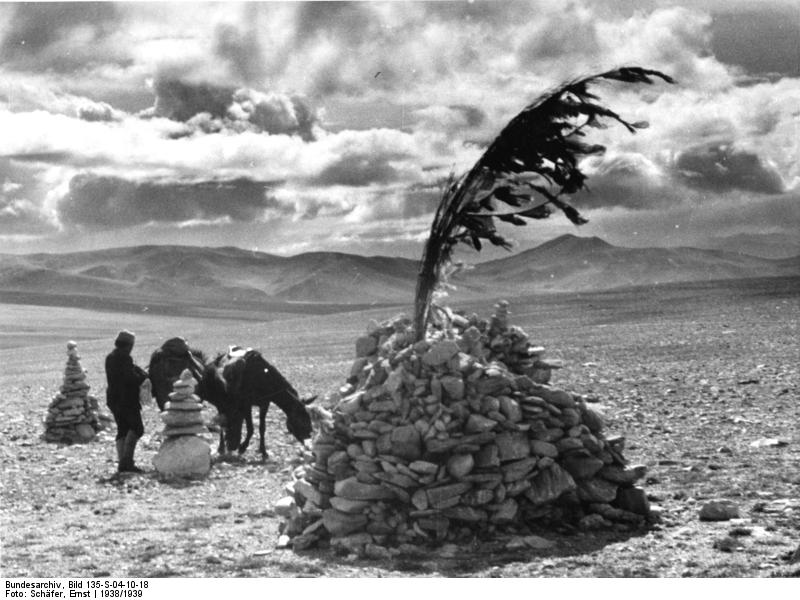
満洲国とモンゴルの境界線の目印となっていたオボー

停戦の合意に基づき9月24日から30日までソ連軍占領区域での日本軍の遺体収容作業が行われた。日本軍は100名一組の遺体回収部隊10個を投入し、合計で6,281名の遺体を収容した。日本軍側からは埋葬していたソ連兵の遺体38名が引き渡された。互いの捕虜交換も9月下旬と1940年の4月の2回にわたって実施され、日本軍164名、ソ連・モンゴル兵89名の捕虜が交換された。
満蒙国境画定会議は1939年11月から1940年1月30日までチタで8回、ハルビン市で8回行われた。ソ連・モンゴルの主張しているノモンハン地域での境界は、清朝の行政区界を継承した従来からの満洲国の境界ほぼ同じであり、相手側の主張を受け入れても決して負けたことにはならず不名誉ではないとする満洲国側（といっても満洲国外交部の日本人）の主張に対し、関東軍は「将兵が多数倒れた戦場をソ連軍が占領しているのを認めることはできない」と交渉決裂も辞さないとの強硬な姿勢であったが、満洲国代表として会議に参加していた満洲国外交部政務司長亀山一二（日本外務省から出向）が関東軍の代表三品隆以少佐を説き伏せ、ソ連側の主張を容れることとし、調印を行うところまでこぎつけた。
しかし調印当日になって、ソ連・モンゴル代表団がモスクワから交渉中止の指示があったとのことで帰国してしまった。しかし、会議の全権代表であった亀山が太平洋戦争後に語ったところによると、関東軍参謀を更迭されていた辻が、交渉を妨害しようと白系ロシア人を使ってソ連・モンゴル代表団に対し殺害予告を行い、代表団がおびえて帰国したとのことであるが、真相は不明である。
2回目の会議は1940年3月5日からモスクワで開催された。東郷とモロトフの間でソ連軍参謀本部が発行した20万分の1の地図により協議が進められ、6月9日に大筋合意できたため、9月から現地での測量による詳細な確定作業に入った。しかし目印に乏しい草原と砂丘ばかりの土地で、モスクワでの協議で国境線の目印とされたのがノムンハーネイ・ブルド・オボーをはじめとするオボーであったが、土地に定着するものではないため、既に存在しないものも多く、国境線画定には大変な労力を要した。この時もノモンハン以北の地区では、引き続きソ連・モンゴル側の姿勢はかたくなで、特にモンゴル代表のスミルノフが「モンゴル兵の鮮血に依り彩られたこれ等砂丘は一歩なりとも譲らぬ。以後は日満委員らの立ち入りを禁ずる」と一方的に通告し、激怒した日本代表団が会議場から退出してしまったため、第1回の会議と同様に物別れに終わり、交渉は中断してしまった。この現地調査の時に、満洲国代表団の1人北川四郎は、ソ連側がバルガとハルハの旧境界線を極めて忠実に遵守していることに気が付いたが、ノモンハン戦末期であれば、ソ連軍は壊滅した第23師団を追って、満洲国領内まで進撃することは十分であったのに、それを行っていなかったことに驚かされている。
日本代表団は、ソ連側がノモンハン以北に強く拘っているのに対し、停戦前に日本軍が確保した南部のハンダガヤ - アルシャン地区については、日本軍の占領が既成事実化しており、さほど固執していないと判断し、中北部で譲歩する代わりに南部で埋め合わせることとした。特に関東軍は南部アルシャン地区の防衛のため、国境線とされていた南部ハロン・アルシャン地区山岳地帯の稜線ではなく、稜線よりモンゴル側に入り込んだ国境線としたいと考えており、代表団に軍の主張を譲らないようにという指示があった。そこで北川は一計を講じ、南部に展開していた第7師団師団長に、稜線上の2拠点1401高地と1340高地の占領を提案したところ、師団長も同意見であり、さっそく同高地を占領した。その後ソ連軍も偵察にきて高地を占拠する日本軍と小競り合いになったが、日本軍は高地を譲ることはなかった。日本代表団はソ連とモンゴルからの抗議を覚悟していたが、最後まで抗議を受けることなく、北川の目論見通り、稜線をモンゴル側に2kmも入り込んだところに国境線を設定することができ、満洲国は得をすることになった。
その後、一旦中断した国境画定会議は、1941年4月の日ソ中立条約の締結により再開されることとなったが、条約締結によりソ連の姿勢もかなり軟化していた。これまでは未測量部分のあるソ連軍の20万分の1の地図にて国境画定作業を行ってきたが、より精密な関東軍の10万分の1の地図を使用することをソ連側は同意し、またモンゴル側による、国境線や屈折点の目印としてオボーを利用するという主張に対しても、オボーは永久に定着するものではないため、日本側の主張により、オボーの代わりに石柱と標識目柱を設置し、国境線や屈折点の目印とすることとした。さらに、ナチス・ドイツがソ連に攻め込むと（独ソ戦）、ソ連は極東の国境画定に関わる余裕を失い、ほぼ日本側の主張に従い作業が進んでいった。そして、ノモンハン以北は満洲国外交部の調査通りに従来の国境線（停戦時のソ連軍の占領地とほぼ同じ）で、南方のハンダガヤ地区は停戦前に日本軍が確保した土地は満洲国領土とする、満洲国に有利な総合議定書が1941年10月15日にハルビンにおいて調印された。モンゴルはこの交渉により1,140 km2を領土を失ったと悔やんでおり、ノモンハン戦を領土の争奪の視点から評価すると、日本側の勝利とする意見もある。

### 日本の事後処理
関東軍の中には、辻発案の夜襲による総反撃が参謀本部の横槍で中止されたため、負けてはいないという強気な空気もあったが、陸軍中枢では陸相の畑が「大失態」、更迭された中島の後任の沢田茂参謀本部次長が「陸軍始まって以来の大敗戦、国軍未曽有の不祥事」、更迭された作戦課長の稲田は「莫大な死傷、敗戦の汚点」などと敗戦意識が強く、その責任を追及する方針となった。特に関東軍司令官の植田については、タムスク空爆の際に独断で越境した罪で、昭和天皇は何らかの処分を求めていた。それは、昭和天皇の指名により阿部内閣の陸相となった畑も「明らかに越権行為にて一の大権干犯と見ざるを得ず。当然関東軍司令官の責任なり」と昭和天皇の意向を汲んで植田を激しく非難するなど、同じ思いであった。植田自身も「全責任は軍司令官たる植田に存す」と考えていたためまずは9月7日付で植田を司令官から解任し、ほぼ同時に関東軍の作戦参謀らも解任した。
ノモンハン事件の後処理を任された沢田茂は陸軍省、参謀本部、関東軍から事情聴取を行うと、事件を主導した関東軍だけではなく、陸軍中枢の責任を負うべきとした。その主要な論点は下記の通りである。
1. 事件発生には直接の責任者なし。
2. 事件拡大は主に関東軍に責任あり、参謀本部の責任は従である。
3. タムスク爆撃、ハルハ河渡河攻撃などの独断越境攻撃は関東軍に責任あるが、当時現地で観戦しながら黙認した参謀本部第一部長橋本群中将にも責任あり。
4. 所要に満たない兵力を逐次投入して敗れた責任は関東軍に重く、第6軍と第23師団の責任は軽い。
5. 関東軍の下級参謀に押され勇断を欠いた参謀本部の参謀次長中島中将の責任は重い。
6. 関東軍の責任は司令官にのみあるものではなく、下級幕僚らも責任は逃れられない。植田司令官と磯谷参謀長に重大な責任を負わせるが、下級幕僚にも左遷的な異動処分を実施する。
7. 陸軍省の責任は統帥権独立の立場から、ないものと判断。

この原案に基づき沢田が考案した人事処分案は陸軍省人事局長、陸軍三長官の裁可を受け、昭和天皇にも上奏され、決定となった。下記の通り、事件拡大を図った関東軍とそれを不十分ながら抑えようとした参謀本部双方が処分を受けており、言わば“喧嘩両成敗”を念頭に置いた人事となっている。
| 役職              | 氏名         | 階級 | 処分                                                   |
| ----------------- | ------------ | ---- | ------------------------------------------------------ |
| 関東軍司令官      | 植田謙吉     | 大将 | 解任、1939年12月1日予備役                              |
| 関東軍参謀長      | 磯谷廉介     | 中将 | 解任、1939年12月1日予備役                              |
| 第6軍司令官       | 荻洲立兵     | 中将 | 進退伺提出・受理、1940年1月31日予備役                  |
| 第23師団長        | 小松原道太郎 | 中将 | 進退伺提出・受理、1940年1月31日予備役、同年10月6日病死 |
| 野戦重砲第3旅団長 | 畑勇三郎     | 少将 | 進退伺提出・受理、1940年1月31日予備役                  |
| 歩兵第14旅団長    | 森田範正     | 少将 | 解任、1939年12月20日予備役                             |
| 関東軍参謀副長    | 矢野音三郎   | 少将 | 1939年12月1日鎮海湾要塞司令官に左遷                    |
| 関東軍作戦参謀    | 寺田雅夫     | 大佐 | 1939年10月26日千葉陸軍戦車学校教官に左遷               |
| 関東軍作戦参謀    | 服部卓四郎   | 中佐 | 1939年9月6日陸軍歩兵学校教官に左遷                     |
| 関東軍作戦参謀    | 辻政信       | 少佐 | 1939年9月7日第11軍司令部付に左遷                       |
| 関東軍作戦参謀    | 島貫武治     | 少佐 | 1939年9月8日陸軍大学校教官に左遷                       |

| 役職             | 氏名     | 階級 | 処分                                   |
| ---------------- | -------- | ---- | -------------------------------------- |
| 参謀次長         | 中島鉄蔵 | 中将 | 解任、1939年12月1日予備役              |
| 参謀本部第1部長  | 橋本群   | 中将 | 解任、1939年12月1日予備役              |
| 参謀本部作戦課長 | 稲田正純 | 大佐 | 1939年11月10日陸軍習志野学校教官に左遷 |

しかし、この処分案ではいくつかの議論が生じていた。その中で大きな論点となったのは下記の3点であった。
- 閑院宮参謀総長の責任問題
  - 現場の責任者植田が更迭された以上、参謀総長にも敗戦の責任を問うべきとの意見もあったが、皇族で、なおかつ74歳の高齢でお飾り的な存在であるのに責任を問うのは酷だという意見も出て、自発的な辞任を打診したが、結局引責辞任することなく1940年10月まで留まった[362]。
- 辻関東軍参謀の処置
  - 関東軍参謀の末席に過ぎなかった辻がノモンハン戦を主導し、「事実上の関東軍司令官」とまで言われた事情は、参謀本部も十分把握していた。作戦課長稲田と第6軍司令官荻洲は免官にしろとの要望を出し、陸軍省の野田人事局長は予備役が相当と判定したが、以前も辻を擁護していた参謀本部総務課長笠原幸雄少将からの「将来有望な人物」という陳情が聞き入れられ、左遷的異動で済まされた[363]。元陸相の板垣を初め、辻の個性と能力を高く買っている陸軍有力者が多かったことが辻を救った形となった。辻は、一旦は第11軍司令部付の閑職に左遷されたが、1941年7月には参謀本部作戦課に栄転し進級している[364]。辻と同様に懲罰的な左遷をされた服部も、一足先に参謀本部作戦課長に就任しており、この事件の実質的な責任者として懲罰的な左遷となった関東軍の作戦参謀の多くはその後、中央部の要職に就き、対英米戦を主導したと、遠山茂樹らは主張している[365]。
- 部隊指揮官らの責任追及
  - 畑陸相ら陸軍中枢では「第一線には責任なし。第一線はよく戦った。罪は中央と関東軍司令部とにある」とし、当初は第6軍の荻洲司令官や第23師団の小松原師団長らも不問とされる方向性であったが、小松原が「一時自決まで考えたが、その機を逸した。全ての責任を受ける覚悟である」と沢田に言ったように[358]荻洲と小松原と砲兵団長の畑は責任を感じて自ら進退伺を提出したため、受理されて予備役編入となった。
  - ノモンハン戦の特徴として、ソ連軍の重囲下で、死傷者が累積し弾薬や食糧も尽きた部隊の「無断撤退」が相次いだことが挙げられる[366]。敗戦体験に乏しい日本陸軍には予想もできなかった現象であり、参考になる前例が殆どなかった。自らの責任を取ると言って進退伺を出した荻洲と小松原であったが、陸軍刑法第43条に則してこの「無断撤退」を徹底的に追及しようと考えていた。師団長級以上の将官級の賞罰については、陸相が決定し天皇の意向も打診しなければならなかったが、連隊長級の部隊指揮官の賞罰については、陸軍懲罰令により軍司令官・師団長の権限と定められており、荻洲や小松原の意向により厳しい処分となった[367]。小松原が「無断撤退」に対して強く拘った背景には、第一次ノモンハン事件の際に、部隊が敵中で孤立したため、隊付の師団参謀が撤退の進言を行ったのに対し、未だ連隊からの撤退命令が届いていなかったため、陣地から後退せず玉砕した東捜索隊の東中佐に対し「命令なき以上は撤退せずと動じなかったのは敬服に価す」と日記に書いたほど強い印象を持っていたことや[368]、壊滅した連隊の連隊長の多くが戦場で戦死したり、下記の通り自決したりしていることが影響しているものと思われる。
  - 小松原は特にフイ高地を無断撤退した井置中佐とノロ高地を無断撤退した長谷部大佐を特に槍玉に挙げて「両者とも火砲、重火器破壊せられ弾薬欠乏、守地を守るに戦力なきを理由とするならんも、これは理由となすに足らず」と、撤退を余儀なくされた状況への配慮は全くなく、両名を軍法会議にかけようと決意していた[369]。しかし、軍司令官の荻洲の意向により軍法会議は開廷されなかったため、小松原は両名に対し、軍法会議であれば死刑相当の罪であるから自決勧告を行うこととし、荻洲も了承した[370]。小松原は、井置の処置に関しての第23師団幕僚による会議を開いたが、扇広参謀や木村松治郎 参謀が「何とか憐憫の情を」と訴えるも最初から結論ありきで、小松原の強い意向により自決勧告が行われた[371]。井置は師団を代表した同期の高橋浩亮騎兵中佐から師団の決定を伝えられると「謹んでお受けする」と答えて、9月17日未明に拳銃で自決した。その知らせを聞いた小松原は「井置中佐の処分は陸軍刑法にて行った。もし自決しなければ軍法会議にかかり銃殺は当然。これを戦死と認め、靖国神社に祀ることは許されない」と言い放ち「戦病死」と関東軍に報告して進級を認めなかった[372]。井置については関東軍参謀の辻も戦場からの報告を関東軍司令部に行った際に「フイ高地は八百の兵力中三百の死傷を生ぜしのみにして、守地を棄てたるに対して謝罪の字句の無きを知り」と激しく非難し[373]、軍法会議にかけるべきという主張をしていた[374]。また、長谷部については詳細な経緯は不明であるが、荻洲と小松原に自決勧告され、抗弁することもなく9月20日に拳銃にて自決している。井置と長谷部の自決勧告については、小松原は陸軍刑法に則ったと主張しているが、軍法会議にもよらない私刑であり、本来ならば井置らが受ける必要はなかったと戦後に元参謀の扇は指摘しているが、両名とも覚悟の上で勧告を受け入れている[375]。但し、ノモンハン事件に際し、部隊指揮官級で自決勧告を受けて自決したのはこの2名のみであり、自分の意思で自決し、小松原が「痛惜此の上なし」とその死を悔やみ、ノモンハン事件に関して唯一となる師団としての感状を授与し、少将への進級を許可した歩兵第72連隊長酒井美喜雄大佐を自決勧告されたとしたり[376][377]、ほとんどの連隊長が自決に追い込まれた[378]などと言われることも多いが事実誤認である。
  - 自決勧告の他に下記の表の通り多くの部隊指揮官級を更迭ないし左遷している。ノモンハン事件で唯一懲戒免官処分に付されたのが野戦重砲第1連隊中隊長の土屋正一大尉であった。この免官は査問も軍法会議もなく唐突に命じられたものであったが、法的根拠を欠く自決勧告と異なり、内閣の発令で首相が決済し、『官報』にも記載された合法的なもので、陸相から首相に対する説明では、「砲と運命を共にするという砲兵精神を欠き、密かに掩蔽部に隠れ、敵の監視が緩んだのに乗じて師団主力の位置まで無断撤退した」というものであった[379]。この他にも、兵士の服に着替えて地下足袋姿で戦場を離脱したと風聞が流れた野戦重砲第7連隊長の鷹司信熙らが[380]、将官や参謀らと同様に予備役に編入させられたり懲罰的な左遷を受けたが、中には歩兵第26連隊長の須見のように、独断撤退をしたわけでもないのに、師団長に意見具申を行ったことを不服従と認定され予備役編入となった者もあった[367]。更迭や左遷の人事異動については、軍司令官や師団長が陸軍中央に異動を上申するという手続きを踏むため、これらの処分については陸軍中央も了承していたことになる。陸軍人事当局の目論見は、進退伺を受理し退任が決定している「敗軍の将」荻洲と小松原に「汚れ役」をやらせて、必要に応じて修正するのが好都合と考えていたので、両名の好きなようにやらせていた[381]。

| 役職                      | 氏名       | 階級 | 問われた罪状 | 処分 |
| ------------------------- | ---------- | ---- | ------------ | --- |
| 野戦重砲第7連隊長         | 鷹司信熙   | 大佐 | 無断撤退     | 解任、1939年12月1日予備役、華族礼遇廃止                                                                        |
| 歩兵第26連隊長            | 須見新一郎 | 大佐 | 命令不服従   | 解任、1939年12月30日予備役                                                                                     |
| 第一独立守備隊歩兵第6大隊 | 四ツ谷巌   | 中佐 | 無断撤退     | 解任、1939年12月20日予備役                                                                                     |
| 64連隊大隊長              | 赤井豊三郎 | 中佐 | 無断撤退     | 1939年11月15日青森連隊区司令部に左遷                                                                           |
| 長谷部支隊大隊長          | 杉谷良夫   | 中佐 | 無断撤退     | 1939年11月15日神戸連隊区司令部に左遷                                                                           |
| 砲兵第13連隊大隊長        | 松友秀雄   | 少佐 | 無断撤退     | 謹慎後解任、1939年12月20日予備役                                                                               |
| 野戦重砲第1連隊中隊長     | 土屋正一   | 大尉 | 無断撤退     | 1939年12月15日免官、ノモンハン事件に関する処分で唯一、軍人の身分を失った。内閣の発令で『官報』にも記載された。 |

| 役職                 | 氏名       | 階級 | 自決の状況 |
| -------------------- | ---------- | ---- | --- |
| 歩兵第72連隊長       | 酒井美喜雄 | 大佐 | 1939年9月15日入院していたチチハル病院で責任を感じて自決。小松原師団長から唯一の部隊感状を授与され、戦死扱いで少将に進級。辻もその死を悼んでいる。 |
| 歩兵第64連隊長       | 山県武光   | 大佐 | 1939年8月29日、バルシャガル高地から撤退中にソ連軍に包囲され自決。戦死扱いで少将に進級。                                                           |
| 野砲第13連隊長       | 伊勢高秀   | 大佐 | 同上 |
| 長谷部支隊長         | 長谷部理叡 | 大佐 | ノロ高地からの無断撤退を第6軍司令荻洲と第23師団長小松原に責められ、1939年9月20日自決。                                                            |
| 第23師団井置捜索隊長 | 井置栄一   | 中佐 | フイ高地からの無断撤退について、師団長の小松原の強い意志で第23師団から自決勧告を受け、1939年9月17日自決。                                         |
| ムーリン重砲連隊長   | 染谷義雄   | 中佐 | バルシャガル高地でソ連軍に包囲され、1939年8月26日割腹自決。                                                                                       |
| 飛行第1戦隊戦隊長    | 原田文男   | 少佐 | 1939年7月29日初出撃で撃墜され捕虜。のち1940年5月の第二次捕虜交換後に自らの意思で自決。 被撃墜日時1939年7月29日の戦死扱いは変更されず。            |

### 捕虜に対する処置

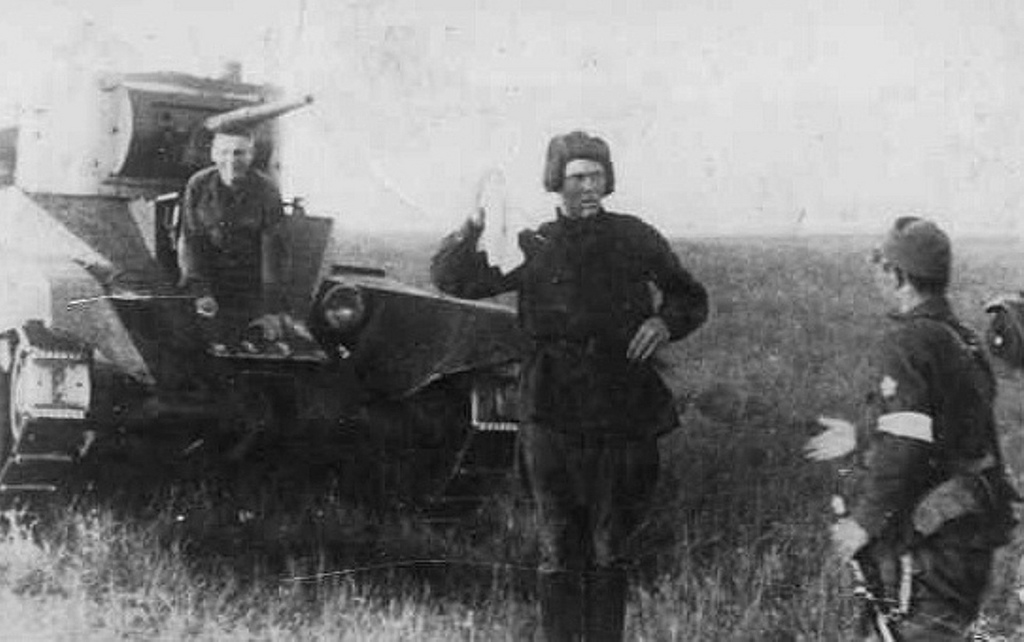
日本軍に投降するソ連軍戦車BT-5、白い布を持っている戦車兵A・I・ゲラジモフは捕虜交換で帰国後、懲役10年の刑を受けた。

日本軍は、戦後の捕虜交換で204名（うち満洲軍44名）が生還しているが、ソ連軍の記録によれば捕虜は566名であり、捕虜交換で生還しなかった者の消息は不明である。
日本ではまだ「生キテ虜囚ノ辱シメヲ受ケズ」の一文で有名な『戦陣訓』の示達前であり、捕虜になることに対して陸軍刑法などでの法的裏付けも明文化された規則もなかったが、ノモンハン事件の捕虜に関しては1939年9月30日付の『陸満密845号』において陸相命で「捕虜すべて犯罪者と見なして捜査して、有罪と認めたる者を之を起訴すべし」という厳しい方針が示された。しかし、一部将校については軍法会議にもかけられず自決勧告がなされた。乗機を撃墜されて捕虜となった飛行第1戦隊長の原田文男少佐はモスクワに連行されて「日ソは協力して南方に進出すべきだ、ソ連はインド・イランへ向かい、日本は英国を駆逐する」などとソ連側に意見書を提出したりしたが、捕虜交換で日本に帰ると、同じく捕虜となって帰国した飛行第11戦隊の大徳直行中尉と自決勧告を受けた。若い大徳は「撃墜されて人事不省で捕虜になったのだから恥じる必要はない。再起してもう一度戦いたい」と抵抗したが、原田が説き伏せて2名とも自決している。捕虜の中には飛行第11戦隊の天野逸平中尉のように、身柄送還を拒否してソ連空軍に入隊し、独ソ戦を戦った可能性のある捕虜もいた。
しかし表面上は捕虜を犯罪者とみなすという方針をあからさまにすることはなく、捕虜交換委員長であった第6軍参謀長の藤本鉄熊少将は、捕虜を受領したマツエフスカの駅前で「諸子は万策尽きて敵手に落ちたもの、軍人として誠に同情に堪えない。"帰還傷病兵"待遇をもって取り扱われるから決して軽挙妄動してはならない。今夜からは枕を高く、安心して、ゆっくり寝てくれ。長い間さぞかし辛かったことだろう。ご苦労だった」と捕虜を前にして涙ながらに労ったが、藤本の言葉に反して捕虜への対応は過酷であり、捕虜たちはそのまま吉林近くの陸軍病院に監禁されると、そのまま健常な者は一部屋に約50人が詰め込まれて、憲兵の監視下に置かれた。約半月経ってから、関東軍司令部から特設軍法会議が病院に乗り込んできて主に将校が裁判に付され、中には拳銃を渡されて自決を強要された将校もいたという。これら軍法会議での罪状はこじつけで「敵前逃亡」とされ、下士官や兵については有罪になれば教化隊で服役させ、不起訴か無罪となった者についても陸軍懲罰令により懲戒したのち、日本本土外に移住するように斡旋するといった念の入れようであった。軍法会議の判決は重謹慎2日から懲役2年6カ月まで幅があったが、死刑はなかった。
ソ連側の捕虜に対する対応も日本側と変わらず、スターリンは独ソ戦の際に「投降者は家族も反逆者として逮捕する」と指令を出し、ドイツ軍の捕虜となった自分の息子ヤーコフ・ジュガシヴィリを見捨てたぐらい捕虜に厳しく、ソ連軍各部隊も個別に捕虜になることを禁じた訓示を制定しており、ジューコフも同様の指示を出していた。そのため帰国した捕虜らも軍法会議で処罰されており、1939年7月に日本の新聞に掲載されたソ連軍の戦車の投降する写真で、写っていた戦車兵らは帰国すると10年 - 8年の間ラーゲリに送られている。そのため、ソ連軍側でも日本軍と同様に捕虜になることを恐れて多くの将兵が自決しており、日本軍もその光景を目撃している。

### 情報管理
ノモンハン事件当時の日本陸軍の情報統制は厳しく、ノモンハン事件の情報についても管理されていた。憲兵隊が新聞などのマスコミ報道や、手紙・電報などの私書について検閲を実施し、それを毎月データ化して関東憲兵隊に報告し、関東憲兵隊はそれを取りまとめて『検閲月報』という極秘資料を作成していた。1938年は年間の総頁は550頁であったが、これがノモンハン事件が始まると1939年には1200頁に倍増した。太平洋戦争開戦後の1942年には4900頁まで激増したが、戦局が悪化すると検閲の余力も無くなったのか1944年には1300頁、1945年にはたった130頁にまで減少している。
事件当時の新聞などの報道では、日本軍の苦戦や損害に対する記事は検閲される一方で戦果と武勇伝が強調され、新聞紙面上からは日本軍が苦戦している状況は微塵も感じられなかった。私書についても同様で、日本軍が苦戦していることが判るような表現や、日本軍や兵器の問題点を指摘した記述は削除されていった。
しかし、膨大な私書全てを検閲し削除や差し押さえできることは困難で、例えば1939年8月には667,502通の電報と682,309通の郵便に検閲を実施したが、何らかの処置を行った数は電報で1,345通、手紙で793通に過ぎず、それぞれ処置率は電報0.2%、手紙0.11%とごくわずかな数に過ぎなかった。この中で最も多かったのが『防諜上要注意通信』で、検閲処置がなされた郵便793通の内の295通がそれに該当し37%の構成率であったが、その中でも、軍の作戦行動や移駐に関するものや、部隊の固有名を記述したものなど、通常の軍事機密に関する検閲が多数を占めた。
また、満洲で事業を展開していた日本の建設業などの事業者には情報が筒抜けだったようであり、ハルハ河渡河戦に失敗後、司令部に戦況を報告するためハイラルに立ち寄った関東軍参謀の辻は、兵站宿舎で休憩していたところ、隣室で建設業者らが酒で酩酊しながら「軍人の馬鹿どもが儲かりもしないのに、生命を捨てておる、阿呆な奴じゃ」と大声で騒いでいるのを聞くや激高し、その部屋に乗り込むと、建設業者ら数名を殴り倒している。
情報を全て遮断することは困難であったため、ノモンハンは負け戦だったという噂が兵士のみならず一般国民にも広がりつつあった。さらに、多くの参戦者やジャーナリストからの見聞記が多数出版され、中には中隊長であった草葉栄の著作『ノロ高地』のように100万部以上のベストセラーも生まれるに至って、陸軍は部外からの問い合わせに備えるための質疑応答集である「ノモンハン事件質疑応答資料」を作成した。その中に「民間に相当広くデマの流布せられたる現在、何故、詳細なる発表を行わざるや」という想定質問があったのを見ても判る通り、国民の間にかなりノモンハンの敗戦や苦戦の情報が広まっていた。
その後、1939年10月3日になって日本陸軍は当時としては異例の自軍の損害の公表に踏み切った。まずは地方官会議で発表され、翌日に各新聞で報道された。その報道では日本軍の死傷者は18,000名とされていた。当時、陸軍は自軍の死傷者を正確に発表することはなかったが、この18,000名という死傷者数は戦後に日ソの多くの資料によりほぼ正確な数字と判明しており、陸軍が敢えて日露戦争の旅順攻囲戦並みの衝撃を与える覚悟で正確な損害の公表に踏み切った理由は、このまま負け戦という噂が広まるより、我が方も損害は大きかったが、敵にも大損害を与えた“痛み分け”だったという情報を開示して、国民の士気を引き締めようという計算があったのではと推測されている。さらに『朝日新聞』は「軍当局がノモンハン事件から今後の軍事訓練を改善すべき必要があるとの教訓を学び、十分考察した。軍は最大限機械化部隊で満たす必要がある」とする自戒と教訓についても述べるという異例ぶりであった。
この記事の反響は大きかったようで、師団長の小松原には多くの批判の投書が寄せられている。小松原がその内の「愛児を失った父親」からの投書を自分の日記に引用しているが「ノモンハンの大事件は、国民一般、実に悲痛の思いにて、真相を知り其の責任者（平野で、ソ軍の大部隊の集結を気付かず、陛下の赤子を、多数失いたる実相）の男らしき弁明を、ほめ居候」との記述で、小松原らがソ連軍の総攻撃を事前に察知できなかったことについて認識している。また、小松原が満洲から帰京する前日に熱海に一泊したことも知れ渡っており「戦塵を、熱海に悠々洗う、実に馬鹿馬鹿しき悪習慣に…戦塵洗いを、止めて下さい（有りもせぬ塵、兵隊さんは一体どうするのですか）」などと強い批判も書かれている。
その他にも、苦戦や敗戦を十分に連想できる吉丸、大内、森田の3大佐に東中佐の4名の指揮官級の佐官の戦死も新聞紙面で報道された。その記事では後年、硫黄島の戦いで戦死する栗林忠道大佐が、陸士第26期の同期であった4名への追悼の言葉を送っており、陸軍が主導してこの記事が掲載されたことが窺える。
既にこの時点では、翌1940年2月28日の帝国議会の決算委員会において福田関次郎議員が畑俊六陸軍大臣に「ノモンハンにおいては、色々と総合して見てますと、どうも日本の、軍装備に、欠陥があったのではないか、斯う云う風に見られるのであります」と質問したことでも判る通り、ノモンハンの敗戦や日本軍の問題点についてはかなり広く認識されていた。
ノモンハンの戦いについては、その敗戦を陸軍は国民にひた隠しにしたという主張が目立つが、逆に、情報が広まったことによる後追い的な情報開示とはいえ、当時の日本としてはむしろ意図を持って積極的に情報を開示した戦闘であった。

## 事件の影響

### 日本
ノモンハン事件の停戦後も、小規模な紛争は引き続き起きたものの、大規模な戦闘は生じなくなった。ノモンハン事件末期の1939年9月に第二次世界大戦が始まっている状況で、日ソの外交交渉が行われた。1941年4月に日ソ中立条約が成立し、相互不可侵と、モンゴル人民共和国および満洲国の領土保全が定められ、一連の日ソ国境紛争は終結。日本とソ連はモンゴル人民共和国と満洲国を相互に実質的に承認した。
日本軍首脳部は、ノモンハン事件での大敗で、ソ連の実力を侮りがたいものとして評価した。これにより、ソ連を仮想敵とする北進論は鳴りを潜め、アメリカ・イギリスとの対決を覚悟して南方に進出すべきとする南進論に力を与えることとなった。しかし、1941年6月22日に独ソ戦が開始されると、日本もソ連との開戦を準備すべきという方針に再び転換し、特に日独伊三国同盟を主導した松岡洋右外務大臣が熱心に対ソ即時開戦・南進中止論を主張している。ただし、赤軍の実力を思い知らされた陸軍は対ソ開戦には慎重な態度を崩さず、開戦の条件は「極東ソ連軍の総合戦力半減」が前提であった。陸軍参謀本部は、6月26日に対ソ開戦に伴う準備を「関東軍特種演習（関特演）」と呼称することに決めた。しかし、陸軍の意見は決して統一はされておらず、同じドイツと呼応する目的でも、ソ連を攻撃するのではなく、早急にイギリスを攻撃し、東南アジアの拠点であるシンガポールを攻略すべしとする駐ドイツ大使の大島や、親独の陸軍高官らの南進主張もあって、方針は容易には決まらなかった。そのため動員規模も、田中新一参謀本部第一部長が最大75万人という大規模な対ソ戦開戦準備を主唱したのに対し、武藤章陸軍省軍務局長以下の陸軍省側は、財政力を勘案して小規模な17万人に押さえるべきだと反対している。
陸軍内での対ソ開戦の北進論派と、イギリスやオランダの植民地攻略の南進派の意見統一はできず、7月2日の御前会議で南北併進を明記した「情勢の推移に伴ふ帝国国策要綱」が決定された。日中戦争の処理に邁進しつつ南方に進出し「情勢の推移に応し北方問題を解決」するとしたこの要綱により、ひとまず関特演が裁可されたため、関東軍12個師団と朝鮮軍2個師団の14個師団を基幹とし、日本本土の2個師団を加えた計16個師団が動員されて、各師団を戦時定員（2倍）とし、2個飛行集団合計1,100機の航空機も派遣された。正確な総兵力は定かではないが、関東軍と朝鮮軍の14個師団だけで50万人に達した。その内容は「在満兵力は16個師団と25個師団に応ずる軍直部隊とそれに対する約7割の兵站部隊から成り国軍編成としては優良装備のきわめて充実したもの」であったという。しかし、極東の赤軍は日本軍の侵攻に備えて、半減どころか逆に増強されていた。関東軍は調査の結果、ソ連軍の兵力は86万人、戦車1,700輌、航空機2,800機（欧路輸送は550機）と判定したが、実際はもっと戦力は大きかった。8月9日には早くも「年内対ソ武力行使の企図」を断念し、その後は日米交渉の悪化もあって、日本は対英米戦争に突き進んでいくこととなった。

### ソビエト連邦
ノモンハン事件は日本に対する警戒心をより深める結果となった。ノモンハン事件後もシベリア、ザバイカルのソ連軍は順次増強されて、1941年7月1日時点でのソ連軍、極東戦線とザバイカル軍管区の兵力は、狙撃兵師団23個、騎兵師団1個、戦車師団5個、自動車化狙撃兵師団3個、航空師団13個、狙撃兵旅団3個、空挺旅団1個、装甲車旅団1個、航空旅団2個、防空旅団1個、オートバイ連隊1個、砲兵連隊22個、航空連隊8個、工兵連隊3個、舟橋架設連隊8個で総兵力723,119名、戦車4,638輌、砲14,062門、自動車60,091台、トラクター11,968台、航空機4,777機という莫大な戦力だった。これらの大部隊は、ドイツ軍がソ連領内に突如侵攻し、全面戦争となってからも終戦まで動かされることはなかった。独ソ開戦の機運が高まるとジューコフの求めにスターリンがやむなくウラル軍管区、ザバイカル軍管区から戦車8個旅団と、狙撃兵15個師団、騎兵3個師団の転用を許可し、スモレンスク防衛戦やモスクワ防衛戦に参加している。開戦前の1941年4月26日から5月10日の間に極東、シベリア、ザバイカルの各軍管区から抽出された兵力が欧州への移動を完了した。
ジューコフは極東や内陸部から移送された狙撃師団群のほとんどを、反撃攻勢用の“トラの子”の精鋭部隊として温存しており、モスクワ防衛戦に参加した師団は少なく、参加しても第44モンゴル騎兵師団のように騎兵突撃を行って短期間で壊滅した部隊もあった。また、ノモンハンで戦った第36自動車化狙撃師団、第57狙撃師団のようにモスクワに移動せずそのまま1945年までモンゴルに駐留する第17軍に属して極東に留まり、1945年8月の満洲侵攻に参加した部隊もあって、モスクワ防衛戦で決定的な働きをしたのは極東からの援軍ではなく、スターリンの投じたモスクワ戦区の戦略予備軍（第1打撃軍、第20軍）だった。
ジューコフはモスクワへの攻撃でドイツ軍は疲弊しているが、陣地を構築して防衛態勢はとらないと判断すると、今までのモスクワ防衛戦で戦闘に熟練した部隊と共に、“トラの子”の40万人の将兵、1,000輌の戦車、1000機の航空機を反撃に投入し、ドイツ軍中央軍集団に大打撃を与えてモスクワへの脅威を取り除くことに成功した。極東から来た部隊の活躍は目覚ましく、ジューコフは後に「モンゴルで戦った部隊が、1941年にモスクワ地区に移動し、ドイツ軍と戦い、いかなる言葉をもってしても称賛しきれぬほど奮戦したことは、決して偶然ではなかったのである」と回想している。

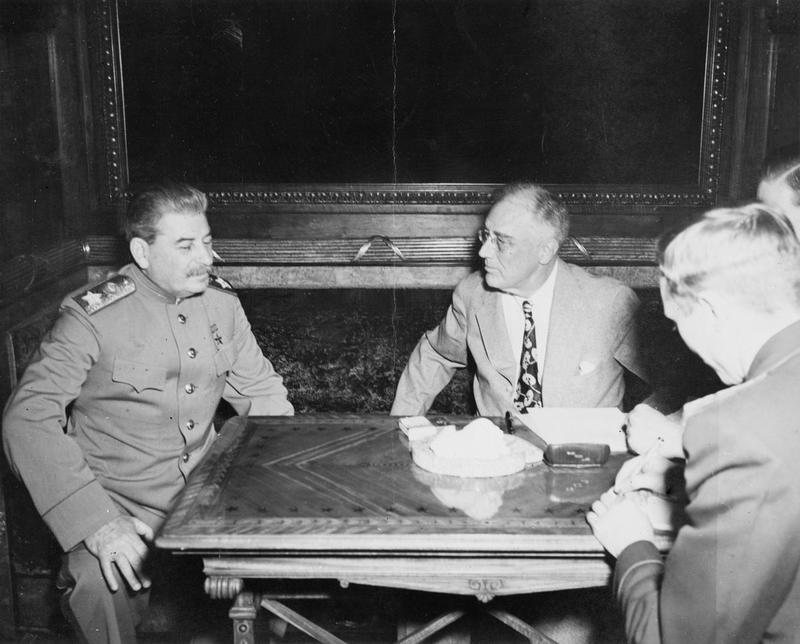
ソ連の対日参戦について話し合われたリヴァディア宮殿でのルーズベルトとスターリン

ジューコフは、「日本軍精鋭部隊に前代未聞の敗北」をもたらせた8月の攻勢作戦が「日本の支配階級を酔いから醒めさせたもの」と確信していたが、極東総軍作戦部長A・K・カザコフチェフ少将が「もし日本がヒトラー側について参戦したならば、われわれとしてはどうにもならなくなる」と述べていたように、ソ連国土深く侵入してきたドイツ軍に呼応し、日本軍が北方シベリアに侵攻してくる懸念をソ連側は払拭することができなかった。そのため、東部戦線で赤軍が反撃に転じてさらに戦闘が激化した後も、極東の部隊は日ソ中立条約が成立しているにもかかわらず、弱体化するどころか逆に強化され、総兵力は1,568,000名にも達した。これは赤軍総員の3割弱に当たり、これらの戦力を前線に投入できていたら、ドイツ軍をもっと速やかに打ち負かして戦争の終結を早めることができたという主張もある。
ソ連は独ソ戦に力を注いだ結果、満洲国境の紛争の発生件数は1940年の151件から、1941年には98件に減り、1942年には58件まで減った。満洲国境の安定は、独ソ戦が峠を越し、太平洋戦争で日本の戦況が悪化した1943年秋頃まで続いた。なおソ連はノモンハン事件直後にサンベース基地（現在のチョイバルサン市）とシベリア鉄道とを繋ぐ鉄道を完成させたが、さらにタムスク基地へ延びる軍用鉄道も敷き、満洲侵攻時に至るまでモンゴル内の満蒙国境付近の基地群を増強した。
その後、再び紛争は増加し始め、1944年後半には五家子事件、虎頭事件、光風島事件、モンゴシリ事件などの小規模な国境紛争が起きた。関東軍の兵力の多くを南方や日本本土防衛に転用してしまっていた日本軍側は、ソ連を刺激しないよう紛争を回避する方針を採っていたままだった。一方で、ドイツの敗北が濃厚になると、ソ連は極東に目を向け始め、1943年11月のテヘラン会談でドイツ降伏後のソ連対日参戦を表明。1945年2月のヤルタ会談では、関東軍を過大評価して、満洲と中国大陸の日本軍を撃破し日本を屈服させるためにはソ連の対日参戦が是非とも必要と考えていたフランクリン・ルーズベルトアメリカ合衆国大統領に対し、スターリンがいわゆる「ヤルタの密約」で極東地域での権益拡大を約束させて対日参戦を了承している。了承する際にスターリンは、ルーズベルトと同席していたW・アヴェレル・ハリマン在ソ連アメリカ特命全権大使に対し「もしこれらの条件（極東での権益拡大）が満たされない場合には、私やモロトフが、ソ連人民に対して、どうしてソ連は大してトラブルのない国日本に対し参戦するのか説明するのが困難になりましょう」と言って脅迫したように、対日参戦を狡猾に政治利用している。最終的には、5月にドイツが降伏した後、8月にさらに戦力を強化していた極東の赤軍が、日ソ中立条約を一方的に破棄して進撃を開始し、弱体化していた関東軍はなす術もなく潰走、満洲全土がソ連に占領された。

## ノモンハン事件の戦略と戦術

### 兵力の集中と兵站
本会戦の帰趨には、兵站問題の格差も大きく影響している。ソ連軍司令官のジューコフは回想録で、軍事作戦には兵站と後方整備が決定的な要素であること、充分な資材の裏付けがなければ、軍事作戦は成功しないという用兵思想を当時既に確立していたことを述べている。また中央が積極的な支持をしており、事件期間中は、優先して兵力と物資の補給を受けることができた。一方で日本軍は、大本営と関東軍の不和の影響として、関東軍が手持ちの兵力と、資材の範囲内で戦うことに拘ったため、元々の国力差以上の兵站問題の格差が生じてしまった。当時、大規模な陸軍兵力の兵站は鉄道と船舶輸送を前提とし、鉄道駅と港湾を離れての大兵力の運用は困難とされていたが、戦場が鉄道・港湾と遠く隔たった本会戦の補給はトラック輸送によるしかなかった。
関東軍は、南満洲鉄道のハイラル駅（およびアルシャン駅）を利用した。当初は自動車第1連隊の600台のトラックを投入し、その後、南満洲鉄道からの支援を受け2,000台まで増車し、日量1,500トンの輸送能力を確保した。これはハイラル駅から第23師団の司令部のあった将軍廟まで約200kmを往復2日かけて走破した。関東軍はその補給距離をソ連と比較し、有利と考えた。
ソ連側の鉄道輸送はシベリア鉄道のボルジャから南へ支線を延ばしモンゴル国境のソロビヨフスコエ駅まで建設済みだったが、そこからは前線まで700 kmの陸路を往復6日かけてトラック輸送する必要があった。計画通りの輸送量を確保するためには、最低6,000台のトラックが必要であったが、中央の全面的な支援を受けてかき集めたのが3,325輌と計画の60%に止まった。車輌不足を補うため、大規模なトラック輸送体制を整備した。過酷な道中で経験の浅い運転手でも迷わないように、前線までの間に6箇所の中継基地が設けられた。中継基地では燃料と食事が支給され、運転手は休息することができた。それでも補給路の過酷さゆえに補給日量は日本を少し上回る1,950トンであった。
ソ連軍は、1939年8月の大攻勢準備として5.5万トンの物資が必要であったが、ジューコフは作戦資材の準備を最優先課題に設定した。責任者のソ連前線集団司令官グリゴリー・シュテルンは「はかりしれぬほど困難な仕事だった」としつつも、道中、無灯火で不眠不休で走らせる強行軍で、必要な物資を前線になんとか送り切った。あまりにも過酷な任務であったため、トラック隊の苦情や現地の催促などの不平不満が日本側にも傍受されたほどであった。輸送部隊はのちに戦功章を与えられ、その実績を顕彰された。
本来であれば、幹線道路を利用でき、補給基地から前線までの距離が近かった日本軍が圧倒的優位に立てるはずであったが、ソ連の輸送能力を過少に評価し、日本軍自身も相応の輸送能力を持ちながら、日中戦争を戦う中で、対ソ戦線に兵力や物資を集中することを躊躇し、逐次投入の愚を犯したことも、敗因の一つとなった。停戦後に纏められた『ノモンハン事件研究報告』では、ソ連軍の機動力を「ソ連軍の機械化は、鉄道端末より700粁を隔つる広漠不毛の地に於いて、大兵団の連続2箇月に亙る攻防会戦を遂行せしめ…以て我が企画遂行を妨害せり」と分析している。

### 日本とソ連航空運用の比較

#### 日本の航空機運用
航空戦は飛行機同士が制空権を争う航空撃滅戦と地上部隊を支援する地上直協戦に大別されるが、日本は前者をソ連は後者を重視する傾向があった。ソ連空軍の全機種が地上支援に参加したのに対し、日本陸軍航空隊は地上支援用の専門機種を持たずパイロットたちも空中戦の勝利にしか関心がなく、偵察や対地射撃の訓練もしていなかった。第一次ノモンハン事件では日本側が航空戦に圧勝したが地上では支援を欠いた東捜索隊が全滅し、航空戦の勝利は地上戦に全く影響しなかった。しかも、関東軍は無電を活用した空地連絡システムの整備に無関心で、事件後も航空撃滅戦への傾斜は進む一方だった。第23師団長小松原中将も「航空はあたかも航空自体のために動いていたかのように思われる」と不満をもらしている。
第二次ノモンハン事件でも陸軍航空隊の方針に変化はなかった。パインツァガン戦では日本側845ソーティー、ソ連側865ソーティーと出撃回数に大きな差はなかったものの、内訳は空戦65、爆撃25、偵察9と空戦の比率が圧倒的に高かった。対するソ連側は空戦18、爆撃43、偵察38と地上支援と偵察の比率が高く投下爆弾量もソ連78000発に対して日本は18000発だった。偵察面の不振は「偵察機が広角カメラを搭載していない」「地上と戦闘機の無線波長が合わない」など各種トラブルが原因であり、地上部隊も空地連絡の改善に鈍感であった。ソ連側の八月攻勢の直前には偵察機が攻勢の兆候をとらえ司令部に報告したが、関東軍はなんの反応も示さなかった。
日本軍の航空戦力が、戦況に大きな影響を与えることができなかった要因の一つとして、昭和天皇が1939年6月27日のタムスク爆撃に激怒したことに恐れた大本営が、越境爆撃の禁止を命じたことも挙げられる。ソ連中央からの物資の輸送はシベリア鉄道が頼りであり、輸送の責任者であったA.V.ノヴォブラネッツは「日本軍がシベリア鉄道のひとつかふたつでも爆撃してくれば、モンゴルのソ連軍は燃料・武器・弾薬もなくなる」と危惧していたが、タムスク爆撃以来、日本軍航空機が越境攻撃してくることがなかったため、ソ連は何の妨害を受けることなく大量の物資を前線に送り続けることができた。

#### ソ連の航空機運用
ジューコフは第一次ノモンハン事件における航空戦での惨敗を見て「我が航空隊は日本軍航空隊によって撃滅された。大きな損失を前にして空軍本部は判断停止、呆然状態に陥った」とモスクワに報告すると、スペイン内戦で活躍した、熟練パイロット22人を含む48人の専門チームを呼び寄せ以下の5つの対応策を練った。
- 5月29日〜6月16日まで戦闘行動を停止する
- その間に戦闘と訓練が不足と判定されたパイロットたちの再訓練を実施する
- 監視・警報・連絡のネットワーク作りと通信体制の改善
- 飛行場の増設
- 機動力に優れた97戦に対する技法の考案

中でもソ連軍は97戦対策に力を入れ運用法を大胆に改変した。改善点は以下の通りである。
- 単機格闘を回避し、I16の頑丈な設計をいかした高速一撃離脱戦法に徹する
- 空戦は旋回性能に優れたI153と有速のI16を組み合わせる
- I16の改良型を投入する（火力を2倍にした10型や10倍にした17型など。格闘戦より地上撃破を重視）
- パイロットと燃料タンクを守るため鋼板を搭載
- 低速のTB3重爆は夜間爆撃に徹し、SB中爆は97戦が苦手な高高度からの爆撃に徹する
- 97戦の餌食になっていたR5は偵察兼観測機に、I15は爆弾を外して襲撃機に転換

加えて爆撃機・襲撃機がそれらを護衛する戦闘機集団や高射砲部隊と連携しつつ、味方地上部隊の上空を長期に亘って制圧する「空のベルトウエイ」と呼ばれる戦術を生み出した。この戦術は8月攻勢で大きな戦果を上げ日本側の戦闘機隊が出撃しても一時的な制空に留まり、ジューコフは「第二段階においては我が戦闘機隊は制空権を獲得し、終結までそれを維持した」と成果を強調した。 これらの改善と数的優勢によって、空の戦いの様相は変化していった。 7月中の空戦においてはソ連軍の損失89機対して日本軍47機と日本軍優勢、ソ連軍の大攻勢があった8月以降においてもソ連軍損失39機に対して日本軍損失39機とほぼ互角の戦いで空戦ではソ連軍が圧倒したとは言えない状況であったが、数的劣勢の日本側にとって航空消耗戦はパイロットの大きな負担となり、少数精鋭を自負していた戦闘機隊隊長、中隊長クラスの損耗が増えていった。また格闘戦の戦果とは対照的に出撃回数ではソ連空軍が日本側を圧倒し、継続して航空優勢を握ることになった。 8月20日にソ連地上軍の大攻勢が始まるとソ連空軍は満を持した一大航空作戦を展開し、初日だけで爆撃機350ソーティー、戦闘機744ソーティーと過去最高水準の出撃数を叩きだした。対する日本側の出撃数は309ソーティーとソ連側の三分の一弱に過ぎなかった。翌日の出撃数は1138ソーティに達し、ソ連空軍はハルハ河上空の航空優勢を獲得、地上支援に専念していくことになる。 ソ連空軍は戦闘機やSB爆撃機まで低空爆撃に投入し、徹底して地上支援に集中した。8月攻勢の10日間でソ連軍爆撃機の出撃回数は日本軍爆撃機の10倍近い8530ソーティーに達した。 8月攻勢全体の出撃では制空のための出撃が約75％と最も多かったが、地上部隊支援のための出撃も約20％を記録しており、ソ連軍は保有する航空戦力の約１/５を地上部隊支援に投入した。これに加えて、制空のために出撃した戦闘機も機銃掃射で地上部隊を支援したことを考慮すると、ソ連軍地上部隊は、記録以上に航空支援を受けていたことになる。この頃の航空機は第二次世界大戦時とは異なり破壊力が小さく、結果的に日ソ両軍ともに航空戦力が戦況に与えた影響は限定的であったとの意見もあるが、ソ連の猛攻に直面した第6軍司令部は「現在頼むところは飛行隊だけである」と飛行集団司令部に悲鳴を上げており、8月攻勢においてソ連空軍は航空優勢を獲得したのみならず対地攻撃の実施によって「ソ連版電撃戦」理論で示された地上部隊に対する砲兵部隊と緊密に連携した火力支援の一翼を担っていた。

### 日本とソ連砲兵隊の比較
| 兵器名             | 保有数 | 損失数（内自己破壊） |
| ------------------ | ------ | -------------------- |
| 八九式十五糎加農砲 | 6      | 5 (4)                |
| 九六式十五糎榴弾砲 | 16     | 11 (5)               |
| 九二式十糎加農砲   | 16     | 11 (1)               |
| 改造三八式野砲     | 24     | 34 (10)              |
| 三八式十二糎榴弾砲 | 12     |                      |
| 九〇式野砲         | 8      | 2                    |
| 合計               | 82     | 63 (20)              |

| 兵器名                 | 保有数 | 損失数 |
| ---------------------- | ------ | ------ |
| ML-20 152mm榴弾砲      | 36     | 6      |
| M-30 122mm榴弾砲       | 84     | 26     |
| M1910/30 107mmカノン砲 | 36     | 4      |
| F-22 76mm野砲          | 52     | 11     |
| M1927 76mm歩兵砲       | 162    | 14     |
| 合計                   | 370    | 61     |

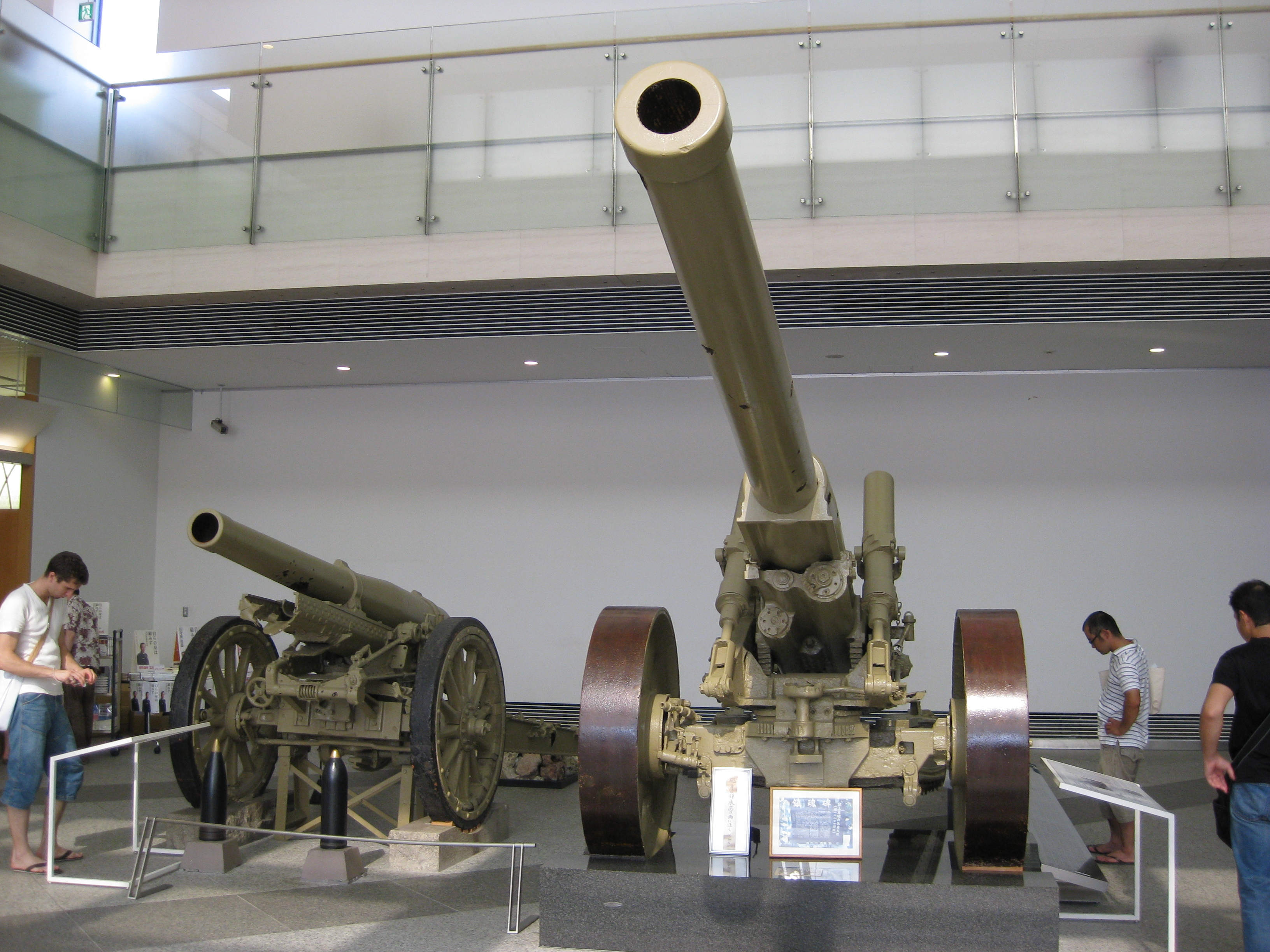
左・九六式十五糎榴弾砲、右・八九式十五糎加農砲（遊就館）

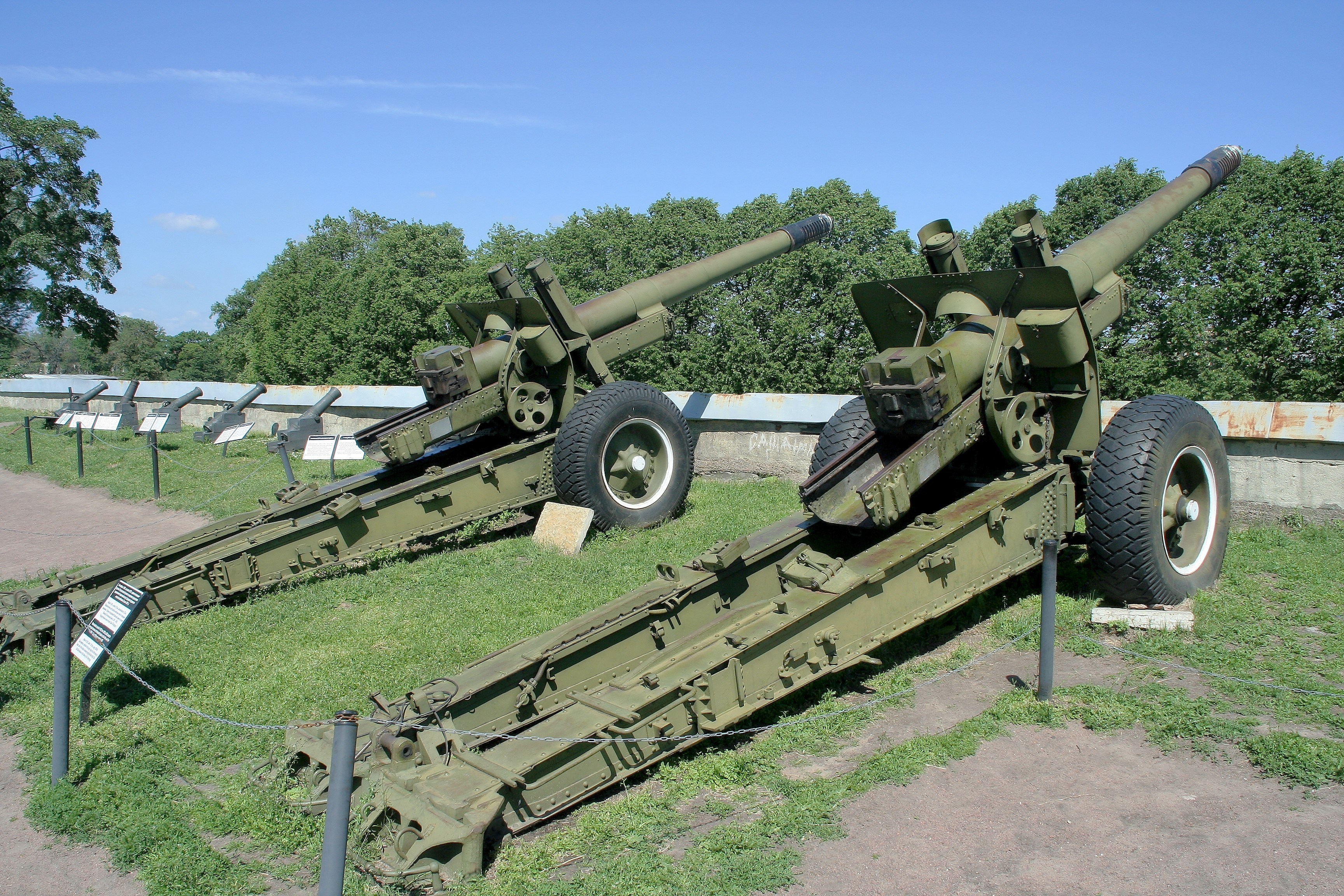
ノモンハン事件で猛威を振るったソ連軍ML-20 152mm榴弾砲

火砲の数はソ連軍が圧倒しており、口径10 cm以上の重砲では日本軍50門に対しソ連軍156門で約1対3、10 cm以下の軽砲（速射砲・歩兵砲等も含む）では日本軍277門に対してソ連軍546門で、約1対2であった。
砲の数もさることながら、消費砲弾量の差は日本軍（推計）66,000発に対しソ連軍は430,000発消費しており、比率は1対6.5にもなった。しかしこれはノモンハン事件全期間を通じての消費数であり、日本軍はハルハ河附近での大砲撃戦（7月23日から25日）で20,488発の砲弾を撃ち込んでいるが、8月のソ連・モンゴル軍の総攻撃の際は、砲弾不足による極端な砲弾の節約を迫られ、ソ連軍砲兵部隊に撃たれるがままであったため、その時の日ソの砲弾消費量の比率は1対10以上になっていたものと推定される。
砲の性能については、様々な評価はあるものの、川上清康砲兵大尉によれば、「威力性能はソ連火砲に些かも劣らず。とくに十五榴と90野砲は威力を十分発揮した」とソ連軍火砲との性能差は感じないとした上で、九六式十五糎榴弾砲と九〇式野砲を高く評価していた。敵のジューコフも「我が方をしのぐ長距離の重砲」と射程の面ではむしろ日本軍重砲の方が上回っていたと評価している。
しかし砲の運用についてはソ連軍の方が勝っており、川上は「陣地変換を煩雑に実施する、射撃すると直ちに後退するが如し」とソ連の火砲の巧みな運用について指摘している。一方、ソ連軍のジューコフは逆に日本軍の砲兵について「射撃陣地の変更を好まず、機動性に全く欠いていた」や「敵砲兵は優秀な測量隊を持ち、航空写真も活用して精度の高い地図を用意した。…有利な観測地点と射撃陣地に恵まれていたのに、訓練は不十分で、とりわけ歩兵との連携は稚拙だった」と辛辣な評価をしていた。訓練が不十分であったことは日本軍自身も自覚しており、特に『虎の子』との評価を受けて内地から増派された野戦重砲第3旅団について「実戦の経験者が皆無に近く、訓練も精致と称するには程遠い実情」と旅団長の畑は考えていた。
日本軍の観測隊は九八式直接協同偵察機を飛ばして弾着修正を試みていたが、日本軍砲兵隊は砲撃がそろわずバラバラで、砲弾の多くはソ連軍陣地外の空き地に着弾していたため、それを空から見ていた観測将校が「そんな下手な射撃はやめてしまえ」と呆れて無線で怒鳴りつけて帰ってしまったこともあった。
ノモンハン戦後に大本営研究班の主任として戦訓調査に当たった小沼治夫少佐は日本軍とソ連軍の砲兵を以下のように比較評価している。
- （日本軍の）砲兵将校能力劣る。射向1キロ広がり（砲弾が）集まらぬ中隊あり。
- 敵（ソ連軍）砲兵、予備陣地や掩砲所に隠れる。牽引車にて後へ下がる。

上表の各砲の損失数には敵軍に鹵獲されたものも含まれている。日本軍の重砲に自己破壊が多いのは、8月20日からのソ連軍の総攻撃で設置されていたバルシャガル高地（733高地、ソ連名レミゾフ高地）がソ連軍に包囲されたため、ソ連軍に奪われないよう破壊したものであるが、敵の攻撃下で徹底した破壊ができなかったため、多くの火砲が大きくは破損していない状態でソ連軍に鹵獲された（日本軍の主力重砲の八九式十五糎加農砲は戦場に投入した6門の内5門までがソ連軍に鹵獲されている）ソ連軍の総攻撃で砲兵陣地間近までソ連軍戦車に迫られた重砲隊は、重砲の零分角射撃（直接照準・水平射撃）でソ連軍戦車隊と戦い、大きな損害を与えたが全滅している。

### 対戦車戦闘

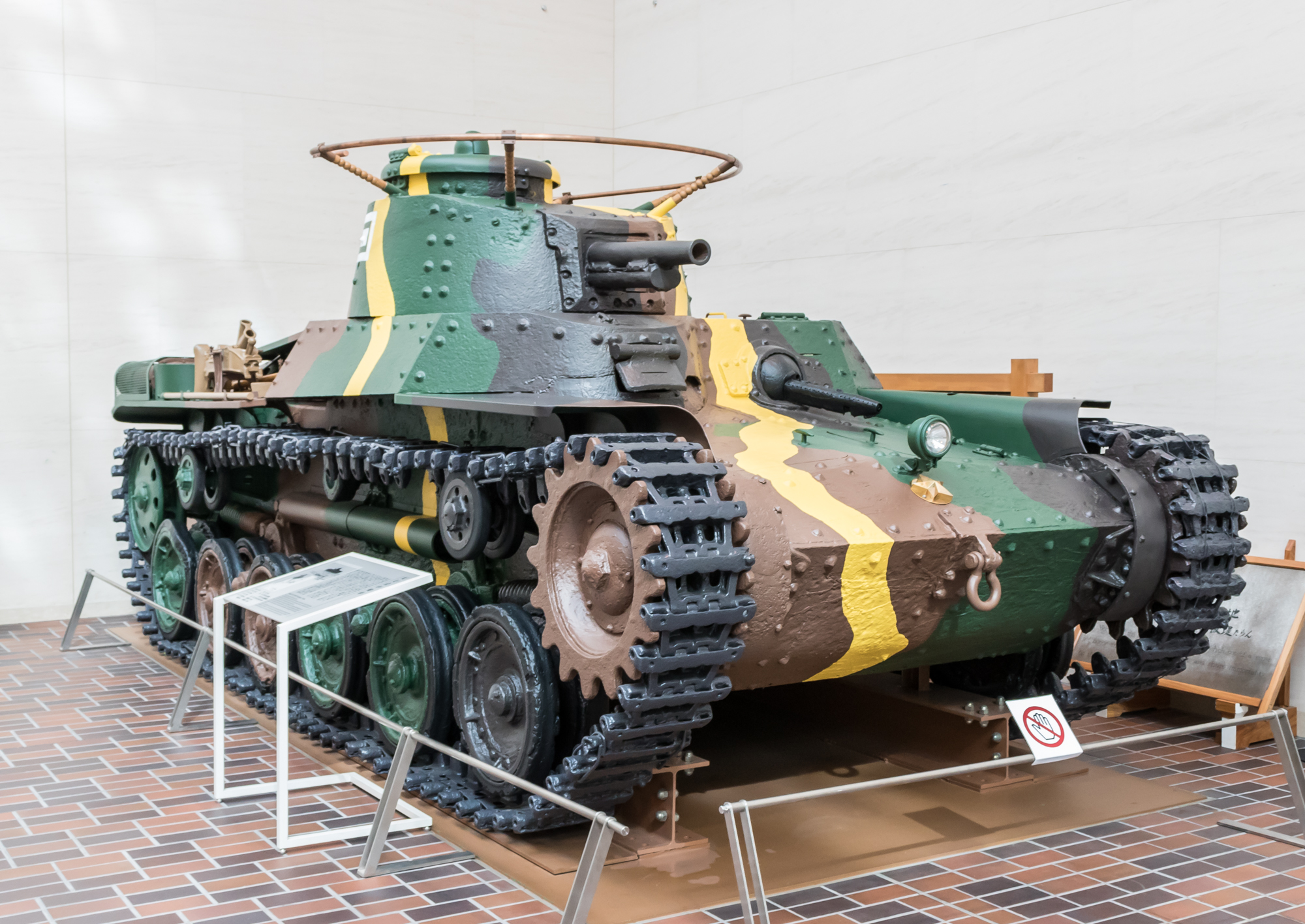
ノモンハン事件での日本軍主力戦車であった九七式中戦車、写真はサイパンの戦いで撃破されて、戦後に遊就館で展示されている戦車第九連隊の所属車

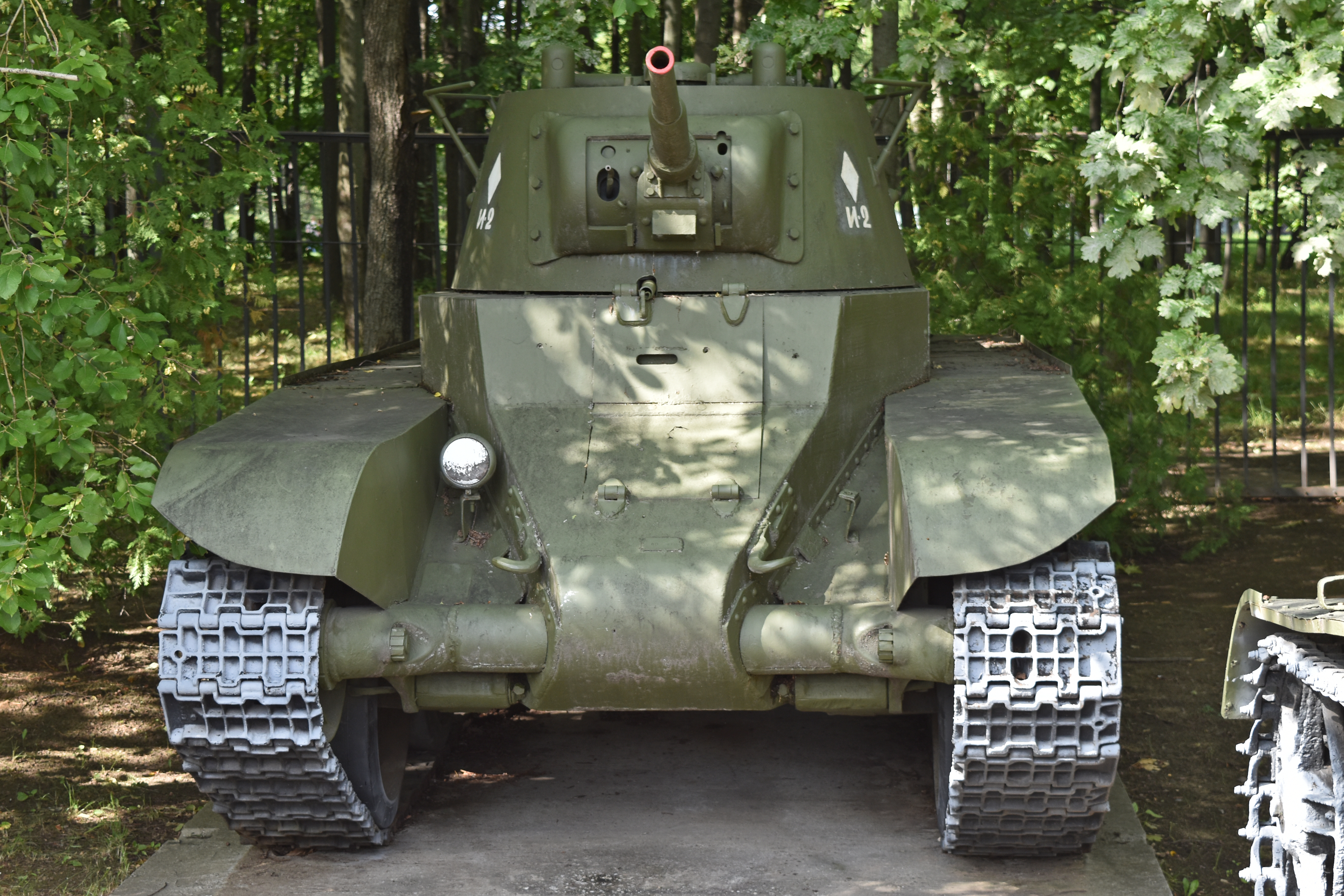
ノモンハン事件後期に大量に戦場に投入されたBT-7

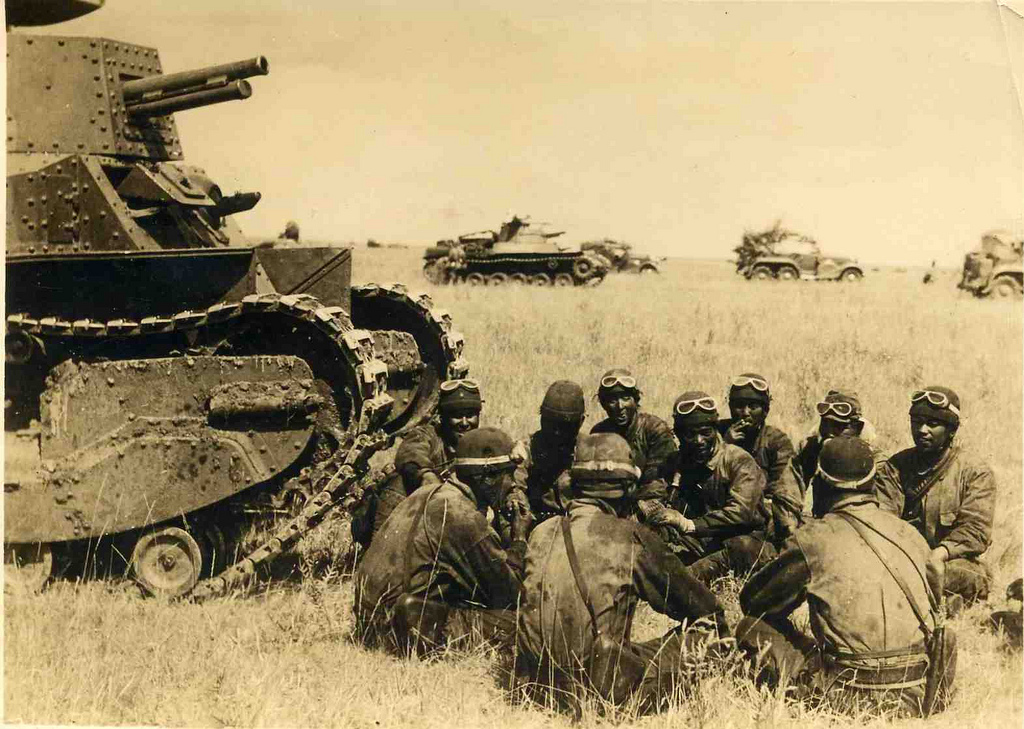
八九式中戦車と休憩中の日本軍戦車兵、中央奥にあるのは九七式中戦車

#### 速射砲
1939年当時のソ連軍は、T-34やKV-1のような装甲の厚い戦車を未だ保有せず、高速だが装甲の薄いBT-5（正面装甲厚13 mm）やBT-7（同15-20 mm）、T-26軽戦車（同15 mm）、FAI、BA-3、BA-6、BA-10、BA-20（以上、同6-13 mm）といった装輪装甲車を多数投入した。それに対する日本軍は対戦車戦闘の主力兵器として九四式三十七粍砲、少数ながら（最大で50門）九七式自動砲、九八式20mm高射機関砲も対戦車戦闘に参加、威力を発揮したという（九八式20mm高射機関砲を装備した部隊がノモンハンに投入されたという日本側の記録は無く、類似した構造の九七式自動砲との誤認の可能性もある）。また装甲の薄い装甲車には九二式車載十三粍機関砲野戦型も非常に効果的であり、前線で即席で砲架を作ったり、球形小架に装着したりして射撃効率を高めていた。
日本軍はこうした対戦車兵器を配置した対戦車防御陣地を構築した。これらの陣地は全周防御を施し、他の拠点と連絡通路で繋がり、互いの火力で連携できるようになっていた。最前線には、火炎瓶を装備した歩兵と対戦車地雷や結束手榴弾を装備した工兵が待ち受ける個人壕が掘られており、つぎに歩兵の数線の塹壕があり、大口径機関銃が配置されている事もあった。そして、陣地の最深部（最前線から150-200 m）に速射砲が設置されてあったが、巧妙に隠匿されており、ソ連軍戦車が300-400 mまで近づいてようやく発見できるかどうかであった。そして各速射砲は3、4個の予備陣地を構築しており、4、5発発射するごとに陣地転換し、ソ連軍からの攻撃を回避していた。各砲はあらかじめ照準調整試射を済ませており、目安となる線や標的を巧みに草や木などで偽装していたため、その標的を基準にした砲撃の精度は極めて高かった。
ソ連軍戦車が接近すると、まずは陣地内の速射砲が正確な砲撃を浴びせ、戦車が前線に近づいてくると、歩兵陣地から大口径機関砲による射撃や、火炎瓶や地雷により歩兵が肉弾攻撃を行った。また時には隣接する砲兵陣地から両翼から野砲による支援射撃も加わり、両翼十字放火を浴びるソ連軍戦車が日本軍の射撃陣地を特定することが困難となり損害を重ねた。ソ連軍戦車に歩兵の随伴が無い場合は、日本兵はソ連軍戦車の視察孔や視察装置内に見える戦車兵を小銃で狙撃してきた。日本軍の対戦車主力兵器となった九四式三十七粍砲はソ連側によれば「いかなる我が軍の戦車の装甲を無理なく撃破貫通」する「非常に軽量で、発見困難な機動兵器」であり、「対戦車戦の優秀な兵器」であることを証明したという評価であった。
日本軍は九四式三十七粍砲を陣地に据えつけているだけではなく、7月3日にハルハ河西岸でソ連軍第11戦車旅団を迎え撃った日本軍の速射砲部隊は、トラックの荷台に速射砲1門を載せて、動かないように土嚢で固定し、車上から砲撃している。林中尉の指揮する速射砲第一中隊および第二中隊の一小隊は、自動車で移動しながら、ソ連軍戦車と遭遇すると車上砲撃を行い、50輌 - 60輌のソ連軍戦車の内41輌を撃破したと報告している。
日本軍はハルハ河西岸での速射砲部隊の活躍により速射砲の威力を認識したため、全満洲から速射砲をかき集めてノモンハンに増派することとした。7月22日には関東軍参謀長名で第1師団と第7師団の速射砲30門が第23師団に増派され、実戦に投入された速射砲は62門で、さらに事件末期には230門もの速射砲が新設された第6軍所属となりノモンハンに投入されることとなっていた。
一方、ソ連軍も速射砲から大損害を被った教訓を活かし、8月に入ってからの大攻勢の際は、戦車は一旦日本軍陣地に距離を置いて停止し、戦車砲で遠距離砲撃を浴びせたり、重砲による支援砲撃を十分に加えた後、歩兵を随伴した戦車で日本軍陣地に突入し、歩兵が白兵戦で速射砲を含む日本軍陣地を殲滅するという、歩甲協同攻撃などの対策を講じている。また、BT-7に76.2 mm KT-28榴弾砲を搭載したBT-7A砲兵戦車が、日本軍の速射砲陣地攻撃に威力を発揮した。

#### 火炎瓶・対戦車地雷

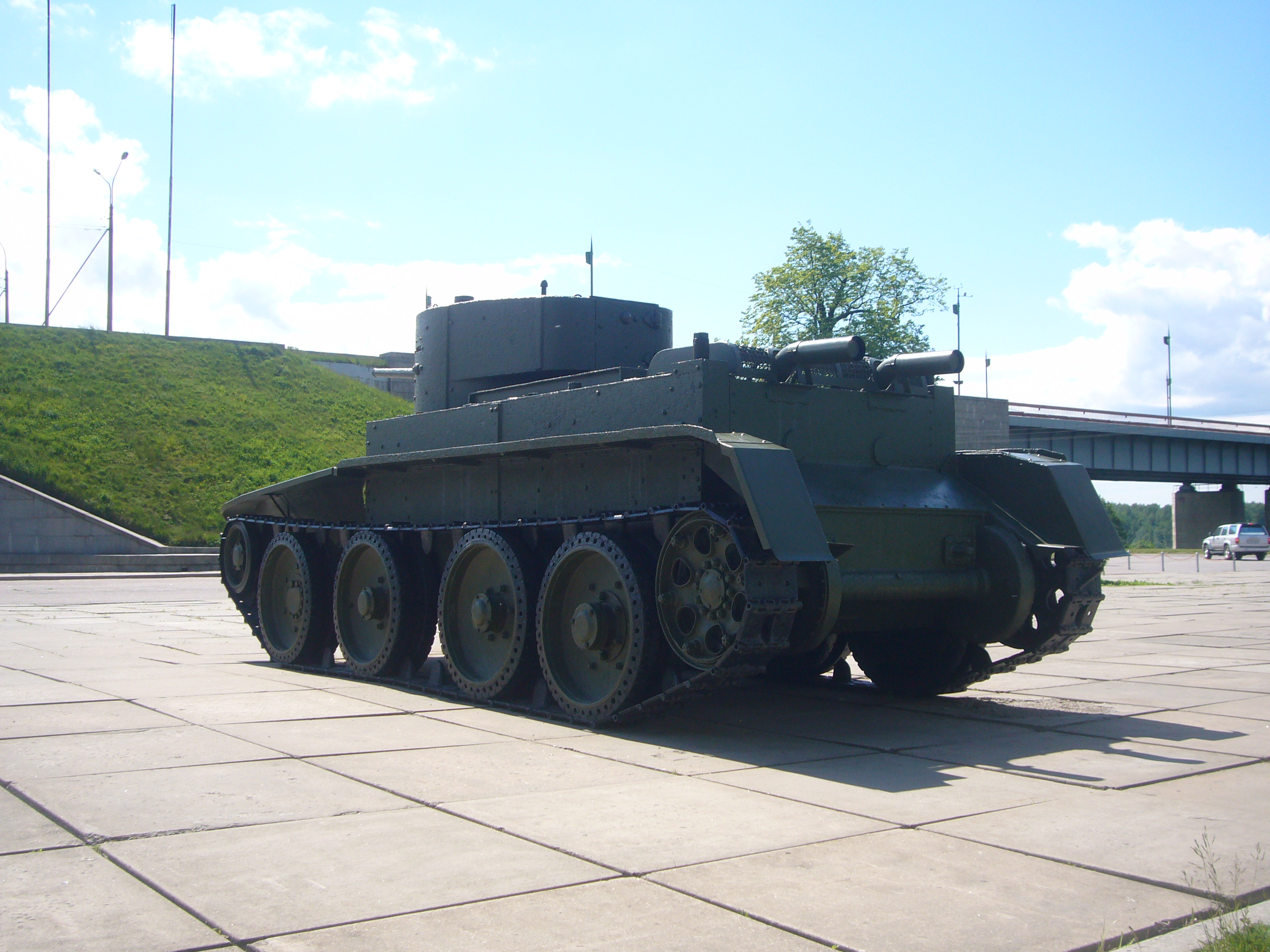
マフラーが廃止され、エンジングリルから排気管が伸びた形になったBT-5戦車、マフラー設置型と比べ、火炎瓶の被害を受け難かった

ノモンハンの戦場では、張鼓峰に引き続き、日本の歩兵とソ連の戦車との間で対戦車戦闘が繰り広げられた。ノモンハン戦で大々的に戦場に投入された歩兵用の対戦車兵器として火炎瓶がある。しかし、火炎瓶は日本軍の正式な兵器ではなかった。1937年にスペイン内戦で火炎瓶が猛威を振るったのを見た観戦武官の西村進少佐の報告により日本でも試験が行われたが、試験結果は芳しいものではなく、兵器として採用されることはなかった。しかし、第1師団の河村恭輔師団長など一部の将校がその効果を認め、配下部隊に研究を指示している。ノモンハンで日本軍が火炎瓶を使用するきっかけは諸説あるが、1939年5月28日に岡野一等兵がトラックで移動中にソ連軍戦車に攻撃され、ガソリン缶を敵の方に投げ捨てたところ、戦車がガソリン缶が踏みつけると同時に発火し戦車が炎に包まれた。これでソ連戦車がガソリンで炎上すると知った日本軍は、手軽に手に入るサイダー瓶をかき集めて大量の火炎瓶を作成した。
火炎瓶で戦車を攻撃する肉薄攻撃班は、火炎瓶2、3本と手榴弾数発を持った2名を1組とし、それぞれ個人壕に籠り、戦車が接近すると火炎瓶の導火線に点火し戦車に向かって投げつけた。戦車はたちまち炎に包まれると30 mぐらい走って止まった。炎上した戦車から飛び出した戦車兵は日本軍に射殺されていった。一番効果のあった7月2日から3日までのハルハ河東岸での戦いでの第26連隊の報告では、わずか1時間で10輌の戦車を火炎瓶で撃破したとしている。日本国内では国民の士気高揚のために、参戦者やジャーナリストによる、草葉栄中隊長著の『ノロ高地』、樋口紅陽『ノモンハン実戦記』、山中峯太郎『鉄か肉か』などの著作や見聞記で、戦車を肉弾攻撃で撃破する勇戦ぶりがことさら強調された。また戦争画で名高い藤田嗣治のノモンハン事件の戦争画『哈爾哈（ハルハ）河畔之戦闘』もソ連戦車に日本軍歩兵が白兵攻撃を行っている構図であり、日本兵が火炎瓶など肉弾攻撃でソ連軍機甲部隊に立ち向かうという構図が定着することとなった。
しかし、日本側の火炎瓶への高い評価と違って、ソ連側はさほど脅威には感じていなかった。ソ連の報告書では「ガソリンを入れて導火線の付いた栓をしたありきたりのワインボトル（実際はラムネ瓶）を集めた『放火隊』が配置についていた。戦車に投擲された瓶は火災を引き起こし、逃げ出す乗員らは射殺されていった。この戦法はあまり効果的ではなかった。7月の作戦で撃破された第11戦車旅団の戦車の中で調査した20輌の内、砲撃を受ける前に放火されたのはわずか2輌に過ぎなかった」とされている。
火炎瓶と比較して、対戦車地雷は効果的であり、7月の作戦で撃破された第11戦車旅団のBT-5快速戦車25輌の内、対戦車地雷で仕留められたのは4輌であった。日本軍は対戦車地雷を長い竹竿に装着して肉弾攻撃の武器としても使用している。戦闘工兵が死角から戦車に接近し、長い竹竿を使ってキャタピラの下に地雷を付きだして戦車を停止させると、戦車に飛び乗って車内に手榴弾を投擲して撃破している。しかし、日本軍の主力地雷となった九三式戦車地雷は炸薬量が少なかったので威力不足で、しばしばキャタピラでさえ破壊できないこともあった。特にノモンハンの戦場に多く存在した砂地では威力がさらに減殺され、効果的な使用ができなかった。
ソ連軍は、日本軍の対戦車陣地対策として、戦車小隊を、前列3輌、後列2輌のチェス体形で行動させるようになった。前列の戦車によって暴露された速射砲や肉弾攻撃の日本兵を、後列2輌の戦車が殲滅するという戦術であった。特にこの戦術は火炎瓶や対戦車地雷をもって潜んでいた肉弾攻撃兵に大きな効果があり、第二次ノモンハン事件後半の頃には、ほぼ日本軍の肉弾攻撃を無力化していた。また、ハルハ河西岸の戦いでは、炎天下で長距離の連続走行をしたため、戦車の装甲やエンジンが灼熱化しており、火炎瓶の炎が車体全体に延焼し、重篤な損傷を受けることが多かったため、連続走行を控えてエンジンの過熱を防止した。さらに、ノモンハン戦で最も多く投入されたBT-5戦車は、車体後部にむき出しで大型の円筒形マフラーが設置してあったが、これが灼熱化し火災延焼の原因となっていた。ノモンハン開戦直前に第58特別軍団にはBT-5とT-26とT-37しか配備されていなかったが、第二次ノモンハン事件のソ連総攻撃時には、そのマフラーを廃止し排気管だけを出したBT-5やBT-7が投入されている。
日本側は、7月3日のハルハ河の渡河戦などで、火炎瓶による肉弾攻撃が極めて有効との認識であったのに対し、これらのソ連の対策により戦果が挙がらなくなったため、師団長の小松原は8月22日付の日誌に「敵の優良戦車現出」「サイダー壜を以て肉薄攻撃するも効果なく我軍をして失意せしめたり」と書いている。
なお、日本側の書籍では、火炎瓶対策として、ソ連側が戦車の機関室に金網を取り付けたとの記述も見られるが、BT-5戦車は1934年の初期生産型の段階で、既に機関室グリル上に異物混入防止用の金網製カバーが取り付けてあり、ソ連側の資料にも火炎瓶対策で取り付けたとの記述はない。また、より火災に強いディーゼルエンジンの戦車をソ連軍が投入したとも記述されることがあるが、ディーゼルエンジンを搭載したBT-7戦車の発展型BT-7Mが部隊配備されるのは、ノモンハン事件が停戦となった以降の1939年12月以降のことであった

#### 化学戦車の実戦投入
ソ連軍は化学戦車と称した火炎放射器をT-26に搭載した戦車をノモンハン戦初期の5月から投入していた。火炎放射器は陣地攻撃に絶大な威力を発揮、特に日本軍歩兵は火炎放射されると、恐怖と呼吸困難により陣地を維持することができず次々と放棄していった。ソ連軍は、東捜索隊の殲滅戦で、火炎放射器は日本の頑強な陣地に非常に有効な兵器と認識、8月の大攻勢では37輌の化学戦車を戦場に投入し、多い部隊は1日に11回も出撃していた。8月21日のフイ高地攻撃にも多数の化学戦車が投入され、フイ高地の日本軍陣地にはいくつもの火柱が林立していたという。火炎放射戦車は日本軍陣地を炎をまき散らしながら走り回り、対戦車兵器がない歩兵にはなす術がなく、炎を防ぐため壕に伏せるのがやっとであった。しかし、化学戦車は日本軍に目の敵にされ、攻撃の優先目標となったため、ノモンハン事件で合計12輌の化学戦車が撃破されている。

#### 戦車戦
|                 | 九五式軽戦車（日本） | 八九式中戦車（日本） | 九七式中戦車（日本） | T-26（ソ連） | BT-5（ソ連） | BT-7（ソ連） |
| --------------- | -------------------- | -------------------- | -------------------- | ------------ | ------------ | ------------ |
| 重量（t）       | 6.5                  | 12.0                 | 15.0                 | 8.0          | 11.0         | 13.9         |
| 戦車砲          | 37mm砲               | 57mm砲               | 57mm砲               | 45mm砲       | 45mm砲       | 45mm砲       |
| 主要部装甲 (mm) | 12                   | 17                   | 25                   | 13           | 15           | 20           |
| エンジン馬力    | 120                  | 120                  | 170                  | 80           | 400          | 450          |
| 最高速度 (km)   | 40                   | 25                   | 38                   | 35           | 55           | 52           |
| 全高 (m)        | 2.25                 | 2.56                 | 2.23                 | 2.2          | 2.16         | 2.29         |
| 全長 (m)        | 4.3                  | 5.74                 | 5.55                 | 4.56         | 5.35         | 5.66         |
| 超越壕幅        | 2.0                  | 2.65                 | 2.5                  | 1.8          | 2.0          | 2.0          |

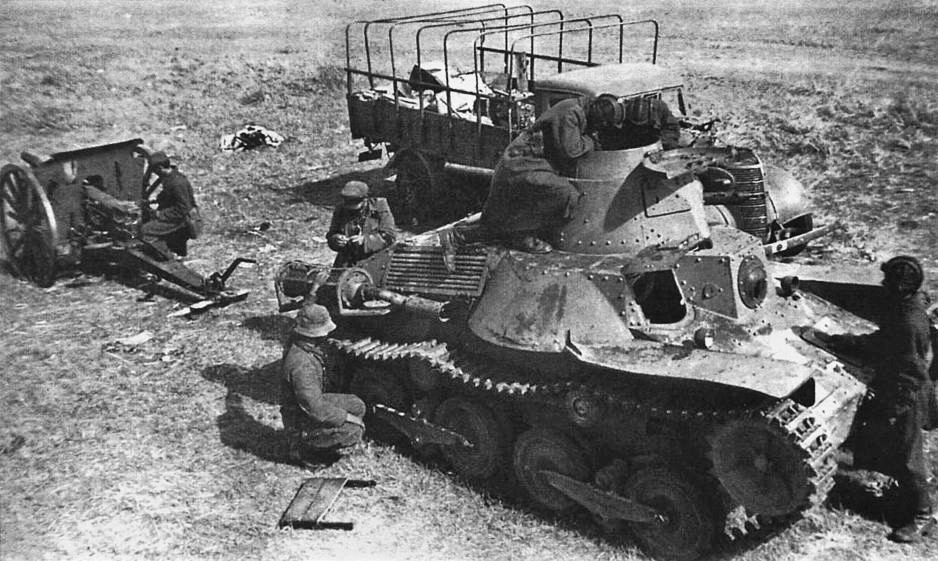
7月2日の夜襲で行動不能となりソ連軍に鹵獲された戦車第4連隊の九五式軽戦車

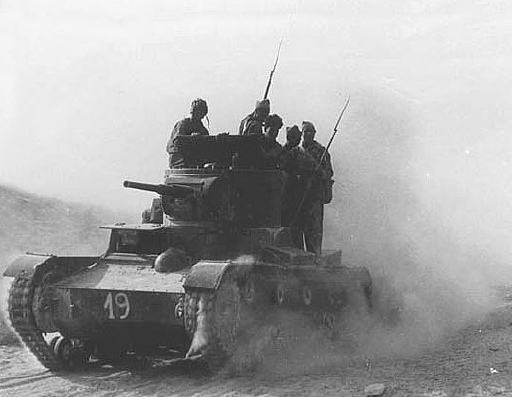
スペイン内戦で活躍したT-26

ソ連軍が7月以降約500輌の戦車・装甲車を投入し続けたのに対して、日本軍は戦車第3連隊（八九式中戦車26輌、九七式中戦車4輌、九四式軽装甲車11輌、九七式軽装甲車4輌）と戦車第4連隊（八九式中戦車8輌、九五式軽戦車35輌、九四式軽装甲車4輌）と戦車合計で73輌、装甲車を加えても合計92輌を投入したに過ぎず、また戦車部隊が戦闘に参加した期間は、実質的には7月2日夜から6日までに過ぎなかった。
ソ連軍の戦車砲は、既にスペイン内戦において独・伊製の軽戦車を相手に大威力を証明していた長砲身45mm砲（20-K 45mm戦車砲）は砲口初速が高く（約760 m/s）、中・遠距離でも貫通力が高かった。また弾道が低進するため、中・遠距離の動目標に対して有利であった。それに対して日本軍の戦車砲は1920年代末 - 1930年代前半に開発されたものか、その小改良型で、中・遠距離での対戦車戦闘をそれほど考慮していない八九式中戦車と九七式中戦車の短砲身57mm戦車砲（九〇式五糎七戦車砲・九七式五糎七戦車砲）は砲口初速が低く（約350 m/s）山なり弾道となり、中・遠距離の動目標に対して不利であった。九五式軽戦車の37mm戦車砲（九四式三十七粍戦車砲）は短砲身57mm戦車砲より砲口初速は高い（約575 m/s）ものの、ソ連の長砲身45mm砲よりは低かった。これらの砲口初速の差は貫通力の差の要因にもなった。
総合的に日本軍の戦車砲・対戦車砲は、ソ連軍の戦車砲・対戦車砲の長砲身45mm砲と比べて、砲口初速、徹甲弾の強度や貫通力（日本側は希少金属の制約により弾頭の金質が劣っていたことや、徹甲弾 (AP) でなく弾頭内に炸薬を充填した徹甲榴弾 (AP-HE) を主用したことも一因であった）の点では劣っていた。そのため中・遠距離では命中角が悪いと命中しても貫通せず跳弾することが多かった。のちに陸軍少年戦車兵学校の校長となった玉田美郎は、ノモンハンの戦いでは戦車第4連隊長を指揮していたが、部下の砲手が「隊長殿、私の撃つ砲弾は、たしかに命中するのですが、敵戦車は跳ね返します」と嘆くのを聞いて、この戦闘の行く末を心中密かに心配している。
日本軍における戦車の位置付けは歩兵直協で敵の機関銃制圧が主任務であり、『戦車兵操典』が出来る前の日本軍戦車兵の教典であった『教練規定』には「戦車はみだりに対戦車戦闘すべきものに非ず」と定められていたほどで、八九式中戦車に搭載された短砲身57mmはその運用思想にかなうものであり、九七式中戦車開発に際しても主砲の威力増強も検討されながら、結局は「短砲身57mmで十分」と判断されてしまった。日本軍戦車開発の中心的人物であった原乙未生はのちに「57mm砲で十分と認められたので変更することができず、火砲問題が将来に残されたのは遺憾なことであった」と回想している。
戦車第3連隊長の吉丸は『教練規定』を無視してソ連軍戦車に果敢に突撃したが、ソ連軍のBT戦車やT-26戦車の装甲は比較的薄く、貫通力が劣る日本の戦車砲でも、500 m前後の中距離なら十分に貫通できた。さらに中国大陸での運用を踏まえた経験の蓄積により、射撃の腕では躍進射撃などの訓練を積んだ日本側の方が圧倒的に優れていた。また、榴弾による射撃でBTやT-26の機関部付近を狙撃し、ガソリンタンクに引火させ撃破する戦法も多く用いられた。さらに、相互に連携しあって戦闘を行う日本軍戦車に対し、ノモンハン戦初期のソ連軍戦車は数は多いが行動はバラバラで連携が取れておらず、日本軍戦車の集中射撃に各個撃破されていた。一部には戦車や装甲車を乗り捨てて逃げるソ連兵もいたほどであった。7月3日の戦車第3連隊のソ連軍陣地への突撃が、ノモンハンにおける最大規模の戦車戦となったが、日本軍はソ連軍戦車32輌、装甲車35輌撃破の戦果を報告しながら、ピアノ線使用の蛇腹式鉄条網に多数の戦車が走行不能となったところを対戦車砲に狙い撃たれ、連隊長車の九七式中戦車を含めて戦車13輌、装甲車5輌を撃破されて攻撃は撃退されている。
かつては「戦車の戦闘性能はソ連軍のそれに比べ劣っていた。日本軍の八九式中戦車の装甲板17 mmはソ連軍の戦車砲で簡単に破壊されたが、八九式中戦車の短砲身57mm砲はソ連戦車の装甲を破壊できなかった」や「ノモンハンでの日本戦車の射撃は実に正確だったそうだが、実際は相手に命中しても炭団を投げつけたように貫通せず、タマは敵戦車に当たってはコロコロと転がった。ところがBT戦車を操縦するモンゴル人の大砲は、命中することにブリキのような八九式戦車を串刺しにして、殆ど全滅させた」などどの著名歴史作家などの著作の記述により、一方的に日本軍戦車隊が殲滅されたとの認識が一般的に広まったが、それは事実誤認であった。主砲については前述の通り、ソ連軍戦車装甲を貫通していたし、装甲厚にしても、ノモンハンの戦場で最も厚い装甲を持っていたのは、日本軍の4輌の九七式中戦車（最大装甲厚25 mm）であった。また軽装甲しか持たないソ連の装輪装甲車は脆弱で、しかもタイプによっては操縦手の膝上や後上部にガソリンタンクがあるという構造的欠陥もあり、7.7mm重機関銃の徹甲弾の集中射撃や九二式車載十三粍機関砲の13.2mm弾でも撃破可能であった。
日ソの戦車戦が戦われたのは7月2日から6日までのハルハ河付近の戦いであった。ここで日本軍が投入した戦車・装甲車は戦車第3連隊と戦車第4連隊の2個連隊92輌に対してソ連・モンゴル軍は452輌と5倍の数であった。戦車第3連隊と第4連隊の戦車は、数を増すソ連軍戦車と7日まで激戦を繰り返し、多数の戦車・装甲車を撃破した。しかし、損害も大きく、7月3日、4日の戦闘に日本側は73輌の戦車（九七式中戦車4輌、八九式中戦車34輌、九五式軽戦車35輌）を投入したが、41輌が撃破もしくは損傷した。しかしながら日本軍の中戦車は炎上しにくいディーゼルエンジンを搭載しており、撃破されても容易に炎上しなかったため、多くが回収され修理された。結局、7月3日、4日で撃破された日本軍戦車41輌のうち完全損失となったのは13輌のみであり、残りは前線ないし後方基地で修理され実戦復帰している。壊滅した戦車第3連隊も一週間後には撃破された戦車のうち75%が修理を受け部隊復帰している。この点は、速射砲弾の貫通や火炎瓶により容易く炎上し全損となるソ連軍戦車に対する日本軍戦車の優位点となった。それでも、連日の激戦で修理も補充も間に合わず、1939年7月7日時点で九七式中戦車1、八九式中戦車乙14、八九式中戦車甲4、九五式軽戦車11の合計30輌の戦車と7輌の装甲車を失った。損害の大きさに驚いた関東軍司令部は7日をもって、両連隊のこれ以上の消耗を恐れ引き揚げ命令を下し、日本軍はこの後、戦車なしで戦うこととなった。しかし、両戦車連隊の多くの将兵にとっては「戦い半ばにして命令によりやむなく後退」という気持ちが強かったという。
日本軍戦車隊が戦場で決定的な成果を上げることができなかったのは、ソ連軍戦車との性能と数の差もあったが、戦車と他兵科との連携が十分でなく、十分な支援が得られなかった上に戦果が拡大できなかったことが原因の一つであった。ハルハ河渡河戦を戦った安岡正臣中将率いる独立混成第1旅団（安岡支隊）の編成に問題があり、歩兵には十分な自動車がなく、戦車隊の進撃についていくことができなかった。その編成を戦車第4連隊の玉田美郎連隊長は「戦車と神代生まれながらの二本脚で敵弾に裸の歩兵と中世的な輓馬砲兵を組み合わせた三人四脚の戦場速成の行き当りばったりの兵団」と揶揄（）している。

#### 兵科別ソ連軍戦車撃破割合
| 日本軍兵科（攻撃手段） | 撃破割合  |
| ---------------------- | --------- |
| 速射砲                 | 75% - 80% |
| 野砲                   | 15% - 20% |
| 歩兵（火炎瓶）         | 5% - 10%  |
| 航空機                 | 2% - 3%   |
| 工兵（地雷・手榴弾）   | 2% - 3%   |

日本軍の対戦車戦闘の主力となったのは速射砲と野砲の火砲であり、割合で見ると90% - 95%のソ連軍装甲車輌は日本軍の火砲により撃破されている。日本軍の主力対戦車兵器となった九四式三十七粍砲は、最長1,000 mでもソ連軍戦車の装甲を貫通することができた。速射砲が命中すると、戦車はほぼ全て炎上し、あたかも木造家屋のようによく燃えた。それで15分後には弾薬の誘爆が始まり、爆発後の戦車は回収しても屑鉄以外の使い道がなかった。
ノモンハン戦で強い印象を残した火炎瓶攻撃は、印象に対してその成果は大きいものではなく、5% - 10%の装甲車輌を撃破したに過ぎない。しかし、うまく戦車を火に包むことができれば、修復不可能な程の損傷を与えることは十分可能であった。
ソ連軍は各戦車中隊ごとに戦車の修理を監督する技術担当士官を配置し、技術士官には修理対象の損傷戦車を牽引するトラクターと、技術士官自身が搭乗するための戦車が宛がわれたが、その戦車やトラクターが日本軍速射砲の餌食となることも多かった。日本軍は撃破や擱座させた戦車をソ連軍が回収・修理できないように火炎瓶などで全焼させた。一方のソ連軍も全焼し修復の目途の立たない戦車は穴を掘って埋めていた。埋めた理由というのは、日本軍は撃破された戦車に狙撃兵を忍ばせ、回収するために近づいてきた技術士官やソ連将校を狙撃したり、時には速射砲や機関砲を備え付けた即席陣地とし、防御の拠点にすることも多く、日本軍に再利用させないためであった。
ソ連軍で最も損害の大きかった部隊は第11戦車旅団であった。緒戦からBT-5で戦闘に参加して大きな損害を出し、7月23日 - 8月28日の間にBT-7を155輌供給されていた。8月20日にはBT-5やBT-7など154輌で戦闘に参加、しかし続発する損害や故障に修理や補給が追いつかず、30日には稼働38輌・死傷者349名と、再び壊滅状態に陥っている。
戦後、ノモンハン従軍の元日本兵にNHKが番組取材で収録した記録によると、ソ連戦車には乗員ハッチ外側から南京錠による施錠がなされていたとの証言がある。逃亡を防ぐ目的および督戦のための処置ではないかとの証言であった。ハッチが外側から施錠されているため戦車が撃破された場合乗員は脱出できず、脱出していれば助かったであろう命が失われたことになる。

### 両軍が得た軍事的教訓

#### 日本軍
ノモンハン停戦後に日本軍は、得られた教訓を今後に活かすべく、現地調査も含めて研究・討議し以下の報告書を作成している。
- 『ノモンハン事件に関する観察』村上啓作中将 1939年9月27日
  - 砲兵の自衛力強化、戦車の強化（戦車砲の初速と装甲増大）航空隊の強化、歩兵の対戦車能力の強化の提言。
- 『作戦用兵上より見たる「ノモンハン事件の教訓」』関東軍参謀島貫武治少佐 1939年9月30日
  - ソ連軍が自動車を21,000輌もつぎ込んできたため、機動力で日本軍が圧倒的に劣っていたことの指摘、航空部隊が事件後半は劣勢だった理由の考察。
- 『参謀長会同席上に於ける第5課長口演要旨』（唯物主義ソ軍の観察に就いて）参謀本部 第2部第5課（露西亜課）1939年10月10日
  - ソ連の厖大な戦力補充能力、大量の自動車で克服した兵站問題、対敵能力、優秀なる火力、欠陥を補正するのが極めて機敏と分析、同時に物資偏重の必然的結果としてソ連軍は日本軍と比較し精神面で弱いとの指摘。ただしノモンハン事件は「特殊な情況と地形で行われた作戦」であり「ソ連軍の長所を過大に短所を過少に判断する」ことがないよう注意すべしとしている。
- 『ノモンハン事件に関する若干の考察』参謀本部作戦課長稲田正純大佐 1939年10月17日
- 『ノモンハン事件に関する所見』関東軍参謀 寺田雅雄大佐 1939年10月13日
  - 参謀本部と関東軍の非難の応酬、互いに統帥を乱したと非難しあった。特に関東軍は第6軍は負けたのでなく、参謀本部が第6軍の攻勢を中止したのが敗戦思想と非難。
- 『戦場心理調査報告、戦場心理調査に基づく所見』浦邊少佐、高木嘱託、梅津嘱託
  - ノモンハンでの兵士の心理についての考察、どういうときに集団行動が崩壊するかや、恐怖心の発生分布等が説かれる。
- 『ノモンハン事件研究報告』大本営陸軍部ノモンハン事件研究委員会第一研究委員会 1940年1月10日

この中の『ノモンハン事件研究報告』は参謀本部主導で作成されたもので、小池龍二大佐が委員長、主査小沼治夫少佐の、第1委員会（戦略戦術・編成・資材・通信・経理衛生・ソ連事情等）22名、第2委員会（軍事情報）10名で編成された『ノモンハン事件研究委員会』により作成され、完成したものは陸軍三長官に提出された。作成にあたっては、現地で関係者から徹底した事情聴取を行うなど、大掛かりな調査が行われたが、委員長の小池は1939年9月に北支の前線から参謀本部に転属したばかりで、ノモンハンの事情は殆ど知らなかった上に、大きな権限は与えられておらず、軍司令官や師団長などより直接事情聴取を行う明確な権限はなく、現地の関東軍の幕僚らは「何も知らないのがやってきた」とその能力に懐疑的であった。
しかし、委員らの熱心な調査・研究により、指摘はかなり踏み込んだ的確なものとなった。要約すると「最大の教訓は国軍伝統の精神威力を益々拡充すると共に、低水準にある我が火力戦能力を速やかに向上する必要あり」「火力戦能力向上については、その要を強調して既に久しくなるが、遂に所望の水準に達さず、今回の事件に逢着することとなった」「そうなった原因は、我軍は欧州大戦（第一次世界大戦）を経験しなかったため、文献等により習得した認識に過ぎなかった」「今事件を契機に、火力戦に対する正当な認識を持ち、編成・装備・補給・教育・運用・技術各部門の飛躍的進展を促進させなければならない」と的を射たものであったが、工業力水準の問題もあり、日本軍をソ連並みの火力に持っていくのは最初から困難であるという認識が、ノモンハン事件研究委員会調査開始前の1939年10月4日の陸軍省内の秘密会議の席で既に話し合われていた。「ノモンハン事件の後始末については、12月中旬頃迄には、将来の策の決着をつけたいと思っている。装備については形をソ連に似せるが、その能力はその8割と思わねばならぬ、戦力比は10対8なり。残りの2割は精神力で補う外なきも、これはなかなか困難である」と結論付けているように、落としどころは最初から決まっていたも同然で、火力が短期間に向上するあてはないので、当面は日本兵の敢闘精神に頼った、夜間の急襲戦法と白兵戦能力により対抗するしかないとされた。
この報告書は4つの省部内の金庫に死蔵され、報告書の目的であった「国軍兵備改善進歩に資す」にはあまり活用されることはなかったが、それでも研究に兵站や技術などの実務将校が関係したため、一部でノモンハン事件の教訓を活かした装備改善が図られた。特に教訓を活かしたのが陸軍航空本部とされる。
- ノモンハン戦の戦訓は、日本陸軍の航空機・装備開発や運用面では大きな影響を与えた。防弾装備（防弾鋼板、防漏燃料タンク、風防防弾ガラス）の研究・装備、無線装備（無線電話）の質向上と効果的利用、単機空戦から編隊空戦への移行・強化、飛行戦隊（独立飛行中隊）と飛行場大隊（飛行場中隊）の空地分離など、陸軍航空の更なる近代化を重視する考えが内部に生まれた。また、将来は陸軍航空隊の中核幹部となる若手将校・下士官らベテラン・パイロットを多数失ったことは、陸軍戦闘機隊の崩壊さえ招きかねない事態と危惧され、下士官からの叩き上げパイロットへの陸軍航空士官学校における部隊指揮官教育を経ての将校登用（少尉候補者制度）を積極的に進め、さらに少年飛行兵の募集を強化するなど、海軍に先駆けて航空戦力の拡充を図る端緒となった。
- 九七戦がソ連軍機に対してその旋回性能が最後まで強力な切り札だったことから、陸軍航空隊では格闘戦重視の軽戦闘機が主流となったが、一方で高速重武装（重戦闘機）へと発展を遂げている世界情勢もノモンハンでの戦訓と相まり強く認識され、太平洋戦争開戦に至るまで卓上では最後まで結論は出なかった。そのため運動性重視の軽戦一式戦「隼」と、速度と武装重視の重戦二式単戦「鍾馗」の二つの単座戦闘機がほぼ同時期に採用・実用化され、のちにバランスの取れた四式戦「疾風」へと進化した。

一方で、火力については資源や予算配分の問題から大きな進展のないまま太平洋戦争に突入することとなった。
- ノモンハン事件以前から日本側の戦車や対戦車砲の対戦車性能の不足はある程度認識されており、試製九七式四十七粍砲やBT戦車と同級の47mm戦車砲を搭載した試製九八式中戦車などの開発が行われていた。ノモンハン事件の発生を受け、事件直後の1939年9月には試製九七式四十七粍砲を発展させた一式機動四十七粍砲の開発が開始され、また1940年9月に試製九八式中戦車の試製47mm戦車砲を九七式中戦車に搭載する試験（後の一式四十七粍戦車砲を搭載した新砲塔チハの基となった）が行われるなど、戦車や対戦車砲の対戦車性能を向上させる試みが行われた。だがこれら新装備の開発や配備は進まず、一式機動四十七粍速射砲や新砲塔チハの配備が行われたのは数年後の1942年になってからであり、戦車や対戦車砲の対戦車性能を改善する教訓は十分に生かされたとは言えなかった。太平洋戦争後半においては、新型戦車や新型対戦車砲の生産も投入も間に合わず、結果として第二次世界大戦末期に至るまで旧式な装備の使用を続ける事となり、連合軍の戦車・対戦車装備との陸上戦で苦戦する一因となった。

#### ソ連軍
勝利したソ連軍にも大きな課題がいくつも判明している。
ジューコフ率いる第一軍集団の上部機関として極東のソ連・モンゴル軍を統括した、ソ連前線集団司令官グリゴリー・シュテルンはノモンハンの勝利を「ソ連の8個師団に対し、日本は不完全な2個師団に過ぎなかった。言うなれば4対1であった。戦車・大砲においても我々は優越していた。ただ損失数においても我々は優越していた。死傷者数は膨大であり、ベッドは不足していた。我々が世界に吹聴した勝利は、あまりに犠牲の大きい勝利で世界に勝利を喧伝する必要はなかった。ノモンハン事件は間近に迫っていた軍事的災難の序章であった。我々に戦争の準備ができていなかったことは確実であった」と後年考えた通り、停戦後に、参謀本部に戦闘経験を調査し、作戦の誤りや、軍の戦争準備の遅れ等の問題点を洗い直すよう指示をしている。
GRUの元情報部長でノモンハン事件では後方支援部隊の隊長をしていたV・A・ノヴォプラネッツの手記によると、調査委員会は、前線で指揮官から一般兵士に至るまでの聞き取りを開始したが、ジューコフはこの調査に非協力的であり、ヒアリングに一回応じただけで、その後は調査委員に会おうともしなかった。それでも調査報告書は出来上がり、シュテルンに提出された。シュテルンはこの報告書を最高司令部に報告した後、貴重な教訓として各部隊に配布するつもりでいたが、この報告書が提出された際の参謀本部の本部長は栄転していたジューコフであった。この頃すでに、自画自賛に溢れたノモンハン事件の回想録を出版していたジューコフは、報告書の出版許可を申し出た参謀本部の東部作戦部長のシェフチェンコ大佐を罵り、報告書はそのまま死蔵された。その後、シュテルンは新任の国防人民委員部防空局長での任務上の責任を問われ大粛清の対象とされ、1941年10月28日に銃殺刑に処されたため、死蔵された報告書が日の目を見ることはなかった。したがってその詳細な内容は今日でも不明である。
ノヴォプラネッツが指摘したソ連軍の問題点は以下の通りである。
- 我々が日本軍に勝利したのは、兵力や兵器の数について圧倒的に優勢だっただけで、決して戦闘能力が優れていたわけではないが、「（日本軍なんて）ひとひねりだ」と思い上がったため、大きな損失が生じることとなった。
- 各部隊の間には何ら協同行動もなく、それぞれの兵科が個々バラバラに行動していた。
- 通信については、無線が全車輌や全部隊に配備されていなかったので、ソ連軍の司令部はナポレオン時代さながらに各部隊の連絡は連絡将校に任されており、司令部は各部隊からの連絡将校でごった返していた。ノヴォプラネッツはこの状況を揶揄してジューコフを「ジューコフ・ボナパルト」とあだ名を付けた。

一方でこれらの報告はニキータ・フルシチョフ政権下でジューコフ失脚時に展開された中傷キャンペーンの一種と指摘する主張もある。フルシチョフ政権下で編纂された『大祖国戦争史』ではジューコフの功績は抹消されている。
結局ソ連軍においても、ノモンハンでの苦い経験は活かされることなく、ソ連軍は1939年のソ連・フィンランド戦争においてフィンランドで痛撃を浴びることとなった。
スターリンは冬戦争の後に「ノモンハン事件のエピソードはちっぽけな限定されたものに過ぎない」と述べたが、これは日本軍の武藤章軍務局長の「ノモンハンのようなつまらぬ事件の戦訓にいったい何の価値があるのか?」の意見と同様に、互いに教訓が多かったノモンハン事件を大したことはなかったように矮小化しようとする意思に他ならなかった。

## 両軍の損失

### 日本軍の損失

#### 人的損失

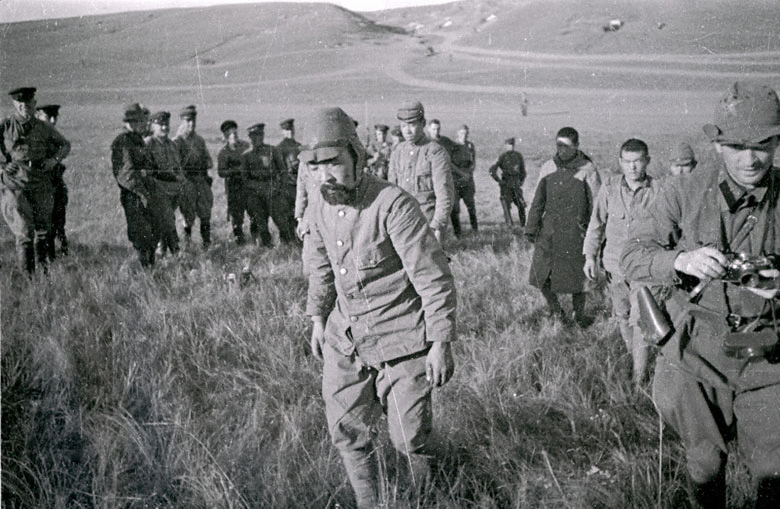
捕虜となった日本兵

事件後に第6軍軍医部が作成した損害調査表によれば、日本軍は出動した58,925人のうち損失は次のようになっている。
- 戦死：7,696人[8][11]
- 戦傷：8,647人[8][11]
- 生死不明：1,021人[8]（566人が捕虜[11]うち160人が戦後に捕虜交換で生還[13]）
  - 合計：17,364人（これは戦傷病から戦死に振り替える調整が終わっていない数値である）また同データにつき、17,405人[512]とする見解や戦病2,350人を加えて19,768人とする見解もある[11]

歴史家秦郁彦によれば、航空隊、戦車隊を含めた損失は戦死8,109人、戦傷8,664人、捕虜を含む行方不明1,021人に、病人2,363人とされ、大まかに人的損失（病人も含む）20,000人でうち戦死・行方不明は9,000人と主張している。日本軍と共に参戦した満洲軍の損耗はハイラルにある忠霊塔には、合祀者202人と刻んであるが、満洲国軍日系軍官の会である蘭星会が出版した書籍「満洲国軍」によれば「動員戦力は18,000」であるが「国軍の死傷は明らかではない」とされる。
日本軍の中でもノモンハンで終始戦い続けた第23師団の損失は極めて大きく、日本軍死傷者の大半を占めることとなった。
| 部隊別         | 戦死  | 戦傷  | 生死不明 | 小計   | 出動兵員数 | 死傷率 |
| -------------- | ----- | ----- | -------- | ------ | ---------- | ------ |
| 師団司令部     | 26    | 45    | 6        | 77     | 232        | 33%    |
| 歩兵団司令部   | 1     | 3     | 0        | 4      | 22         | 19%    |
| 歩兵第64連隊   | 1,361 | 1,506 | 113      | 2,980  | 4,615      | 65%    |
| 歩兵第71連隊   | 1,036 | 1,777 | 359      | 3,772  | 4,551      | 83%    |
| 歩兵第72連隊   | 847   | 1,222 | 54       | 2,123  | 3,014      | 70%    |
| 捜索隊         | 120   | 69    | 9        | 198    | 380        | 52%    |
| 野砲兵第13連隊 | 569   | 595   | 98       | 1,262  | 1,747      | 73%    |
| 工兵第23連隊   | 70    | 109   | 0        | 179    | 338        | 53%    |
| 輜重兵第23連隊 | 41    | 28    | 0        | 69     | 299        | 23%    |
| 通信隊         | 51    | 38    | 0        | 89     | 180        | 46%    |
| 衛生隊         | 59    | 55    | 0        | 114    | 334        | 35%    |
| 野戦病院       | 5     | 8     | 0        | 13     | 221        | 6%     |
| 病馬廠         | 0     | 0     | 0        | 0      | 42         | 0%     |
| 合計           | 4,786 | 5,455 | 639      | 10,880 | 15,975     | 68%    |

この損失率は、後の第二次世界大戦におけるミンスクの戦いでのソ連軍西部正面軍の損失率60% - 70%（45個師団中32個師団を喪失）に匹敵するような高い損失率となった。
日本軍の損失については、ノモンハン戦後のかなり早い時期に情報開示されていたが、太平洋戦争後に研究者間で日本軍惨敗という評価が有力になると、日本軍の損害も過大に見積もられるようになった。1966年10月3日付『朝日新聞』での、靖国神社で行われた「ノモンハン事件戦没者慰霊祭」に関する記事で「ノモンハン事件戦没者一万八千余人」との報道がなされたことで、日本軍は過少に損害を公表していると主張するものもあったが、この記事は死傷者数約18,000人と戦没者数と混同しており、同じ朝日新聞においても、2006年7月17日付の記事では戦死者は約8,000人と報じられている。また、靖国神社が18,000人の戦没者を祭っていると誤認されていることもあるが、靖国神社自体の慰霊祭文でのノモンハン戦戦没者数は7,720人となっており、明らかな事実誤認であった。
ソ連側資料での日本軍損失は下記の通りである。
- 1939年11月15日のソ連第1軍集団参謀部が労農赤軍参謀総長ボリス・シャポシニコフに提出した『1939年ハルハ河地区作戦に関する報告書』によれば、7月と8月の戦闘だけで、日本軍の死傷者数は、4万4,768名（戦死者1万8,868名、負傷者2万5,900名）に達した[11]。
- 1946年のシーシキン大佐の本[523]では、日満軍の損失の総計は5万2,000から5万5,000、そのうち、死者だけで2万5,000人と記述した[11]。
- 1993年のクリヴォーシェフ監修本でも日本の戦死者数は約2万5,000人とした[11]。他方、ソ連軍中央国家文書館 (ЦГАСА) の文書によれば、戦死者18,300人、戦傷者3,500人、捕虜566人（88名は捕虜交換）、遺体引渡し6,281体であった[11]。
  - ソ連軍中央国家文書館所蔵のソ連軍資料では「1939年10月3日に、（日本）陸軍当局は戦死傷者数が1万8,000人であることを認めた」としながらも[524]、日本陸軍当局（正確には第6軍軍医部）発表より過大な戦果報告を行っている[11]。
- また、ロシア国防省公史料館蔵資料によれば、日本満洲軍の戦死者：18,155名、負傷者・行方不明：30,534名で、合計48,649人であった[19]。

#### 装甲車輌損失
| 兵器名             | 参加総数 | 損失数 | 損失率 |
| ------------------ | -------- | ------ | ------ |
| 八九式中戦車（甲） | 8        | 7      | 88%    |
| 八九式中戦車（乙） | 26       | 10     | 39%    |
| 九七式中戦車       | 4        | 1      | 25%    |
| 九五式軽戦車       | 35       | 11     | 31%    |
| 戦車合計           | 73       | 29     | 40%    |
| 九七式軽装甲車     | 4        | 2      | 50%    |
| 九四式軽装甲車     | 15       | 5      | 33%    |
| 装甲車合計         | 19       | 7      | 38%    |

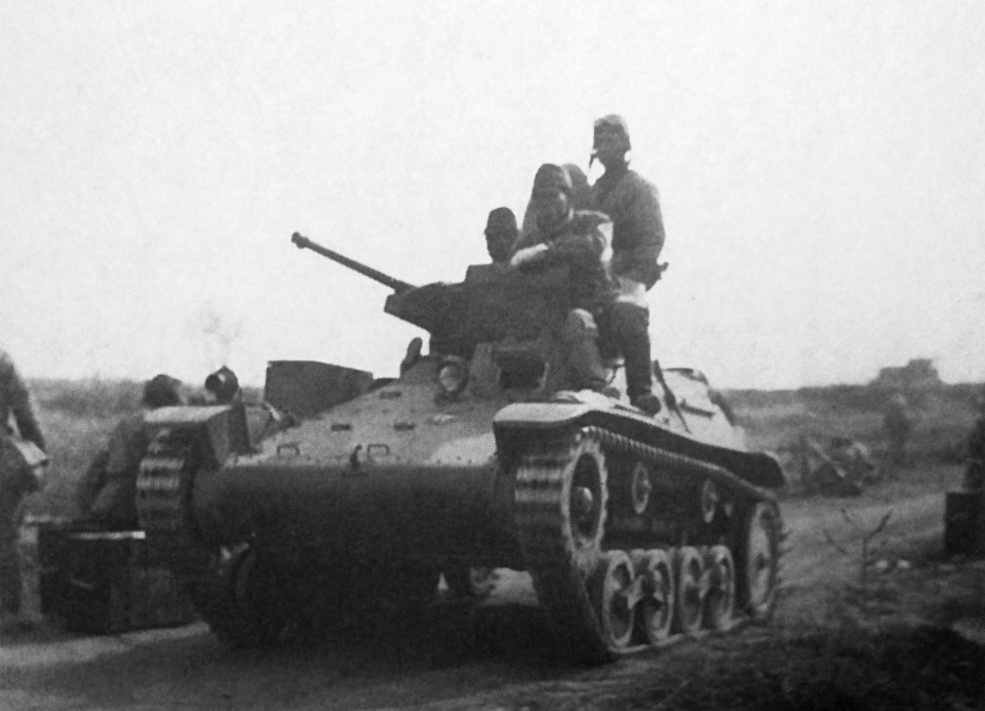
日本軍の九七式軽装甲車、ノモンハン事件が初陣となった

戦車第3連隊と第4連隊の1939年7月2日から概ね7月7日までの損失。
日本軍戦車はあまりにも早い時点で戦場から姿を消したため、戦死した吉丸連隊長の遺骨を抱いて帰った戦車兵らに「日本の戦車は何の役にも立たなかった」「日本の戦車はピアノ線にひっかかって全滅した」「一戦に敗れ、引き下がった」「戦場から追い返された」などの辛辣な声がかけられたという。ノモンハンで一緒に戦った歩兵も戦車隊に対しては辛辣であり「戦車団が引き下がったのは、戦況にやまが見えたからですか？」という質問に対してある歩兵連隊長は「それはね、本当に役に立たなかったからだ。これを言うと戦車隊の者が怒り物議をかもすから体裁よく処理した。まるで豆腐だった…」と厳しい回答をしている。

#### 航空機損失

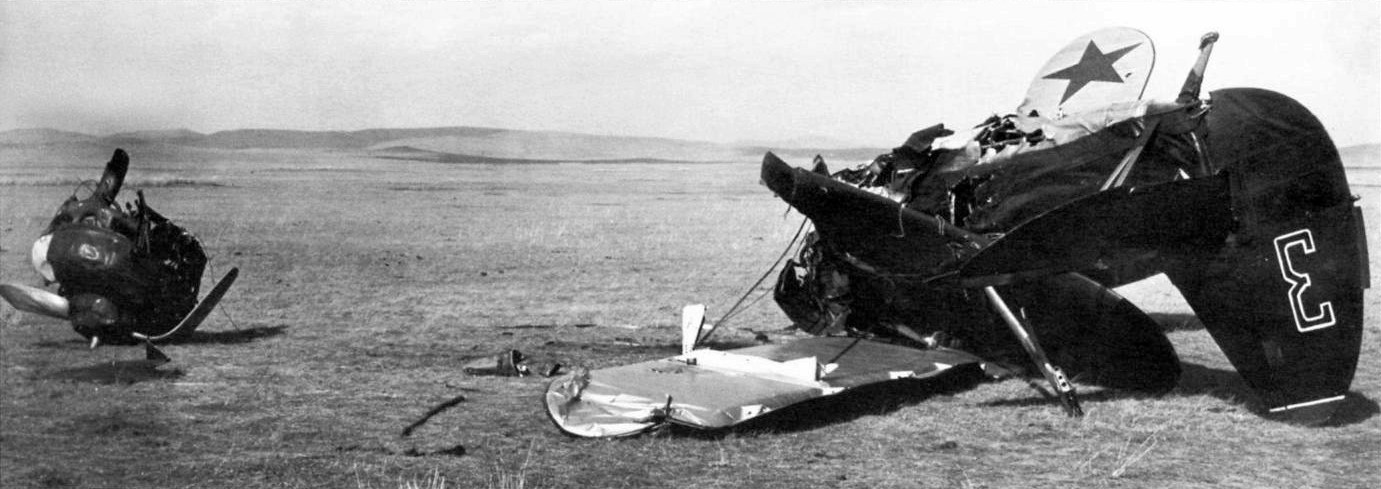
撃墜されたソ連軍戦闘機I-15bis

未帰還77機、大破102の計179機

### ソ連軍の損失

#### 人的損失
ソ連は従来、イデオロギー的な宣伝のためもあって、日本側の死傷者推定を大きく膨らませる一方で、自軍の人的損害を故意に小さく見せようとしてきた。冷戦下で、ジューコフの報告や、ソビエト連邦共産党中央委員会付属マルクス・レーニン主義研究所が編集した『大祖国戦争史（1941〜1945）』といった、ソ連側のプロパガンダによる過小な損害数のデータが広く知れ渡り、ソ連側の一方的勝利が定説化する大きな要因ともなった。
その定説が大きく覆されるきっかけとなったのが、ソ連の共産主義独裁体制が崩壊した1990年前後であり、グラスノスチにより次々とソ連軍のかつての極秘資料が公開される度に、ソ連軍の人的損害が激増していき、ついには日本軍の損害をも大きく超えていたことが判明し、ソ連が情報を意図的に操作していたことが明らかになっていった。
| 軍隊       | 出典                                                    | 日付       | 死亡・行方不明 | 捕虜 | 戦傷     | 総計               |
| ---------- | ------------------------------------------------------- | ---------- | -------------- | ---- | -------- | ------------------ |
| ソ連軍     | タス通信                                                | 1939年10月 | 300名 - 400名  |      | 900名    | 1,200名 - 1,300名  |
| ソ連軍     | ジューコフ\|1970報告書                                  | 1939年11月 | 1,701名        |      | 7,583名  | 9,284名            |
| ソ連軍     | 極東国際軍事裁判判決文                                  | 1948年11月 |                |      |          | 9,000名            |
| ソ連軍     | 大祖国戦争史（1941〜1945）                              | 1960年     |                |      |          | 9,284名            |
| ソ連軍     | ロシア国防省戦史研究所ワルターノフ大佐の報告            | 1991年8月  | 4,104名        | 94名 | 14,619名 | 18,815名           |
| ソ連軍     | 戦争、軍事行動および軍事紛争におけるソ連軍の損害        | 1993年     | 7,974名        |      | 15,251名 | 23,926名           |
| ソ連軍     | 20世紀の戦争におけるロシア・ソ連：統計的分析            | 2001年     | 9,703名        |      | 15,952名 | 25,655名           |
| ソ連軍     | 2024年9月のウラジミール・プーチンロシア連邦大統領の談話 | 2024年     | 10,000名以上   |      |          | 戦死者10,000名以上 |
| モンゴル軍 | ロシア国防省戦史研究所のワルターノフ大佐の報告          | 1991年8月  | 165名          |      | 401名    | 566名              |
| モンゴル軍 | モンゴル戦史研究所                                      | 2001年     | 280名          |      | 710名    | 990名              |

2024年時点で最新のソ連軍・モンゴル軍の人的被害は下記の通りである。
- ソ連軍戦死：9,703人[16]～10,000名以上[17]
- 戦傷：約15,952名[16]（約16,000名とする見解もある）
  - ソ連軍合計：約25,655名[16][19]～約26,000名[17]
- モンゴル軍死傷者990名[19]
  - ソ連軍・モンゴル軍合計：26,645名～約27,000名[16][19][17]。

ソ連軍の損失率はノモンハン事件の全期間を通じて高い水準で推移し、投入兵力に対するソ連軍の損失率は34.6%の高い水準に達した。これは同じソ連軍の攻勢における損失で、後の第二次世界大戦での東部戦線の激戦の一つであるクルスクの戦いにおける、最大の激戦地区となった南部戦区の損失率13.8%を大きく上回る損失率となっている
日本軍は事件直後には、ソ連軍の損害を比較的正確に把握していた。停戦後1939年10月17日に参謀本部作戦課長稲田正純大佐らが纏めた報告書『ノモンハン事件に関する若干の考察』にて、「（ソ連軍）人員ノ死傷ハ恐ラク弐萬に及ビ」とソ連軍の死傷者は20,000名前後だと捉えていた。
事件当時、あまりにも莫大に発生したソ連軍の戦傷者を寝かせるベッドが全く足らず、ノモンハンに近いソ連の都市チタは負傷者で病院は満杯となり、溢れた負傷者はイルクーツクや西シベリアの各都市に送られ、さらにはソ連の欧州部であるクリミア半島やコーカサスにも送られている。その様子をソ連の駐在武官補佐の美山要蔵中佐が目撃しており「ソ連軍も相當な損害を得まして、シベリア極東方面の病院には概ね九千余名を収容しております。尚モスコウ（モスクワ）方面には医者を要求しているし、駅の待避線に入っている病院列車を見ます」と報告している。

#### 装甲車輌損失
| 兵器名    | 損失数 | 備考                                       |
| --------- | ------ | ------------------------------------------ |
| BT-7      | 59     | 通常型30・無線機搭載型27・火力支援型2      |
| BT-5      | 157    | 通常型127・無線機搭載型30                  |
| T-26      | 20     | 通常型8・kHT-26化学戦型10・kHT130化学戦型2 |
| T-37      | 17     |                                            |
| BA-3      | 8      |                                            |
| BA-6      | 44     |                                            |
| BA-10     | 41     |                                            |
| FAI装甲車 | 21     |                                            |
| BA-20     | 19     |                                            |
| T-20      | 9      |                                            |
| SU-12     | 2      |                                            |
| 合計      | 397    |                                            |

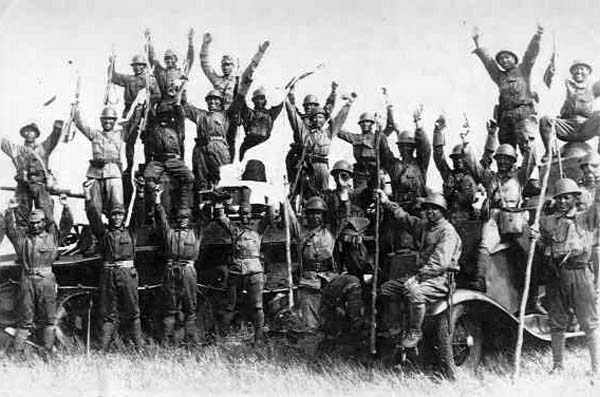
鹵獲したソ連軍のBT-5戦車・FAI装甲車の上で万歳斉唱する日本軍兵士

これ以外にも多数の戦車・装甲車輌が撃破され修理されたが、数が膨大で特定は困難である。また、ソ連軍の装甲車輌の損害は800輌以上とする見解もある

#### 航空機損失
| 兵器名  | 損失数 | 備考                                            |
| ------- | ------ | ----------------------------------------------- |
| I-16    | 109    | うち4機が翼内にShVAK機関砲 2丁を搭載したI-16P型 |
| I-15bis | 65     | I-15の改良型                                    |
| I-153   | 22     |                                                 |
| SB-2    | 52     |                                                 |
| TB-3    | 1      |                                                 |
| R-5     | 2      |                                                 |
| 合計    | 251    | うち非戦闘損失43                                |

## 第二次世界大戦後の動向

### ソ連末期の日ソ蒙共同研究
1980年代末期から、消滅した満洲国を除く日本、モンゴル、ソ連の3当事国の学者たちによる共同の働きかけにより、この軍事衝突を研究する国際学会が1989年にモンゴルの首都ウランバートル、モスクワで、1992年に日本の東京で開催された。東京の学会は「ノモンハン・ハルハ河戦争国際学術シンポジウム」と名づけられ、席上、ロシア連邦軍のワルターノフ大佐は、従来非公開だったソ連・モンゴル軍全体の損害（死傷者および行方不明者）について、日本軍よりも多くの損害を出していたことを明らかにした。2009年9月、軍事史学会と偕行社近現代史研究会が主催し、シンポジウム「ノモンハン事件と国際情勢」が開催された。

### 司馬遼太郎の事実誤認と影響
歴史作家司馬遼太郎は、1968年に小説『坂の上の雲』の連載を開始した頃から、自分の戦時中に学徒動員により予備士官として戦車第1連隊に配属された経験を顧みて、次の時代小説ではノモンハン事件を取り上げようと考えて取材を開始した。その取材の過程で、「もっともノモンハンの戦闘は、ソ連の戦車集団と、分隊教練だけがやたらとうまい日本の旧式歩兵との鉄と肉の戦いで、日本戦車は一台も参加せず（中略）事件のおわりごろになってやっと海を渡って輸送されてきた八九式戦車団が、雲霞のようなソ連のBT戦車団に戦いを挑んだのである」「日本軍は貧乏性なのでうんと砲身が短い57mm砲を搭載させた八九式中戦車を作ったが、ノモンハンでまったく役に立たず、発狂した中隊長も出たほどだった。日本軍は九七式中戦車を制式戦車に切り替えて生産を開始した」「ソ連軍は日本軍の前に縦深陣地を作って現れた。（日本軍は縦深陣地を理解しておらず）全兵力に近いものを第一線に配置して、絹糸一本の薄い陣容で突撃した。日本軍はあたかも蟻地獄に落ちていく昆虫のような状態に置かれた」などと考え、その結果、「日本はノモンハンで大敗北し、さらにその教訓を活かすことなく、2年後に太平洋戦争を始めるほど愚かな国であり、調べていけばいくほど空しくなってきたから、ノモンハンについての小説は書けなくなった」などと、知人の作家半藤一利に後日語り、「日本人であることが嫌になった」とノモンハン事件の作品化を断念した経緯があるとされる。
しかし、司馬の知識は、日本軍戦車のノモンハン参戦時期や、九七式中戦車の開発経緯・生産開始時期、「縦深攻撃」と「縦深防御」の違いなどで事実誤認がある。八九式中戦車は第2次ノモンハン事件の当初から戦場に投入され、逆に事件の終わり頃には損害が大きいという理由でノモンハンを離れて原隊に復帰していた。また、九七式中戦車は昭和12年（1937年・皇紀2597年）に制式採用され、下記の年度別生産台数表の通り、ノモンハン事件のあった昭和14年（1939年）には八九式中戦車を大きく上回る数がすでに生産されていた。ノモンハンでは、戦車第3連隊（吉丸連隊長）に連隊長車を含め4輌の九七式中戦車が配備されて、戦闘に参加していた」。また、縦深陣地についても、ノモンハン事件の戦闘で、日本軍がソ連軍の縦深陣地を強攻して大損害を被ったという局面は少なく、むしろ8月のソ連軍攻勢時に、フイ高地やノロ高地などに日本軍が構築した陣地をソ連軍が強攻して大損害を被っている。特に井置捜索隊が守ったフイ高地については、歩兵陣地が数線の掩体壕で構成され、さらにその奥に機関銃陣地や速射砲の陣地が構築されているといった縦深配置で築かれていた。さらに速射砲陣地については、予備陣地も4〜5個を設けて、砲撃の度に陣地変更して敵の攻撃をかわすといった非常に巧妙な造りとなっており、司馬の認識は明らかに事実誤認であった。ソ連軍がノモンハンで多用したのは、縦深防御ではなく縦深攻撃であった。圧倒的な機甲戦力による縦深攻撃は、特に8月の大攻勢時に威力を発揮し日本軍第23師団を壊滅させた。続く第二次世界大戦（独ソ戦）におけるバグラチオン作戦がその集大成となったとされている。司馬は、防衛庁戦史室を訪ね協力を取り付けて、段ボール1箱分のノモンハン事件に関する防衛庁戦史室秘蔵資料の提供を受けるなど、50歳代の10年にわたってノモンハン事件のことを取材、調査しているが、なぜこのような事実誤認をしていたかは不明である。
| 戦車名       | 1937年 | 1938年 | 1939年 | 1940年 | 1941年 | 合計  |
| ------------ | ------ | ------ | ------ | ------ | ------ | ----- |
| 九五式軽戦車 | 80     | 53     | 115    | 422    | 685    | 1,355 |
| 八九式中戦車 | 29     | 19     | 20     | 0      | 0      | 68    |
| 九七式中戦車 | 0      | 25     | 202    | 315    | 507    | 1,049 |
| 年間計       | 109    | 97     | 337    | 737    | 1,192  | 2,472 |

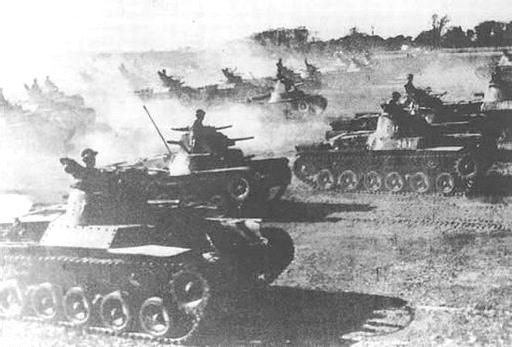
九七式中戦車と九五式軽戦車による演習風景

司馬はソ連軍がほぼ損害を受けていなかったと思い込んでいたようで、その認識に基づいて「ハルハ河をはさむ荒野は、むざんにも日本歩兵の殺戮場のような光景を呈していた」「この局地的な対ソ戦は、世界史上でもめずらしいほどの敗戦だった」などと考えていた。日本軍歩兵が一方的な殺戮されたというのも、司馬がノモンハン事件の取材を進めていた1960年から1970年代には明らかでなかったソ連軍の情報が公開されるに従い否定されている。
司馬がノモンハンの小説を書けなくなったいきさつとして、司馬の内面的な問題だけではないとする指摘もある。司馬はノモンハン事件の調査を進めていく中で、ノモンハン事件で責任を取らされて予備役行きとなり、戦後に長野県上山田温泉で温泉宿を経営していた歩兵第26連隊長の須見新一郎元大佐と知り合った。連隊長解任の経緯から軍中央の参謀に不快感を抱いていた須見は、参謀を「悪魔」と罵倒するほどであり、昭和軍部に批判的であった司馬と意気投合している。須見は謹厳実直な陸軍軍人ながら、明確に日本陸軍の作戦用兵に対しては批判的であり、司馬の小説の構想にうってつけの人物であったため、司馬は須見を主人公のモデルとして小説を書こうと決めて、熱心に上山田温泉通いをしていた。そんな中で、1974年の『文藝春秋』正月号で司馬は参謀本部元参謀で伊藤忠商事の副社長だった瀬島龍三と対談し、それが記事となった。須見は、中央のエリート参謀であった瀬島に対して「あのインチキめ」と腹立たしく思っており、その瀬島と対談した司馬に対して「あんな不埒な奴にニコニコと対談し、反論せずにすませる作家は信用できん」と激高し、今までの取材内容を使用するのはまかりならんと絶縁状を司馬に送り付けている。絶縁状を送り付けられた司馬は、須見を主人公のモデルとする構想が挫折したため、ノモンハン事件の小説が書くのが困難となってしまった。後に司馬はこの時を振り返り「もしぼくがノモンハンを書くとしたら血管が破裂すると思う」と述べるほど追い詰められている。ノモンハン事件ではないが、司馬は自分の戦車兵時代の話を、同じく司馬原作のテレビドラマ『梟の城』の後番組としてテレビドラマ化を目指していたが、これも撮影困難として挫折した経緯がある。

### 日本側の歴史認識・評価の変遷
1980年代末期のグラスノスチで機密資料公開されるまでは、ソ連側の情報はソ連に情報操作された出典に頼らざるを得なかった。1963年に邦訳が刊行されたソ連軍の公式戦史でのソ連軍の人的損害が9,824名と過少に記述されていたり、日本軍の損失が55,000名と過大に記述されていたりしており、ノモンハン戦は日本軍が約2倍 - 5倍の損害を被った惨敗であったという評価が定着することとなった。
ソ連寄りの情報が頼りになったため、ノモンハンでの日本軍に対する評価は辛辣になることが多かった。例えば、当時の高校の歴史教科書も「関東軍は満洲国とモンゴル人民共和国との国境のノモンハンで、ソ連、モンゴル軍と衝突し、機械化部隊に圧倒されて慘敗し」との記述であったなど、ソ連の情報公開前のノモンハン事件に対する多くの日本国民の印象は、司馬と大きくは変わらないものであった。一方で日本軍側は、「陸上戦では敗北したものの、空戦ではソ連軍を圧倒して、戦果を航空機1300機以上撃墜」とする過大な戦果を主張しており、戦後になってもその残像が消えることはなかった。こういったノモンハン事件に関して定着した評価が変わったのが、グラスノスチによる情報公開が進んだ1980年代後半以降であり、ソ連軍の損害が明らかになると、ソ連軍の損害を少なく隠蔽していたことが明るみに出た。またロシア側により発見された史料による「日本側の被害」は日本側が公表している数値よりもはるかに多い人数を挙げており、互いに相手に与えた損害を過大に見積もっている。
現代の事件評価
日本軍は決して惨敗したのではなく、むしろ兵力、武器、補給の面で圧倒的優位に立っていたソ連軍に対して、ねばり強く勇敢に戦った、勝ってはいなくても「ソ連軍の圧倒的・一方的勝利であったとは断定できない」との見解が学術的には一般化したと三代史研究会は主張している。歴史家秦郁彦も「一般にノモンハン事件は日本軍の惨敗だったと言われるが、ペレストロイカ以後に旧ソ連側から出た新資料によれば、実態は引き分けに近かった」として、ほか「損害の面では、確かに日本軍のほうが少なかった」「領土に関していえば、一番中心的な地域では、ソ連側の言い分通りに国境線が決まったが、停戦間際、日本軍はその南側にほぼ同じ広さを確保」と戦闘開始時の目標をソ連は達成したが日本も同等の領土が得たこと、「それがいまだに中国とモンゴルの国境問題の種になっています」と指摘している。一方で「勝敗の判定は何よりも戦争目的を達成したかで決まる。そうだとすれば戦闘の主目標はノモンハン地区の争奪だから、それを失った日本軍の敗北と評するほかない」としつつも、ジューコフが一方的な勝利を演出するため、自軍の損害を半分以下、日本軍に与えた損害を実際の5倍以上であったと吹聴した、とも指摘している。
政軍一体のソ連との比較・分析
また、ソ連側は二正面作戦を避けるために独ソ不可侵条約によって後顧の憂いを断つなど、この事件を単なる国境紛争ではなく本格的な戦争として国家的な計画性を持って対応した。これに対して日本側は政府が全く関与していなかったばかりか、日本軍の中央もソ連軍が大規模な攻勢に出る意図を持っていることを見抜けず自重するように指導したため、関東軍という出先軍の、辻政信と服部卓四郎など一部の参謀の独断専行による対応に終始した。
福井雄三は著書で「10倍近い敵に大被害を与えて足止めをした実戦部隊は大健闘、むしろ戦術的勝利とも言えるが、後方の決断力欠如による援軍派遣の遅れと停戦交渉の失敗のため戦略的には敗北した」と結論付けている。モンゴルでは日本軍の戦死者は5万と伝えられている。
元ソ連参謀本部のヴァシリイ・ノヴォブラネツ (Василий Новобранец) 大佐の手記では「ノモンハンで勝ったのは、兵力と武器類の面で優位に立っていたからであり、戦闘能力で勝利したのではない」と書いている。
半藤一利は2000年に「勝ち負けをいいますと、これは国境紛争で、停戦のとき、向こうの言い分通りに国境を直してますから、負けですね。しかし、戦闘そのものは互角だった」と記した。また2004年の著作では最新鋭の装備であったソ連軍に対して日本軍は白兵攻撃であったわけで、「日本軍が勝ったとまではいえない」と述べている。
須見新一郎は戦後このように述べている。「（小松原師団長は）あのソビエト軍をなめているなというかんじですな。あまくみているということですわ」「でたらめな戦争をやったのみならず、臆面もなく、当時の小松原中将およびそのあとにきた荻洲立兵中将は、第一線の部隊が思わしい戦いをしないからこの戦いが不結果に終わったようなことにして、各部隊長を自決させたり、処分したりしたんですね」「責任を負って死ねと。このようなことで、非常に残念なことですが、当時の自分の直属上司はもとより、関東軍と陸軍省も参謀本部も、この戦闘についてちっとも反省しておらなかったと思います。また停戦協定後、参謀本部や陸軍省から中佐・大佐クラスの人が見えましたが、みんな枝葉末節の質問をするんで、私の希望するような、その急所を突くような質問はひとつもないんですね」。ただし、須見はハルハ河西岸への渡河戦で、指揮下の安達大隊が敵中孤立し苦闘している最中に、ビールを飲みながら夕食をとっていたことを辻にとがめられた際に「安達の奴、勝手に暴進してこんなことになったよ。仕方ないねえ…今夜、斥候を出して連絡させようと思っとる」と答えるなど、安達大隊救出に消極的であったので、辻に一喝されている。この時の須見の対応が停戦後の即時解任予備役編入につながっており、辻と須見は終生相容れざる関係となっている。ただしこのビールを飲んでいたというのは辻の誤解で、須見が飲んでいたのはビール瓶に入っていた水だとする当番兵の証言もある。
一方で辻は「ノモンハン戦で日本は負けていなかった」と主張していた。本当は勝てたはずだったのだが、東京から制止されたために負けたことにされてしまったとするものである。辻は太平洋戦争の終戦後に一時期タイ国内に潜伏していた際に『遺書』と称する手紙を日本の家族に送っており、その中でノモンハン事件について「この北辺の草原に起った局地戦は、我は支那事変を処理しつつ、敵はなんらの拘束も受けずに生起したのだった。兵力比は彼我最初は2対1、最後は4対1で、しかも戦場の主導権はあくまで確保し、8月末において、一時彼に委しただけだった。これから大規模に奪回しようという時に参謀本部は負けたと感じたが、現地軍は勝った、少くも断じて負けとらんとの気持であった。此の一撃を更に徹底したら情勢は大局的において決して不利にはならなかったろう」と書いている。

### ロシアの歴史認識・評価

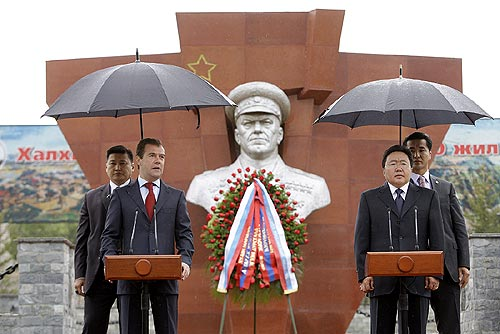
ノモンハン事件70周年で、記念碑の前で演説するドミートリー・メドヴェージェフ大統領とツァヒアギーン・エルベグドルジモンゴル国大統領

ハルハ河勝利の立役者であるジューコフは1940年5月に上級大将に昇進し、ソ連最大の軍管区であるキエフ特別軍管区司令官に就任。その後、赤軍参謀総長に就任し、ハルハ河での勝利が栄達のきっかけとなった。ハルハ河の戦闘はハンニバルがローマ帝国軍を大破したカンナエの戦いに例えられ、各種兵器を統合運用しての機械化兵力による優れた両翼包囲の典型だと絶賛された。ソ・蒙軍前線集団司令官シュテルンは「カンネーの戦いに似ている。これは史上二度目の完璧な包囲戦となるだろう」と述べている。歴史研究家ウィリアムスパールは「ジューコフはカンネの戦いを再現した。ハンニバルがテレンティウス・ファロ率いるローマ軍を破ってから二千年の歳月を得て乾いたモンゴル草原の幅74キロ、長さ20キロの戦場で両翼包囲を成功させた」と述べている。歴史研究家オットー・プレストンは「この戦闘においてジューコフは作戦指揮に自分の流儀を確立した。強い指導力・大胆な攻撃・革新性・陸空の巧妙な連携・必要なら膨大な犠牲もいとわない覚悟が彼の持ち味だった。強い重圧下でも平静を保ち状況を完璧に把握できた」と述べ、ジューコフを高く評価している。
キエフ特別軍管区司令官に任命された数日後にジューコフは初めてスターリンに引見され、ハルハ河の戦闘での日本軍についてスターリンから直接質問されたが、「我々とハルハ川で戦った日本兵はよく訓練されている。特に接近戦闘でそうです」「彼らは戦闘に規律をもち、真剣で頑強、特に防御戦に強いと思います。若い指揮官たちは極めてよく訓練され、狂信的な頑強さで戦います。若い指揮官は決ったように捕虜として降参せず、『腹切り』をちゅうちょしません。士官たちは、特に古参、高級将校は訓練が弱く、積極性がなくて紋切型の行動しかできないようです。日本軍の技術については、私は遅れていると思います。わが軍のMS1型に似た日本軍の戦車は老朽となり、装備も悪く、行動半径も小さい。また戦闘の初期には日本空軍がわが空軍機を撃墜したことは確かです。日本軍飛行機は、わが軍に『チャイカ』改良型やI16型を配備しない前にはわが方より優勢でした。しかし味方にスムシケビッチを代表とするソ連邦英雄の飛行士団が加わってからは、わが空軍の優勢は目に見えてきました。総じて我々が日本軍のいわゆる皇軍部隊と呼ばれる精鋭と戦わねばならなかったことは強調せねばなりません」と日本軍に対する評価を述べている。時にこの評価が「日本軍の下士官兵は頑強で勇敢であり、青年将校は狂信的な頑強さで戦うが、高級将校は無能である」や「日本軍を評して兵は勇猛果敢、しかし将は無能の極みである」などとジューコフ自身の原典とは表現を変えて意訳される時もある。また、ジューコフは前線視察を渋る指揮官など、自軍の第一線の将校の能力に不満を抱いており、この日本軍を評したとする分析は、そのまま自軍であるソ連軍を評する意図があったという指摘もある。
ジューコフはその後、大祖国戦争でナチス・ドイツを打倒する立役者となったが、第二次世界大戦後に一番苦戦した戦場を聞かれて「Khalkhin Gol（ハルヒーン・ゴル）」（ハルハ河のことでノモンハンをさす）と答えたといわれる。ジューコフがノモンハンの戦いを厳しいと考えていたのは、前線から妻のディエブナに対して「日本のサムライを殲滅する仕事は今日終わるだろう。敵を打ち負かすのに100門を超える大砲と大量の兵器、あらゆる機材を投入した。戦闘は終始厳しかった。だから司令官として不眠不休だった」と書いた手紙でも垣間見ることができる。しかし、ジューコフ本人は自身の回顧録で生涯で最も記録に残っている戦いはモスクワ防衛戦、生涯で最も苦労したのはNKVD長官ベリヤの逮捕だと語っている。1945年6月9日のベルリン記者会見ではノモンハンの戦いをどう思うか？、日本兵とドイツ兵の違いはなにか？と質問に対して、（ドイツ兵）は1939年に戦った日本兵より技量は優れていたと答えている。実際にジューコフが戦った日本軍の主力部隊である第23師団は、新設された特設師団で精鋭とは言い難く、この新設師団が100日以上も優勢なソ連軍とわたりあったのは日本軍側でも驚きをもって見られている。
勝敗認識については、単なる史実研究を超え現代における国家の名誉に関わりかねない神経質な論点を含んでいる。こういった「歴史の見直し」の動きに対してソビエト崩壊後は比較的容認の態度にあったが、再び「強いロシア」を標榜するようになったロシアは神経を尖らせており「正義の戦いに勝利した解放者＝ソ連」という従来の歴史認識を堅持しようとしているとの批評がある。2009年8月6日、ウランバートルで開かれた「ノモンハン事件70周年」の記念行事に出席したドミートリー・メドヴェージェフ大統領は「この勝利の本質を変えるような捏造は容認しない」と演説した。

### 中華人民共和国の歴史認識・評価
戦場跡の内モンゴル自治区新バルグ左旗に1989年、ノモンハン戦役遺跡陳列館が開設されている。

### 日本側戦死者の遺骨収集と慰霊
日本側戦死者約8,000人のうち、約4,500人の遺体は日本軍が収容したが、約3,500人の遺骨が第二次世界大戦後も中国・モンゴル国境付近に残存しているとされる。日本政府は遺骨の収集を要望していたが、2003年11月21日、モンゴルのナンバリーン・エンフバヤル首相は、日本の小泉純一郎首相との会談にて、これを容認する考えを示した。
現地には博物館があり2001年には慰霊碑が建てられている。

## ノモンハン事件を描いた作品
軍歌

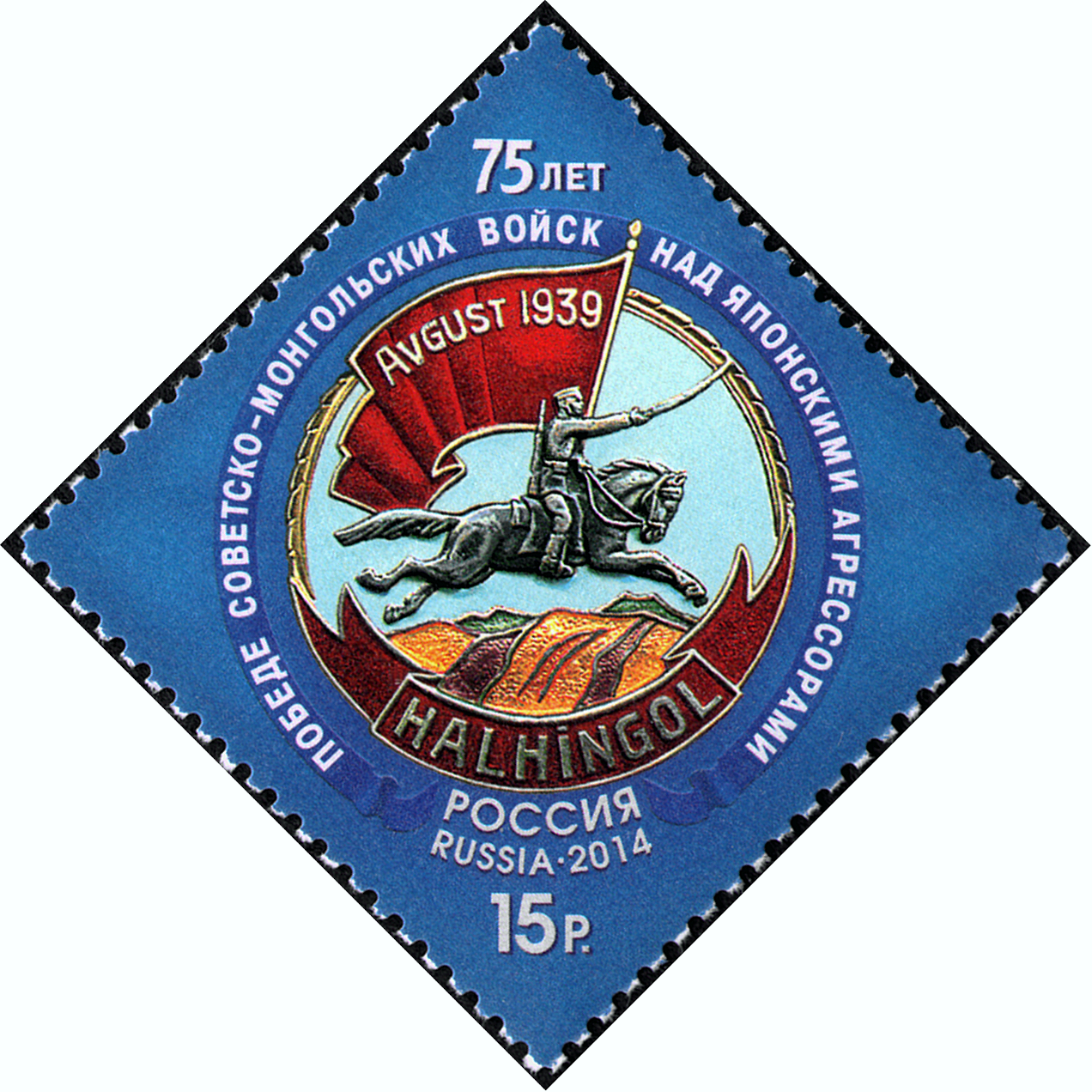
「日本の侵略者からのソ連・モンゴルの勝利75周年」記念切手（ロシア、2014年）

- 『蒙古軍歌　成吉思汗の歌／蒙古軍歌　出征の歌』（奥山貞吉、珠克德爾嗄爾巴、羅蘇拉、色陞嗄）
- 『三人の戦車兵（Три танкиста）』（ソ連、1939年）

戦記
- 『ノロ高地』（草葉栄、当時陸軍大尉、1941年）
- 『バルシャガル草原』（高島正雄、当時陸軍中尉、1942年）
- 『ホロンバイルの荒鷲』（入江徳郎、1942年）
- 『続ノロ高地』（草葉栄、1943年）
- 『ノモンハン戦 〈攻防篇〉 - 人間の記録』（御田重宝、現代史出版会、1977年／徳間文庫、1989年）
- 『ノモンハン戦 〈壊滅篇〉 - 人間の記録』（御田重宝、現代史出版会、1977年／徳間文庫、1989年）
- 『ノモンハンの夏』（半藤一利、文藝春秋、1998年／文春文庫、2001年）

小説
- 『戦争と人間』（五味川純平、1965-1982年、光文社文庫）
- 『ノモンハン』（五味川純平、1975年、文春文庫）
- 『静かなノモンハン』（伊藤桂一、1983年、講談社2005年、ISBN 4-06-198410-1）
- 『ビルマの虎―ハッピータイガー戦記』（梅本弘、1993年）
- 『ねじまき鳥クロニクル』（村上春樹、1995年）

ドキュメンタリー映画
- 『ハルハ河の英雄的な頁』（モンゴル、D・トゥメンバヤル/P・ナラントヤー監督、1991年）[597]

劇映画
- 『戦争と人間 第三部 完結編』（日本、山本薩夫監督、1973年）
- 『心の言葉』（モンゴル、O・バトウルズィー監督、2001年）[597]
- 『マイウェイ 12,000キロの真実』（韓国、カン・ジェギュ監督、2011年）
- 『失敗の研究 1939 ノモンハン』（日本、青年劇場、2024年）

漫画
- 『虹色のトロツキー』（日本、安彦良和著、1990-1996年）
- 『ハッピータイガー』（日本、小林源文著、1991年）
- 『ゴルゴ13』（日本、さいとう・たかを、2005年）コミック第162巻の第535話「ノモンハンの隠蔽」[注釈 23]。

紀行
- 『辺境・近境』（村上春樹、1998年）[注釈 24]

音楽
- Домогт 39 он（"伝説の39年"、モンゴル、2009年）[598]